# A Marvel-moziuniverzum szereplőinek listája

Ez az oldal a Marvel-moziuniverzum filmjeinek fontosabb szereplőit sorolja fel. A karakterek neveit, történeteit és tulajdonságait minden esetben a moziuniverzumban történtekkel összhangban tüntetik fel. Az oldal csak a főszereplőket, valamint a cselekményt befolyásoló fontosabb mellékszereplőket tünteti föl, nem szerepelnek benne hiánytalanul a háttérszereplők, illetve a moziuniverzumhoz kapcsolódó televízió-sorozatok szereplői sem, csupán a mozifilmek karakterei.
A Marvel-moziuniverzum egy filmes franchise, amely 2008-ban indult el hódító útjára, s melynek a Marvel Comics képregények szolgáltak alapjául. Az univerzum 2025 végéig 37 mozifilmet tartalmaz. A képregénysorozat egyik megalkotója a 2018-ban elhunyt Stan Lee, aki a haláláig elkészült valamennyi filmben feltűnik kisebb cameoszerepekben (a Marvel-moziuniverzumban az első 22, a Marvelhez köthető összes filmben pedig összesen 58 filmben látható egy-egy jelenetben).

## Hősök

### Az eredeti Bosszúállók-csapat
Az első Bosszúállók-csapat hat tagból állt, akik visszaverték Loki és a chitauri sereg (Thanos földönkívüli, fejlett technológiával bíró inváziós serege) New York elleni támadását. Ők tekinthetők a Marvel-moziuniverzum központi szereplőinek.
| Szereplő (Polgári név) | Színész | Magyar hang |
| --- | --- | --- |
| Amerika Kapitány (Steve Rogers) | Chris Evans | Zámbori Soma |
| 1918. július 4-én született Brooklynban. A bátorság, önfeláldozás, hősiesség és feddhetetlenség mintaképe. Steve huszonéves a második világháború idején, amikor szeretne csatlakozni a sereghez, ám vézna, beteges testalkata és számos egészségügyi problémája miatt elutasítják. Végül azonban felvételt nyer egy titkos programba, amelynek során különféle szérumokat kap, így teste magasabb és izmosabb lesz, kitartása, sebessége és ereje pedig emberfelettivé válik. Eleinte mégsem küldik a hadszíntérre, helyette a világháborús kötvényeket reklámozza odahaza és a frontvonalak mögött, ám ő nem nyugszik ebbe bele, saját kezébe veszi az irányítást és vakmerő akciói során később rengeteg katonát szabadít ki a fogságból, csapatával pedig leszámolnak a HYDRA létesítményeivel, míg végül a Kapitány feljut a Vörös Koponya repülőgépére, amellyel az New Yorkot akarja elpusztítani. Steve, hogy megmentse az embereket, a repülőgépet a sarkköri jégtáblákba vezeti, ahol jégbe fagy, de életben marad (vélhetően a szérumnak köszönhetően). A S.H.I.E.L.D. talál rá 70 évvel később, és beveszik a Bosszúállók közé, ahol ő lesz az egyik vezéregyéniség. Pajzsa vibrániumból készült, amely a legerősebb a fém a Földön. Stevet és/vagy barátait többször meggyanúsítják árulással vagy merényletekkel, de mindig sikerül tisztáznia magát. Egy gyerekkori barátjával, Bucky Barnes-szal kapcsolatos félreértés vezet el a Polgárháborúként ismert eseményhez, ahol Amerika kapitány és társai szembe kell hogy szálljanak több Bosszúállóval, köztük Vasemberrel és Natashával is, előbbivel (miután kiderül hogy Stark szüleit Bucky ölte meg mialatt a HYDRA alkalmazásában állt akaratán kívül) huzamosabb időre ellenséges viszonyba kerül. Amerika Kapitány túléli a wakandai harcot és Thanos csettintését, később pedig kibékül Tonyval, és társaival az alternatív múltba utazva összegyűjtik Thanos előtt a hat Végtelen követ. A Thanos és csapatai elleni sikeres végső ütközet után (melynek során kiderül, hogy Steve méltó Thor pörölyére, a Mjölnirre) ő viszi vissza időutazással a hat Végtelen követ azok eredeti helyére és idősíkjba, ám ezután nem tér azonnal vissza, hanem egy másik idősíkon leéli az életét szerelmével, Peggy Carterrel. Eredeti idősíkjába immáron megöregedve érkezik vissza, pajzsát és ezzel Amerika Kapitány személyazonosságát pedig barátaira, Samre és Buckyra testálja. | | |
| Szerepei: | Amerika Kapitány: Az első bosszúálló, Bosszúállók, Thor: Sötét világ (c), Amerika Kapitány: A tél katonája, Bosszúállók: Ultron kora, A Hangya (s), Amerika Kapitány: Polgárháború, Pókember: Hazatérés, Bosszúállók: Végtelen háború, Marvel Kapitány (s), Bosszúállók: Végjáték                                                                     | Amerika Kapitány: Az első bosszúálló, Bosszúállók, Thor: Sötét világ (c), Amerika Kapitány: A tél katonája, Bosszúállók: Ultron kora, A Hangya (s), Amerika Kapitány: Polgárháború, Pókember: Hazatérés, Bosszúállók: Végtelen háború, Marvel Kapitány (s), Bosszúállók: Végjáték                                                                     |
| | | |
| Vasember (Tony Stark) | Robert Downey Jr. | Fekete Ernő |
| Teljes nevén Anthony Edward Stark. Howard és Maria Stark gyermeke. Műszaki zseni, multimilliárdos, sikeres feltaláló, továbbá saját jellemzése szerint "playboy, filantróp és emberbarát". Önimádó és nagyképű, ám egyúttal becsületes, bátor és önfeláldozó. 17 évesen diplomázott az MIT-n, ezután apja örökségére építve megalapította a Stark Industries fegyvercéget, amely modern fegyvereket gyárt és amely milliárdossá tette. Tonynak elképesztő tudása és tehetsége van, amelyek segítségével a legkorszerűbb technológiai újításokat képes létrehozni. Egy balul sikerült fegyverbemutató után elrabolják a Közel-keleten, amelynek során repeszek kerülnek a szíve közelébe, így az egyetlen módja a túlélésre ha egy modern elektromágneses szerkezetet operál a mellkasába. Fogvatartói egy nagy erejű rakéta megépítésére kényszerítik, ám egy szintén raboskodó tudós (akinek az életét is köszönheti) segítségével helyette egy felfegyverzett páncélt épít, amellyel megmenekül a rabságból. Hazatérése után gyökeresen megváltozik a szemlélete, leállítja a fegyvergyártást és tudását a jó ügy szolgálatába állítja, a Vasember-páncél megépítésével pedig szuperhőssé válik. Páncélját folyamatosan fejleszti, modernizálja (az egyes páncélok külön sorszámot kapnak), és rengetegszer vállal oroszlánrészt a bolygó megmentésében. A Bosszúállók pénzügyi támogatásáért is ő felel. Modern fegyverei és páncélja kompenzálják fizikai hátrányát Thorhoz vagy Hulkhoz képest. Több gonosztevő szövetkezik ellene, sokszor múltbéli sérelmek miatt, ám ő mindegyikkel leszámol. Később eljegyzi barátnőjét és segítőjét, Pepper Pottsot. A Polgárháború során tudja meg, hogy hogyan haltak meg a szülei, emiatt hosszabb időre összekülönbözik Amerika Kapitánnyal. Thanos érkezésekor Peter Parkerrel és Dr. Strange-dzsel a Titánon kötnek ki, ahol személyesen küzdenek meg az őrült titánnal, ám nem tudják őt legyőzni. Thanos megkegyelmez Starknak Strange kövéért cserébe, és Tony a csettintést is túléli, ám minden társát elveszíti aki vele harcolt és a bolygón ragad Nebulával, Thanos nevelt lányával. Kis híján mindketten életüket vesztik, ám Marvel Kapitány megtalálja és visszaviszi őket a Földre. A következő 5 évben születik Peppertől egy lánya, Morgan, a család egy vidéki házban él visszavonultan. Amikor azonban Scott Lang felbukkan, és elmagyarázza tervét, Tony rájön az időutazás nyitjára, kibékül Amerika Kapitánnyal, és újra összefog társaival, hogy a múltban megszerezzék a hat Végtelen követ még Thanos előtt. Kalandja során találkozik saját apjával is. Küldetésük sikerrel jár, Tony pedig elkészíti a kesztyűt, amellyel mindenkit visszahoznak az élők sorába, akik odavesztek Thanos akciójában. A végső harc során Thanos kis híján ismét győz, ám Tony egy csellel elveszi tőle a kesztyűt, és a saját fegyverével győzi le véglegesen Thanost, ám a csettintésbe (lévén átlagember) ő maga is belehal. Temetésén minden Bosszúálló részt vesz. Rengeteg mindent hagy a családjára és a többi hősre, köztük is leginkább Peter Parkerre. | | |
| Szerepei: | A Vasember, A hihetetlen Hulk (s), Vasember 2., Marvel-rövidfilm: A tanácsadó (v), Bosszúállók, Vasember 3., Bosszúállók: Ultron kora, Amerika Kapitány: Polgárháború, Pókember: Hazatérés, Bosszúállók: Végtelen háború, Bosszúállók: Végjáték, Pókember: Idegenben (v)                                                                              | A Vasember, A hihetetlen Hulk (s), Vasember 2., Marvel-rövidfilm: A tanácsadó (v), Bosszúállók, Vasember 3., Bosszúállók: Ultron kora, Amerika Kapitány: Polgárháború, Pókember: Hazatérés, Bosszúállók: Végtelen háború, Bosszúállók: Végjáték, Pókember: Idegenben (v)                                                                              |
| | | |
| Hulk (Bruce Banner) | Edward Norton, Mark Ruffalo | Kaszás Gergő, Rajkai Zoltán |
| Tudós, aki egy titkos katonai programban kísérletezik, amely során szuperkatonákat kívánnak létrehozni. A kísérletet előbb magán próbálja ki, ám a dolog balul sül el, komoly sugárzás éri amely következtében sejtjei mutálódnak, és egy óriási, zöld színű szörnyeteggé válik, amelynek pusztító fizikai ereje van. Banner képes visszaváltozni emberi alakba, amely alakban normális életet próbál élni, ám ha felbosszantja magát a szörny előjön belőle és ámokfutásba kezd, amelyet a katonaság sem képes megállítani. Banner és Hulk énje függetlenek egymástól, ezért a tudós mindent elkövet hogy mindig nyugodt maradjon. Brazíliába vonul száműzetésbe, ám a hadsereg rátalál és megpróbálják megölni. Később mégis hőssé válik, amikor megmenti New Yorkot az ellenfelétől, a szérumot szintén magába fecskendező Emil Blonskytól. Ezután újra száműzetésbe vonul, ám a Bosszúállók ügynöke, a Fekete Özvegy visszahozza őt és a S.H.I.E.L.D. alkalmazásába állítják. Fizikai ereje hatalmas segítséget jelent a csapatnak az akadályok elhárításánál és az ellenség tömeges likvidálásánál, ám egyúttal a legnehezebben kezelhető Bosszúálló, lehetetlen parancsolni neki, egyedül Natasha képes megnyugtatni. A szokóviai harc után a Quinjettel ismeretlen helyre távozik, később kiderül hogy a távoli Sakaar nevű bolygóra került, ahol immár állandóan Hulk képében van, és a helyi Nagymester gladiátorviadalának bajnokaként éli napjait. Thor segítségével visszaváltozik Bannerré és végül segít társának a Hela elleni harcnál, ám később Thor hajóját megszállja Thanos, és Banner csak Heimdall áldozata árán tud visszajutni a Földre, ahol többé nem tud Hulkká változni, így Stark egyik páncéljával harcol a wakandai csatában. A csettintést túléli. Az elkövetkező öt évben sikeresen egyensúlyba hozza emberi és Hulk énjét, így a továbbiakban külsőre zöld szörny marad, azonban immáron Banner énjével párosítva. Hulk is segít az időutazás során, ő szerzi meg az Időkövet az Ősmágustól, majd ő veszi fel a Tony által készített kesztyűt és végzi el a csettintést, amelynek során mindenkit visszahoznak aki Thanos pusztításában életét vesztette. Az akciót túléli ugyan, de komolyan megsérül. A végső harcot követően segít Amerika Kapitánynak visszautazni a múltba a Kövekkel. Egy baleset során unokatestvérét megfertőzi a vérével, így ő is szupererőssé vált. Kiderült, hogy a Sakaaron töltött idő alatt született egy fia. | | |
| Szerepei: | A hihetetlen Hulk, Bosszúállók, Bosszúállók: Ultron kora, Marvel-One-Shot: Team Thor: Part 1, Thor: Ragnarök, Bosszúállók: Végtelen háború, Marvel Kapitány (s), Bosszúállók: Végjáték, Shang-Chi és a tíz gyűrű legendája (s), Amazon: Ügyvéd, Deadpool & Rozsomák (al), Spider-Man: Brand New Day                                                   | A hihetetlen Hulk, Bosszúállók, Bosszúállók: Ultron kora, Marvel-One-Shot: Team Thor: Part 1, Thor: Ragnarök, Bosszúállók: Végtelen háború, Marvel Kapitány (s), Bosszúállók: Végjáték, Shang-Chi és a tíz gyűrű legendája (s), Amazon: Ügyvéd, Deadpool & Rozsomák (al), Spider-Man: Brand New Day                                                   |
| | | |
| Thor | Chris Hemsworth, Dakota Goyo, Tristan Hemsworth, Samson Alston, Cameron Chapek | Nagy Ervin |
| Asgardi istenség, Odin és Frigga fia, Loki mostohatestvére, a villámlás és a mennydörgés istene. Ő az egyetlen istenség a Bosszúállók csapatában. A Mjölnir nevű isteni erejű pöröly birtokosa, amelyet csak ő tud felemelni és használni, más ember nem képes rá. Az asgardi trón és a kilenc birodalom feletti uralkodói cím várományosa, ám önfejű, arrogáns és felelőtlen, amely tulajdonsága kis híján háborúba sodorják Asgardot, így feldühödött apja elveszi tőle az erejét és száműzi a Földre, ahol be kell bizonyítania hogy méltó az isteni erőre. A Földön összefut Jane Foster fizikussal és kis csapatával, és beleszeret a lányba. Eleinte elkeseredetten veszi tudomásul hogy immár nem tudja megmozdítani a pörölyt, ám amikor cselszövő testvére Asgard ellen szövetkezik, és a Földre küldi a Pusztítót, Thor feláldozza magát a többiekért, így újra méltóvá válik erejére, amelyet visszanyerve elhárítja a veszélyt. A S.H.I.E.L.D. ezután felkéri hogy csatlakozzon a Bosszúállókhoz, amelyet Thor elfogad, ezzel együtt visszatér otthonába és csak szükség esetén érkezik újra a Földre. Később Janet is Asgardba hozza, miután a lányt egy rejtélyes energia, az Aether támadja meg, amelyet a sötét tündérek is keresnek. Vezetőjük, Malekith megöli Thor anyját, ám az később sikeresen végez vele. Thor a szokóviai ütközet után kideríti, hogy Asgard veszélyben van, így Lokival (aki Odinnak álcázva magát uralkodik Asgardban) megkeresik apjukat, aki élete végét száműzetésben tölti. Halála után megérkezik Hela, a halál istennője, akiről kiderül hogy Thorék nővére és le akarja igázni az univerzumot. Elpusztítja Thor pörölyét, aki Lokival együtt a távoli Sakaaron köt ki, ahonnét viszontagságos úton jutnak vissza Asgardba. Thor rájön, hogy Hela legyőzéséhez szükséges a Ragnarök eljövetele, otthonának pusztulása után pedig őt koronázzák királlyá, ám népének megmaradt tagjaival Thanosba botlanak, aki megöli az öccsét és elveszi a Tesseractot. Thor éppen megmenekül, a galaxis őrzői találnak rá, később pedig sikerül új fegyvert szereznie. Végül ő szúrja mellbe Thanost, ám nem tudja megölni, és ezért a csettintést sem tudja megakadályozni. Nem sokkal később a Bosszúállók megmaradt tagjai megtalálják Thanost, Thor pedig lefejezi a titánt, tettét azonban nem tudják visszafordítani (akkor még), így Thor visszatér népe megmaradt tagjaihoz Norvégiába, ott megalapítja az új Asgardot, majd az évek alatt alaposan lezülleszti magát: alkoholizál és számítógépes játékokkal játszik. Amikor azonban lehetségessé válik az időutazás, a Bosszúállók összegyűjtik őt, Thor pedig Mordállyal párban megszerzi a múltban a Valóság kövét, valamint eredeti pörölyét is visszakapja. Thanos végső legyőzését követően népének vezetését Valkűrre bízza, ő maga pedig csatlakozik a galaxis őrzőihez. Miután rájön, hogy Gorr célpontja Új Asgard, elválik az őrzőktől és visszatér hazájába. Ott újra találkozik a súlyos beteg Jane-nel, aki az idő alatt szuperképességekre tett szert. Miután Gorr elrabolta a gyerekeket (köztük Heimdall fiát, Axl-t is), Thor, Jane, Valkűr és Korg elutaznak Olimposzra, hogy figyelmeztessék Zeuszt és a többi istent a veszélyre, de ők nem akarnak szembeszállni Gorral. Végül Thor és Jane kiszabadítja a gyerekeket. Gorr meghal, de a lányát Szerelmet Thorra hagyja. Thor elbúcsúzik a haldokló Jane-től, majd Szerelemmel új kalandokba keverednek. | | |
| Szerepei: | Thor, Bosszúállók, Thor: Sötét világ, Bosszúállók: Ultron kora, Marvel-One-Shot: Team Thor: Part 1, Doctor Strange (s), Marvel-One-Shot: Team Thor: Part 2, Thor: Ragnarök, Marvel-rövidfilm: Darryl csapata (v), Bosszúállók: Végtelen háború, Bosszúállók: Végjáték, Thor: Szerelem és mennydörgés, Deadpool & Rozsomák (c), Bosszúállók: Ítéletnap | Thor, Bosszúállók, Thor: Sötét világ, Bosszúállók: Ultron kora, Marvel-One-Shot: Team Thor: Part 1, Doctor Strange (s), Marvel-One-Shot: Team Thor: Part 2, Thor: Ragnarök, Marvel-rövidfilm: Darryl csapata (v), Bosszúállók: Végtelen háború, Bosszúállók: Végjáték, Thor: Szerelem és mennydörgés, Deadpool & Rozsomák (c), Bosszúállók: Ítéletnap |
| | | |
| Fekete Özvegy (Natasha Romanoff) | Scarlett Johansson, Ever Anderson | Csondor Kata, Csikos Léda |
| Eredeti nevén Natalija Alijanovna Romanova. Orosz származású bérgyilkosnő és kém, aki fiatalkorában nagyon komoly kiképzést kapott, és a legszívósabb, legprofibb ügynökök egyike lett. Egy küldetés során Bartonnak kellene likvidálnia, ám életben hagyja a lányt, aki innentől az adósa és szövetségese lesz, rengeteg küldetést hajtanak végre együtt. Romanoff a S.H.I.E.L.D. alkalmazásába áll, Nick Fury egyik legmegbízhatóbb embere lesz, később a Natalie Rushman álnév alatt Tony Stark mellé helyezik (aki eleinte nem tudja hogy a lány ügynök). Ő hozza össze a Bosszúállókat a New Yorkot fenyegető támadás előtt, és habár fizikai ereje nem mérhető a legtöbb tag erejéhez, nagyon jól bánik a fegyverekkel, közelharcban is verhetetlen és mindenféle számítástechnikai dologhoz ért, így méltó tagja a csapatnak. Az idő előrehaladtával megtetszenek egymásnak Bannerrel, ám szerelmük nem teljesedik be. Natasha segít Steve-nek megfékezni a S.H.I.E.L.D. árulóit, később részt vesz a szokóviai csatában, a Polgárháborúban pedig Stark oldalán harcol, ám végül ő az aki útjára engedi Stevet és Buckyt. A wakandai csatát túléli, az elkövetkező években ő koordinálja a megmaradt Bosszúállók tevékenységét. Miután Scott és Tony lehetővé teszik az időutazást, ő és Clint (akit Natasha hoz vissza a csapatba ismét) a Vormirra utaznak, hogy megszerezzék a Lélekkövet. Miután kiderül, hogy egyiküknek fel kell áldoznia magát, Natasha kicselezi Clintet és leveti magát a mélybe, ezzel életét adja a Bosszúállók végső sikeréért. | | |
| Szerepei: | Vasember 2., Bosszúállók, Amerika Kapitány: A tél katonája, Bosszúállók: Ultron kora, Amerika Kapitány: Polgárháború, Thor: Ragnarök (v), Bosszúállók: Végtelen háború, Marvel Kapitány (s), Bosszúállók: Végjáték, Fekete Özvegy | Vasember 2., Bosszúállók, Amerika Kapitány: A tél katonája, Bosszúállók: Ultron kora, Amerika Kapitány: Polgárháború, Thor: Ragnarök (v), Bosszúállók: Végtelen háború, Marvel Kapitány (s), Bosszúállók: Végjáték, Fekete Özvegy |
| | | |
| Sólyomszem (Clint Barton) | Jeremy Renner, Diesel La Torraca (gyerekként, törölt jelenet) | Stohl András |
| A S.H.I.E.L.D. alkalmazásában álló mesterlövész íjász és ügynök. Egy küldetés során meg kellene ölnie Natashát, ám megkegyelmez a lánynak és a szövetségesévé és barátjává válik. Később Clint Loki befolyása alá esik, aki jogarával manipulálja a férfit, így Barton a S.H.I.E.L.D. és a Bosszúállók ellen támad, ám sikerül őt visszanyerniük a soraikba, a New York-i harcban pedig komoly segítséget nyújt. Később kiderül hogy családja van, akikkel egy békés és eldugott helyen él, így a csaták és küldetések után visszatér hozzájuk, ám Amerika Kapitány hívására újra akcióba lép, és az ő oldalán harcol a Polgárháborúban. Miután bűnözőnek nyilvánítják a Polgárháborút követően, vádalku nyomán házi őrizetbe kerül (akárcsak Scott Lang), így nem vehet részt a Thanos elleni harc első felvonásában. Miután a családja is odavész Thanos tette nyomán, felveszi a Ronin álnevet és önbíráskodó igazságosztó lesz belőle. Miután Natasha rátalál, visszatér a Bosszúálokhoz. Natasha és ő utaznak el a Vormirra, ahol Clint akarja feláldozni magát, ám a nő előbb hozza meg az áldozatot, így Clint marad életben és szerzi meg a követ. Ezután ő is részt vesz a Thanos elleni végső csatában (mint mindenki más), a győzelem után pedig visszatér feltámasztott családjához. Békésen él a családjával, mindaddig míg a Roninként élt élete visszaköszön. Kiderült, hogy a Melegítősök főnökét megölte és rá vadásznak. Azonban a Ronin ruhát nem ő viseli, hanem Kate Bishop. Megmenti a lányt és kiképzi, hogy ő legyen a következő Sólyomszem. | | |
| Szerepei: | Thor (c), Bosszúállók, Bosszúállók: Ultron kora, Amerika Kapitány: Polgárháború, Bosszúállók: Végjáték, Fekete Özvegy (v), Sólyomszem, Echo (v), Bosszúállók: Ítéletnap | Thor (c), Bosszúállók, Bosszúállók: Ultron kora, Amerika Kapitány: Polgárháború, Bosszúállók: Végjáték, Fekete Özvegy (v), Sólyomszem, Echo (v), Bosszúállók: Ítéletnap |

### A galaxis őrzői
A galaxis őrzői az azonos című filmekben szereplő, öt (később Mantis csatlakozásával hat) tagú csapat, akik eleinte mind piti bűnözők, ám később több alkalommal is megmentik az univerzumot.
| Szereplő (Polgári név) | Színész | Magyar hang |
| --- | --- | --- |
| Űrlord (Peter Quill) | Chris Pratt, Wyatt Oleff (gyerekként, film), Luke Klein (gyerekként, hang, különkiadás) | Miller Zoltán, Straub Martin (gyerekként, film), Vida Bálint (gyerekként, különkiadás) |
| Földi anyától és egy bolygóközi istenség apától származó gyerek, akit édesanyja halála után elrabol a Földről Yondu Udonta űrkalóz és csapata, miután megbízást kapnak hogy leszállítsák őt apjának, ám Yondu megtartja és felneveli a fiút, aki bő 20 évvel később intergalaktikus piti tolvajként tevékenykedik, és mindig az édesanyjától kapott Walkmant hallgatja. Egyszer elrabol egy különleges követ (mint később kiderül az egyik Végtelen Követ), ám mielőtt eladhatná azt összefut Gamorával, valamint a Mordály–Groot duóval a Xandar bolygón, akik szintén rá vadásznak (előbbi a kő, utóbbiak a kő elrablása miatt kitűzött vérdíj reményében). Végül mindannyian egy börtönben kötnek ki, ahonnan már csapatként (Drax-szel kiegészülve) szöknek meg Quill Milano nevű űrhajóján, amely a későbbiekben a csapat főhadiszállása is lesz egyben. Így alakul meg a galaxis őrzői, akik kétszer is megmentik a világot, előbb Ronant, a Vádlót győzik le, majd Peter saját apját, Egot (akiről kiderül hogy egy őrült istenség aki le akarja igázni az univerzumot és aki Peter anyjának haláláért is felelős). Peter szerelmes lesz Gamorába, aki sokáig elutasító vele, de végül mégis összejönnek. Thanos azonban elrabolja a lányt és végez vele. Amikor ez kiderül, Quill dühbe gurul és arcon vágja Thanost, így Starkéknak nem sikerül lefejteniük a kezéről a Végtelen Kesztyűt, Thanos pedig befejezi tervét, összegyűjti a 6 követ és kipusztítja a fél univerzumot, amelyben Quill is odavész. Miután feltámasztják őt és társait a Bosszúállók, rész vesznek a Thanos elleni leszámolásban, Quill ekkor tudja meg, hogy az alternatív idősíkból érkezett múltbéli Gamora még életben van, a lány azonban (érthető okokból) nem ismeri őt meg, és eltűnik a csata után. Quill a keresésére indul csapata többi tagjával, valamint Thor is csatlakozik hozzájuk. Nem sokkal később a csapat és Thor különválnak. Megtalálja Gamorát, azonban rá kell jönnie, hogy ez a lány már nem az, akit szeretett. Miután megmenti Mordályt az Evolúció Mesterétől elhagyja a csapatot és a Földre költözik a nagyapjához. | | |
| Szerepei: | A galaxis őrzői, A galaxis őrzői vol. 2., Bosszúállók: Végtelen háború, Bosszúállók: Végjáték, Thor: Szerelem és mennydörgés, A galaxis őrzői – Ünnepi különkiadás, A galaxis őrzői: 3. rész                  | A galaxis őrzői, A galaxis őrzői vol. 2., Bosszúállók: Végtelen háború, Bosszúállók: Végjáték, Thor: Szerelem és mennydörgés, A galaxis őrzői – Ünnepi különkiadás, A galaxis őrzői: 3. rész                  |
| | | |
| Gamora | Zoë Saldana, Ariana Greenblatt (gyerekként) | Solecki Janka, Tóth Mira (gyerekként) |
| Zöld bőrű, lobbanékony, közelharcban járatos nő, a Zen-Whoberi faj utolsó életben lévő képviselője. Gyerekkorában Thanos kiirtotta a bolygójának fél lakosságát, így a lány árva maradt, ám a titán magához vette és felnevelte őt mostohatestvérével, Nebulával együtt. Gamora gyűlöli nevelőapját annak borzalmas tettei és kegyetlen módszerei miatt, és több alkalommal is ellene szövetkezik. Thanos Ronan, a Vádló mellé rendeli, ahol a feladata hogy megszerezze az egyik Végtelen Követ. Ennek folyamán fut össze Peter Quillel és Mordályékkal, és mindannyian a börtönben kötnek ki. Kiderül, hogy Gamorának esze ágában sincs a követ leszállítani, helyette el akarja adni a Gyűjtőnek. Szökésük után ez meg is történik, ám a dolog balul sül el és Quillnek kell megmentenie Gamorát, ezután pedig legyőzik Ronant és biztonságba helyezik az általa ellopott Végtelen Követ. A lány később kibékül nővérével, a sokáig Ronant szolgáló Nebulával. Rájönnek hogy Thanos meg akarja szerezni az összes Végtelen Követ, így Gamora Quill lelkére köti hogy ölje meg őt ha a helyzet úgy adódik, mert tud valamit amit az apja nem. Thanos ennek ellenére sikeresen elrabolja mostohalányát, és kideríti hogy Gamora tisztában van a Lélekkő hollétével. Miután megtalálják a követ a Vormiron, Thanosnak fel kell áldoznia valamit amit szeret a kőért cserébe, így nehéz szívvel, de ledobja lányát a szikláról a mélybe, aki szörnyethal. Mivel Gamora nem a népességfelezés áldozatául esett, így azon kevesek közé tartozik, akik nem támaszthatóak fel. A 2014-es idősíkból származó múltbéli énje azonban Thanosszal együtt megérkezik a jelenbe, majd a jó útra tért Nebula meggyőzi őt hogy forduljon apja ellen. Gamora viszont így nem ismeri a galaxis őrzőit, a csata után pedig nyoma vész. Később kiderült, hogy csatlakozott a Fosztogatókhoz. | | |
| Szerepei: | A galaxis őrzői, A galaxis őrzői vol. 2., Bosszúállók: Végtelen háború, Bosszúállók: Végjáték, A galaxis őrzői: 3. rész                                                                                       | A galaxis őrzői, A galaxis őrzői vol. 2., Bosszúállók: Végtelen háború, Bosszúállók: Végjáték, A galaxis őrzői: 3. rész                                                                                       |
| | | |
| Drax | Dave Bautista | Ifj. Jászai László |
| Becenevén "a pusztító". Egy meg nem nevezett faj tagja, izmos és harcias, valamint mindent amit mondanak neki szó szerint értelmez, amely többször félreértésekhez vezet. Családját megölte Thanos parancsára Ronan, így mind a kettőjük ellen bosszút forral. A börtönben ahol raboskodik összefut Quillel, Gamorával, Mordállyal és Groottal. Miután megtudja hogy Gamora Thanos lánya végezni akar vele, de rájönnek hogy a lány is az apja ellen dolgozik. Megszöknek a börtönből, és Drax is a galaxis őrzői csapat tagja lesz. Thanos csettintése során veszti életét, később társaival együtt feltámasztják őt. Miután az eredeti Galaxis őrzői feloszlott Nebulával együtt tanítani kezdi a gyerekeket a Tudástérben. | | |
| Szerepei: | A galaxis őrzői, A galaxis őrzői vol. 2., Bosszúállók: Végtelen háború, Bosszúállók: Végjáték, Thor: Szerelem és mennydörgés, Én vagyok Groot, A galaxis őrzői – Ünnepi különkiadás, A galaxis őrzői: 3. rész | A galaxis őrzői, A galaxis őrzői vol. 2., Bosszúállók: Végtelen háború, Bosszúállók: Végjáték, Thor: Szerelem és mennydörgés, Én vagyok Groot, A galaxis őrzői – Ünnepi különkiadás, A galaxis őrzői: 3. rész |
| | | |
| Mordály | Bradley Cooper (hang), Sean Gunn (helyszíni színész, fiatal változat hangja), Oreo (mozgás és viselkedés), Noah Raskin (baba, hang)                                                                           | Kálloy Molnár Péter |
| Egy beszélő mosómedve (pontosabban mosómedve formájú idegen), aki etikátlan állatkísérletek sorozatának eredménye. Nagyszájú, harcias, komoly fegyverzettel rendelkezik és tud űrhajót vezetni. Piti bűnözőként vérdíjakra utazik társával, Groottal, amikor belefutnak a körözött Quillbe és Gamorába a Xandaron. Akciójuk során elfogják őket és börtönbe szállítják, ahol Mordály szervezi meg a szökést, majd Quill űrhajóján sikeresen elmenekülnek. Mordály oszlopos tagja lesz a galaxis őrzőinek, minden küldetésükben részt vesz (és ő is sodorja bajba a csapatot, miután heccből meglopja a Szuverének népét). Később Mordály az aki segít Thornak új pörölyt szerezni. Ő az egyetlen az eredeti Galaxis őrzői közül, aki életben marad a Végtelen háború után. Egy ideig Nebulával párban járják a galaxist küldetéseket teljesítve, később a Bosszúállók hívására visszatérnek, Mordály pedig Thorral párban visszautazik az időben, hogy megszerezzék a Valóság kövét. A küldetés sikerrel jár, ennek következtében Mordály csapatának tagjait (Gamorát kivéve) sikeresen feltámasztják. Thanos halálát követően Mordály ismét összeáll társaival, és együtt indulnak az immáron másik idősíkból visszatért Gamora keresésére. Kiderül, hogy alkotója az Evolúció Mestere üldözi őt, de sikerül a csapatánál legyőzni őt. Ezt követően a csapat feloszlik és létrejön az új Galaxis őrzői. | | |
| Szerepei: | A galaxis őrzői, A galaxis őrzői vol. 2., Bosszúállók: Végtelen háború, Bosszúállók: Végjáték, Thor: Szerelem és mennydörgés, Én vagyok Groot, A galaxis őrzői – Ünnepi különkiadás, A galaxis őrzői: 3. rész | A galaxis őrzői, A galaxis őrzői vol. 2., Bosszúállók: Végtelen háború, Bosszúállók: Végjáték, Thor: Szerelem és mennydörgés, Én vagyok Groot, A galaxis őrzői – Ünnepi különkiadás, A galaxis őrzői: 3. rész |
| | | |
| Groot | Vin Diesel (hang), James Gunn (motion capture), Sean Gunn (motion capture), Terry Notary (motion capture), Austin Freeman (motion capture)                                                                    | Dézsy Szabó Gábor |
| Egy fa formájú élőlény, faját tekintve Flora colossus. Emberi és növényi tulajdonságok keverednek benne, és érti a beszédet, ő maga viszont egyetlen mondatot tud mondani ("Én vagyok Groot" – az eredetiben "I am Groot"), emellett kissé együgyű teremtmény. Mordály társa, aki megmenti a Galaxis őrzőit, saját élete feláldozásával a Ronan elleni harc során. Később maradványaiból újra kihajt az eredeti fiaként, és újra növekedni kezd. Kisgyerekként segít az Őrzőknek, vagy éppen a saját útját járja a küldetéseken. Idejét videojátékozással tölti, ám amikor szükség van rá, áldozatot hoz, hogy Thor új pörölyt kaphasson. Ekkor már a tinédzser korszakában van. Thanos csettintésének ő is áldozatul esik, később társaival együtt feltámasztják őt és újra egyesül a csapat. Az Evolúció Mestere legyőzése után ismét teljes lesz. | | |
| Szerepei: | A galaxis őrzői A galaxis őrzői vol. 2., Bosszúállók: Végtelen háború, Bosszúállók: Végjáték, Thor: Szerelem és mennydörgés, Én vagyok Groot, A galaxis őrzői – Ünnepi különkiadás, A galaxis őrzői: 3. rész  | A galaxis őrzői A galaxis őrzői vol. 2., Bosszúállók: Végtelen háború, Bosszúállók: Végjáték, Thor: Szerelem és mennydörgés, Én vagyok Groot, A galaxis őrzői – Ünnepi különkiadás, A galaxis őrzői: 3. rész  |
| | | |
| Mantis | Pom Klementieff | Bogdányi Titanilla |
| Egy csápokkal rendelkező humanoid lány, Ego szolgálója, aki érintésével képes érezni mások érzelmeit. Habár hűségesen szolgálja urát, fél tőle és tisztában van világuralomra törő terveivel, így figyelmezteti az őrzőket és később segít nekik ura elpusztításában, majd a csapat tagja lesz. Thanos pusztításának ő is áldozatul esik, később társaival együtt feltámasztják őt. Kiderül, hogy Quill féltestvére. Az Evolúció Mestere legyőzése után a csapata feloszlik és elmegy világot látni. | | |
| Szerepei: | A galaxis őrzői vol. 2., Bosszúállók: Végtelen háború, Bosszúállók: Végjáték, Thor: Szerelem és mennydörgés, A galaxis őrzői – Ünnepi különkiadás, A galaxis őrzői: 3. rész                                   | A galaxis őrzői vol. 2., Bosszúállók: Végtelen háború, Bosszúállók: Végjáték, Thor: Szerelem és mennydörgés, A galaxis őrzői – Ünnepi különkiadás, A galaxis őrzői: 3. rész                                   |
| | | |
| Nebula | Karen Gillan | Varga Gabriella |
| Thanos fogadott lánya, a luphomoid faj képviselője, Gamora mostohatestvére. Gyerekkorában mostohaapja kényszerítette hogy Gamora ellen küzdjön, és miután Gamora mindig nyert, Thanos kicserélt Nebulában valamit mesterségesre, így a lány számos mechanikus testrésszel rendelkezik. Ronan jobbkezeként szolgál, akinek segít a Xandar és a Galaxis őrzői elleni harcban, majd miután Ronan meghal, Nebula eltűnik. Hamarosan vérdíj kerül a fejére, és a Sovereign-en fogják el, ahonnét a Galaxis őrzői fogságába kerül. Miután egy kalóztámadást követően kiszabadul, elindul hogy bosszút álljon Gamorán, ám amikor megtalálja őt Ego bolygóján, lezuhan a hajójával, életét pedig nővére menti meg, így kibékülnek, Nebula pedig segít a Galaxis őrzőinek elpusztítani Egot. Ezután Thanos elpusztítását tűzi ki céljául, apja azonban elfogja és megkínozza őt, így kényszerítve ki Gamorából a Lélekkő hollétét. Miután Thanos megszerzi a követ (és megöli Gamorát), Nebula még egy alkalommal apja életére tör, de ezúttal sem jár sikerrel, majd miután Thanos megfelezi az univerzum népességét, kettesben marad Tony Starkkal a Titan bolygón. Kis híján meghalnak az űrben, ám Marvel Kapitány megmenti és a Földre viszi őket. Nebula elvezeti a Bosszúállókat Thanoshoz, akik végeznek a titánnal. A következő években Mordály társaságában járják a galaxist, majd a Bosszúállók hívására visszatérnek, hogy időutazással visszamenve 2014-be megszerezzék a Végtelen köveket Thanos előtt. Nebula Hadigép társaságában a Morag bolygóra utazik, ahol a Hatalom köve található, azonban balszerencséjére pont elfogja Thanos, aki szintén a köveket kutatja, így Nebula találkozik múltbéli énjével, aki még hűséges apjához. Thanos Nebula felvételeiből (a lány mechanikus fejében elhelyezett felvevőegységből) tudja meg, hogy a másik idősíkon sikerrel járt, ám a Bosszúállók megölték, így 2023-ba utazik, hogy végképp leszámoljon a hősökkel. Az immáron jó útra tért Nebula meggyőzi nővére, Gamora múltbéli énjét, hogy forduljon apjuk ellen, majd végeznek a "másik", akkor még gonosz Nebulával. Ezután segítenek a Bosszúállóknak végképp legyőzni Thanost, majd Nebula ismét csatlakozik a Galaxis őrzői csapatához, de az Evolúció Mestere legyőzése után a csapat feloszlik. Draxxel együtt gyerekeket tanítanak a Tudástérben. | | |
| Szerepei: | A galaxis őrzői, A galaxis őrzői vol. 2., Bosszúállók: Végtelen háború, Bosszúállók: Végjáték, Thor: Szerelem és mennydörgés, A galaxis őrzői – Ünnepi különkiadás, A galaxis őrzői: 3. rész                  | A galaxis őrzői, A galaxis őrzői vol. 2., Bosszúállók: Végtelen háború, Bosszúállók: Végjáték, Thor: Szerelem és mennydörgés, A galaxis őrzői – Ünnepi különkiadás, A galaxis őrzői: 3. rész                  |

### További Bosszúállók
Alább azok a szereplők olvashatóak, akik nem részei ugyan az első, eredeti Bosszúállók-csapatnak, ám később mindannyian teljes értékű tagok lesznek, vagy pedig tevékeny segítői a csapatnak. Legtöbbjük rendelkezik szupererővel, különleges képességekkel vagy különleges technikai- és fegyverarzenállal.
| Szereplő (Polgári név) | Színész | Magyar hang |
| --- | --- | --- |
| Hadigép (James Rhodes) | Terrence Howard (Vasember), Don Cheadle (további filmek) | Király Attila (Vasember), Takátsy Péter (további filmek) |
| Beceneve Rhodey. Az Amerikai Légierő ezredese és egyúttal Tony Stark jóbarátja, aki egyfajta összekötőként szolgál a Stark Industries és az amerikai kormány között. Az ő egysége menti ki Starkot a Közel-keletről, miután az megszökik fogvatartóitól. Miután a kormány igényt tartana Stark Vasember-páncéljára, ám az nem hajlandó együttműködni velük, fizikai harcba torkolló ellentét alakul ki Tony és Rhodey között, utóbbi pedig elvisz egy páncélt a légibázisra, amelyet további eszközökkel felfegyverezve megszületik a "Hadigép" (korai nevén a "Vashazafi"), egy pusztító erejű Vasember-hasonmás, amely ezüst színben pompázik. Rhodey és Stark hamarosan kibékülnek és segítenek egymásnak legyőzni Ivan Vankot, Rhodey pedig innentől megtartja a páncélt és segít az amerikai kormánynak rendet tenni kritikus szituációkban, ezáltal a Vasember kissé tehermentesítve lesz. A Polgárháború során súlyos sérülést szerez, miután Vízió véletlenül őt találja el Sólyom helyett, melynek következtében nagy magasságból zuhan le a működésképtelenné vált páncélban, ezért kénytelen lábprotézist viselni a továbbiakban. Részt vesz a Wakandában zajló ütközetben Thanos seregei ellen, életben marad. Ő utazik vissza Nebulával párban megszerezni a Hatalom kövét, miután lehetővé válik az időutazás, illetve részt vesz Thanos legyőzésében (mindkét alkalommal). Egy darabig Oroszországban tartották fogva a Skrullok, de az identitását ellopták és Raava adta ki magát neki. | | |
| Szerepei: | A Vasember, Vasember 2., Vasember 3., Bosszúállók: Ultron kora, Amerika Kapitány: Polgárháború, Bosszúállók: Végtelen háború, Marvel Kapitány (s), Bosszúállók: Végjáték, A Sólyom és a Tél Katonája, Titkos invázió, Armor Wars                                                                | A Vasember, Vasember 2., Vasember 3., Bosszúállók: Ultron kora, Amerika Kapitány: Polgárháború, Bosszúállók: Végtelen háború, Marvel Kapitány (s), Bosszúállók: Végjáték, A Sólyom és a Tél Katonája, Titkos invázió, Armor Wars                                                                |
| | | |
| Sólyom (Sam Wilson) | Anthony Mackie | Papp Dániel |
| Az amerikai hadsereg veteránja, aki rendszeresen fut reggelente Washington belvárosában Amerika Kapitánnyal. Terápiás célú gyűléseket tart, ahol a háborúban lelki és mentális sérüléseket szerzett katonákon segít. Amikor Steve és Natasha a segítségét kérik, kiderül hogy részt vett egy titkos programban, amelynek során mesterséges szárnyakat szereltek a hátára és ezekkel repült. Az eszköz megszerzését követően segít Amerika Kapitányéknak hatástalanítani a S.H.I.E.L.D. gyilkos anyahajóit, majd ő is beáll a Bosszúállók csapatába, és az új Bosszúállók-létesítmény egyik őrzője lesz. A Polgárháború során Steve csapatában harcol, ennek eredményeképpen egy időre börtönbe kerül. Később részt vesz a Wakandai csatában Thanos serege ellen, a "felezés" során életét veszti. Később feltámasztják, akárcsak mindenki mást. Miután Amerika Kapitány visszaviszi a Végtelen köveket a múltba, és immáron idősen tér vissza a jelenbe, Sólyomra hagyja a pajzsát és ezzel Amerika Kapitány személyazonosságát. | | |
| Szerepei: | Amerika Kapitány: A tél katonája, Bosszúállók: Ultron kora A Hangya, Amerika Kapitány: Polgárháború, Bosszúállók: Végtelen háború, Bosszúállók: Végjáték, A Sólyom és a Tél Katonája, Amerika Kapitány: Szép új világ, Bosszúállók: Ítéletnap                                                   | Amerika Kapitány: A tél katonája, Bosszúállók: Ultron kora A Hangya, Amerika Kapitány: Polgárháború, Bosszúállók: Végtelen háború, Bosszúállók: Végjáték, A Sólyom és a Tél Katonája, Amerika Kapitány: Szép új világ, Bosszúállók: Ítéletnap                                                   |
| | | |
| A Tél Katonája / Fehér Farkas (Bucky Barnes) | Sebastian Stan | Hamvas Dániel |
| Teljes nevén James Buchanan Barnes. Steve Rogers gyerekkori jóbarátja és később katonatársa. Kiskoruk óta szoros barátságot ápolnak, Bucky többször megmenti az akkor még vézna és kis termetű Stevet a kötekedőktől. Miután a világháborúban a harctérre vezénylik, Bucky és csapata csapdába esnek egy HYDRA-létesítményben, ám az Amerika Kapitánnyá változott Steve megmenti őket. Bucky is csatlakozik a Kapitány elit csapatához, ám egy akció balul sül el és Bucky lezuhan egy magasvasútról, ezután mindenki halottnak hiszi. Azonban a HYDRA csapatai megtalálják, kap egy fémből készült kart és agymosást hajtanak rajta végre, melynek következtében kegyetlen gyilkossá változik. Az akciók között hibernálásra kerül, így a Kapitányhoz hasonlóan ő sem öregszik szinte semmit 70 év alatt. Ő végez Tony Stark szüleivel is. Később Nick Fury likvidálása lesz a feladata, ám a Kapitány közbelép, így szembekerülnek egymással. Bucky egy idő után felismeri Stevet de sokáig harcol ellene, végül azonban megmenti az életét. Később egy ENSZ-konferencia elleni merényletet akarnak a nyakába varrni, ám a Kapitány hisz az ártatlanságában, és megpróbálja felgöngyölíteni a szálakat, ez vezet el a Bosszúállók közti Polgárháborúhoz. Végül sikerül őt tisztázni, és az elméje is kezd normálisan funkcionálni, ám beszámíthatatlansága miatt Wakandába viszik és hibernálják, amíg teljesen rendbe nem teszik az elméjét. A Thanos elleni harc idejére már teljes értékű Bosszúálló, ám a csettintést ő sem éli túl, az elsők között hal meg, később viszont a többi áldozattal együtt feltámasztják őt. A Hydránál átélt évek miatt poszttraumás stresszben szenved. Később Sam Wilsonnal együtt megállítja a Zászló Tépőket. Majd az Egyesült Államok Kongresszusának tagja lesz és mindenben támogatja Samet. Később csatlakozik néhány antihőshöz, a Mennydörgőknek Valentina Allegra De Fontaine ellen, aki egy Őrszem (gonosz alteregója a Felleg) nevű szuperembert hozott létre illegálisan és ezzel akarna befolyásos ember lenni. Majd ő lesz a vezetője a Mennydörgőkből kialakult Új Bosszúállók nevű szuperhőscsapatnak. | | |
| Szerepei: | Amerika Kapitány: Az első bosszúálló, Amerika Kapitány: A tél katonája, A Hangya (s), Amerika Kapitány: Polgárháború, Fekete Párduc (s), Bosszúállók: Végtelen háború, Bosszúállók: Végjáték, A Sólyom és a Tél Katonája, Amerika Kapitány: Szép új világ, Mennydörgők*, Bosszúállók: Ítéletnap | Amerika Kapitány: Az első bosszúálló, Amerika Kapitány: A tél katonája, A Hangya (s), Amerika Kapitány: Polgárháború, Fekete Párduc (s), Bosszúállók: Végtelen háború, Bosszúállók: Végjáték, A Sólyom és a Tél Katonája, Amerika Kapitány: Szép új világ, Mennydörgők*, Bosszúállók: Ítéletnap |
| | | |
| Doctor Strange (Stephen Strange) | Benedict Cumberbatch | Simon Kornél |
| Elismert New York-i sebészorvos, aki a legjobb a szakmájában. Egy előadásra tartva azonban súlyos balesetet szenved sportautójával, melynek következtében ujjai részlegesen lebénulnak, így többé nem képes ellátni a munkáját. Strange kétségbeesetten keresi a megoldást hogy helyrehozza a kezeit, így jut el a nepáli Kamar-Taj nevű szentélybe, ahol az Ősmágus nevű tanítómester segítségével számos varázsképességre, valamint szinte határtalan tudásra tesz szert. Képes lesz dimenziókat nyitni és változtatni, energiát összpontosítani a kezeivel amelyet pajzsként vagy támadásra is használhat, valamint a birtokába kerül egy Végtelen kő, "Agamoto szeme", amely képes manipulálni az idő múlását. Emellett a Levitáció Köpenyére is szert tesz. Strangenek meg kell küzdenie a sötét tanokat követő Kaecilius mesterrel, majd magával Dormammuval, egy világokat elnyelő kozmikus szörnyeteggel, akit egy időhurok csapdájába zár, így az végül beleegyezik hogy nem falja fel a Földet és visszahívja követőit. Strange ezután a New York-i szentély (a három nagy szentély egyike) védelmezője lesz segédjével, Wonggal (a Kamar Taj könyvtárosával). Thanos érkezésekor Strange Tony Starkkal és Pókemberrel együtt a Titánon köt ki, ahol több mint 14 millió lehetséges jövőt lát, amelyek közül csupán egyben győzik le Thanost a Bosszúállók. Strange is megküzd a titánnal, ám végül kénytelen átadni a nála lévő Végtelen követ Stark életéért cserébe. Thanos népességfelezésében életét veszti, később azonban feltámasztják őt, és a titkos tanok mestereivel részt vesznek Thanos végső legyőzésében. Találkozik America Chavezzel és a lány képességei miatt több multiverzumot meglátogat és legyőzi a leggonoszabb variánsát a Setét könyvvel. Később a könyv hatása miatt kinyílik a harmadik szeme és találkozik a sötét mágia varázslónőjével, Clea-val, akivel a Sötét Dimenzióba utazik megállítani egy térfúziót. | | |
| Szerepei: | Doctor Strange, Thor: Ragnarök, Bosszúállók: Végtelen háború, Bosszúállók: Végjáték, Pókember: Nincs hazaút, Doctor Strange az őrület multiverzumában, Bosszúállók: Ítéletnap | Doctor Strange, Thor: Ragnarök, Bosszúállók: Végtelen háború, Bosszúállók: Végjáték, Pókember: Nincs hazaút, Doctor Strange az őrület multiverzumában, Bosszúállók: Ítéletnap |
| | | |
| Skarlát Boszorkány (Wanda Maximoff) | Elizabeth Olsen, Michaela Russel (gyerekként) | Szilágyi Csenge, Hegedűs Johanna (gyerekként) |
| Pietro Maximoff testvére, mindketten Szokóviában nőnek fel, ahol szüleikkel végez egy Stark Industries által gyártott rakéta, innentől a testvérpár bosszút akar állni Starkon és a Bosszúállókon. Jelentkeznek Strucker báró programjába, aki Loki jogarának segítségével (amely tartalmazza az Elmekövet) különleges képességekre tesznek szert: Wanda képes lesz behatolni mások fejébe és látomásokat előidézni, valamint tárgyakat tud mozgatni az elméjével. Ultron az elszabadulását követően Szokóviába megy, ahol a testvérpár a szolgálatába áll, ám később rájönnek hogy Ultron ki akarja irtani az embereket, ezért ellene fordulnak és a Bosszúállók mellé állnak. A szokóviai csatában mindketten részt vesznek, amelyben legyőzik ugyan Ultront, ám Wanda elveszíti testvérét. Beveszik a Bosszúállók közé, később azonban egy balul elsült akcióban többen is meghalnak részben az ő hibájából, ez vezet a Szokóviai egyezményhez, valamint Wanda kvázi házi őrizetbe kerül. Később Barton megszökteti és a Kapitány oldalára állnak a Polgárháború során, ezért mindkettőjüket bebörtönzik. Szabadulása után egymásba szeretnek Vízióval és elbujdosnak, de Thanos emberei megtalálják őket az Elmekő utáni kutatásuk során (amelyet immár Vízió visel a homlokán), a Kapitányék mentik meg őket. Wakandára utaznak ahol szembenéznek Thanos seregeivel, ezalatt pedig megpróbálják eltávolítani a követ Vízióból hogy megsemmisíthessék azt. Végül Wandának kell elpusztítania szerelmét hogy vele együtt a kő is megsemmisüljön, ám Thanos addigra már az Időkő birtokában van, így visszafordítja a dolgot és megszerzi az utolsó követ. Wanda ezután a csettintést követően meghal, feltámasztását követően személyesen kívánja megbosszulni Thanost. Thanos legyőzése után Westviewba költözik, ahol létrehoz egy burkot és feltámsztja Víziót és a lakosokat elvarázsolja. Itt a kitalált valóságban Víziótól van két gyereke. A burok Agatha és a S.W.O.R.D. miatt elkezd furcsán viselekdni. Végül legyőzi Agatha-t és elmegy a helyszínről, ezzel megölve a fiúkat és Víziót. Doctor Strange segítségét kér tőle America Chavez megmentése miatt, de kiderül, hogy ő üldözi a lányt, mivel meg akarja találni azt az univerzumot, ahol a gyerekei élnek. A másik univerzumban több embert is megöl, míg rájön, hogy a Setét könyv milyen szörnyeteget csinált belőle. Elpusztítja az összes univerzum Setét könyvét, de ezzel magát is megölve. | | |
| Szerepei: | Amerika Kapitány: A tél katonája (s), Bosszúállók: Ultron kora, Amerika Kapitány: Polgárháború, Bosszúállók: Végtelen háború, Bosszúállók: Végjáték, WandaVízió, Doctor Strange az őrület multiverzumában                                                                                       | Amerika Kapitány: A tél katonája (s), Bosszúállók: Ultron kora, Amerika Kapitány: Polgárháború, Bosszúállók: Végtelen háború, Bosszúállók: Végjáték, WandaVízió, Doctor Strange az őrület multiverzumában                                                                                       |
| | | |
| Higanyszál (Pietro Maximoff) | Aaron Taylor-Johnson | Jéger Zsombor |
| Wanda Maximoff testvére. Gyermekkorukban a szüleikkel végez egy Stark Industries gyártmányú rakéta, így testvérével bosszút forralnak. Strucker báró programja során Pietro is különleges képességgel gyarapodik: emberfeletti gyorsaságra tesz szert. Ultron felbérli őket csatlósának, ám miután rájönnek hogy ki akarja irtani az emberiséget, ellene fordulnak. Szokóviában kerül sor a végső összecsapásra a gépszörnnyel, melynek során Ultron robotok ezreit küldi harcba, Pietro pedig az életét áldozza, hogy megmentse Sólyomszemet a golyózáportól. | | |
| Szerepei: | Bosszúállók: Ultron kora | Bosszúállók: Ultron kora |
| | | |
| Pókember (Peter Parker) | Tom Holland, Max Favreau (fiatalon, Vasember 2.) | Baráth István |
| Átlagos 15 éves New York-i gimnazista, akit egyedül nevel a nagynénje, May. Az iskolában a népszerűtlenebb tanulók közé tartozik, legjobb barátja egy Ned nevű fiú. Egy osztálykirándulás alkalmával megcsípi egy különleges pók, amelynek következtében érzékei kiélesednek, képes lesz hálót lőni, valamint akrobatikus mutatványokra is. Önjelölt igazságosztónak áll, aki iskola után (és néha helyett) kisstílű bűnözőkre vadászik New York utcáin, nagynénje és bárki más tudta nélkül. Tony Stark azonban kiszúrja a fiút, és meglátogatja, ahol a segítségét kéri az Amerika Kapitányék utáni hajtóvadászatban a Polgárháború során. Peter később sikeresen megküzd szerelme, Liz apjával, Adrian Toomes-szal, a "Keselyűvel", aki a Bosszúállók értékes technológiáját és készleteit akarja meglovasítani. Stark ezután felajánlja neki hogy legyen a Bosszúállók teljes jogú tagja és egy új ruhát is készít neki, ám Peter visszautasítja az ajánlatot. Amikor Thanos emberei a Földre érkeznek, Starkkal és Doctor Strange-dzsel az egyik űrhajón, majd a Titan bolygón kötnek ki, ahol megküzdenek Thanos-szal, ám alulmaradnak, Peter pedig a csettintést követően Stark karjai között hal meg. Miután feltámasztják, segít legyőzni Thanost, és megszerezni a kesztyűt előle. A csata után Peter visszatér régi életéhez, folytatja iskolai tanulmányait osztálytársaival, köztük legjobb barátjával, Neddel, majd részt vesz egy európai kiránduláson, ahol közelebb akar kerülni egy MJ nevű lányhoz. A vakáció alatt tudja meg, hogy Stark rá hagyta hipermodern szemüvegét, amellyel irányíthatja a Stark Industries védelmi rendszerét. A kirándulás balul sül el, mert megjelennek az elementálok néven ismert multidimenzionális szörnyetegek, Nick Fury és a frissen felbukkant Mysterio pedig Peter segítségét kéri. Miután végeztek az elementálokkal, Peter Mysterionak adja a szemüveget, majd rájön, hogy a férfi igazából egy csaló, és hogy az elementálok is az ő művei voltak. Mysterio Londonban készül végső csapástmérni, ám Peter barátai és Happy Hogan segítségével felülkerekedik rajta, Mysterio pedig meghal, ám egy előre felvett videóval később Peterre keni a merényletet, és felfedi Pókember igazi énjét az emberek előtt. Emiatt segítséget kér Doctor Strange-től. Strange varázslata rosszul sikerül és több univerzumból gonoszok érkeznek, akik ismerik Pókember személyazonosságát. Zöld Manó megöli May nénit. Találkozik másik két Pókemberrel és együtt meggyógyítsák a gonoszokat. Mindenki visszatér a saját univerzumába. Doctor Strange pedig mindenkivel elfelejteti, hogy ki Pókember, köztük a Bosszúállók és Peter barátai is. | | |
| Szerepei: | Vasember 2., Amerika Kapitány: Polgárháború, Pókember: Hazatérés, Bosszúállók: Végtelen háború, Bosszúállók: Végjáték, Pókember: Idegenben, Peter's To-Do List, The Daily Bugle, Venom 2. – Vérontó (s)(c)(n), Pókember: Nincs hazaút, Spider-Man: Brand New Day, Bosszúállók: Ítéletnap        | Vasember 2., Amerika Kapitány: Polgárháború, Pókember: Hazatérés, Bosszúállók: Végtelen háború, Bosszúállók: Végjáték, Pókember: Idegenben, Peter's To-Do List, The Daily Bugle, Venom 2. – Vérontó (s)(c)(n), Pókember: Nincs hazaút, Spider-Man: Brand New Day, Bosszúállók: Ítéletnap        |
| | | |
| Hangya (Scott Lang) | Paul Rudd | Széles Tamás |
| Kisstílű és kétbalkezes, ám melegszívű tolvaj, aki börtönbe kerül. Szabadulása után új életet akar kezdeni és minden idejét a lányának, Cassie-nek szentelni. Barátai azonban beleviszik egy akcióba, amely során egy széfet kell feltörnie, ám ott csak egy furcsa ruhát talál. Kiderül hogy Dr. Hank Pym házába tört be, aki végig figyeli őt, és rájön hogy Scott lehet a megfelelő ember ahhoz, hogy megállítsa a ruha másolatának elkészítésével hatalomra törő egykori tanítványát, Darren Crosst. Scott felpróbálja a ruhát, amellyel képes hangya méretűre zsugorodni, megtanul harcolni és a hangyákat irányítani, valamint megismerkedik Hank lányával, Hope-pal. Később sikeresen megakadályozza, hogy az őrült Cross kárt tegyen a családjában, sikeresen zsugorodik szubatomi méretűre és kiiktatja őt, majd visszatér a normális világba. Nemsokára Amerika Kapitányék kérik a segítségét, és mivel hathatósan közreműködik egy német repülőtér leamortizálásban, csak vádalku keretében kerülheti el a hosszú börtönbüntetést, ezért kénytelen házi őrizetben maradni (akárcsak Barton), nem tud segíteni a Végtelen háborúban. Azonban ez idő alatt sem tétlenkedik, segítségre van Janet van Dyne visszahozásában a szubatomi világból. Később a jó útra térített Szellem (Ava Starr) betegségének meggyógyítására gyűjt ellenszert a szubatomi világban, ám ekkor megtörténik Thanos felezése, ezért a teljes Pym-család odavész, így Scott nem tud visszatérni a normál világba. 5 évig ott ragad, amikor egy véletlen folytán sikerül visszatérnie, ekkor szembesül azzal, mivé lett a világ Thanos ténykedése nyomán. Felkeresi a Bosszúállók megmaradt tagjait, akikkel közösen rájönnek, hogy lehetséges az időutazás. Miután Tony Starkot is bevonják, a küldetés sikerrel jár, a múltban megszerzik a Végtelen köveket, és visszafordítják a felezést. Hangya (akárcsak Hope, Hank Pym és Janet van Dyne) ezután segít végleg leszámolni a titánnal, majd polgári életet kezd családjával. A lánya miatt bekerül a Kvantumvilágba, velük együtt Hope, Hank és Janet is. Cassie-vel együtt különválnak a többiektől és rájönnek, hogy ez a világ régen jobb volt, de a mostani uralkodó tönkretette. Kang elfogja őket, de végük ő és Cassie a többiekkel kiegészülve legyőzik és visszatérnek a rendes világba. | | |
| Szerepei: | A Hangya, WHiH Newsfront, Amerika Kapitány: Polgárháború, A Hangya és a Darázs, Bosszúállók: Végjáték, Bosszúállók: Végjáték, A Hangya és a Darázs: Kvantumánia, Bosszúállók: Ítéletnap | A Hangya, WHiH Newsfront, Amerika Kapitány: Polgárháború, A Hangya és a Darázs, Bosszúállók: Végjáték, Bosszúállók: Végjáték, A Hangya és a Darázs: Kvantumánia, Bosszúállók: Ítéletnap |
| | | |
| Darázs (Hope van Dyne) | Evangeline Lilly, Madeleine McGraw (gyerekként) | Németh Kriszta, Azurák Hanna (gyerekként) |
| Hank Pym lánya, aki fiatalon elveszíti édesanyját. Kutató lesz Darren Cross oldalán, ahol egyfajta kettős ügynökként tevékenykedik, folyamatosan informálja apját Cross eredményeiről a zsugorítható ruha előállításával kapcsolatban. Amikor apja beszervezi Scott Langet, Hope lesz az aki megtanítja a férfit közelharcra és egyéb tudnivalókra. Eleinte nem kedvelik egymást, ám később barátság, majd szerelem is szövődik köztük. Miután sikerül legyőzni Crosst, Hank és Hope annak tudatában hogy Scott képes volt szubatomi méretűre zsugorodni majd visszatérni onnan (amit korábban lehetetlennek tartottak) elkezdik kutatni a módját hogy megtalálják a még potenciálisan életben lévő Janet-et, Hope anyját. Hope ezen kívül megkapja anyja továbbfejlesztett ruháját, így ő lesz az új Darázs. Közben Scott németországi akciója őket is bűnrészessé teszi a ruha miatt, így bujkálniuk kell egy hordozható és zsugorítható laborban, ahol Janet megmentésén fáradoznak. Végül Scott tud nekik segíteni, és Hank sikeresen megmenti Janetet. Hope és Scott kibékülnek, ám amikor Scott éppen visszamegy a szubatomi világba, hogy ellenszert gyűjtsön Ava Starr betegségére, Thanos felezése megöli Hope-ot, akárcsak a szüleit, Scott pedig lenn ragad. Hope a Bosszúállók akciója nyomán később minden más áldozattal együtt visszatér az élők sorába, és segít legyőzni Thanos seregeit, majd Scottal és annak lányával új életet kezdenek. Cassie miatt ő és a családja a kvantumvilágban kerül, ahol legyőzik az ottani uralkodót, Kanget. Ezután sikerül visszajutni a rendes világba. | | |
| Szerepei: | A Hangya, A Hangya és a Darázs, Bosszúállók: Végjáték, A Hangya és a Darázs: Kvantumánia | A Hangya, A Hangya és a Darázs, Bosszúállók: Végjáték, A Hangya és a Darázs: Kvantumánia |
| | | |
| Fekete Párduc (T’Challa) | Chadwick Boseman, Ashton Tyler (gyerekként) | Debreczeny Csaba |
| Wakanda hercege, akinek édesapját, T'Chaka királyt megölik egy merényletben. T'Challa bosszút esküszik, és felveszi a Wakanda védelmezőjéhez tartozó Fekete Párduc ruhát, amellyel Bucky Barnes nyomába ered, akit a merénylettel gyanúsítanak. Végül kiderül hogy Barnes ártatlan, ezután Wakandába viszik hogy meggyógyíthassák. T'Challa is hazatér, ahol királlyá koronázzák. Ezután korábbi barátnőjével, Nakiával valamint Okoyéval Dél-Koreába mennek, ahol megpróbálják elkapni Ulysses Klaue-t, aki népük legnagyobb ellensége (ő az egyetlen aki képes volt vibrániumot lopni Wakandából), ám végül nem járnak sikerrel, mert feltűnik a színen Eric Killmonger, a "Koncoló", és magával viszi a bűnözőt. Később Koncoló felbukkan Wakandában, és kiderül hogy ő T'Challa nagybátyjának, T'Chaka király testvérének a fia, aki követeli Wakanda trónját, és egy rituális harcban legyőzi, majd a vízesésbe dobja a királyt. T'Challát a hegyi törzs menti meg, így visszatér, és egy kisebb polgárháború keretében végül leszámol Killmongerrel és visszaveszi a trónt. Később Amerika Kapitány és csapata Wakandába viszik Víziót, így Thanos seregei is ide érkeznek meg az Elmekő után kutatva, a nagy összecsapásra is itt kerül sor. A Bosszúállók végül kudarcot vallanak, Thanos megszerzi az összes követ, és végrehajtja a lakosságfelezést, amelynek T'Challa is áldozatul esik. Miután feltámasztják, Wakanda teljes seregét csatába vezeti Thanos hadai ellen, a győzelem után pedig újra elfoglalja hazája trónját. Nem sokkal később egy gyógyíthatatlan betegségben életét vesztette. Halála után kiderült, hogy van egy gyereke Nakiától. | | |
| Szerepei: | Amerika Kapitány: Polgárháború, Fekete Párduc, Bosszúállók: Végtelen háború, Bosszúállók: Végjáték, Fekete Párduc 2. (v) | Amerika Kapitány: Polgárháború, Fekete Párduc, Bosszúállók: Végtelen háború, Bosszúállók: Végjáték, Fekete Párduc 2. (v) |
| | | |
| Vízió | Paul Bettany | Kárpáti Levente (filmek), Czvetkó Sándor (sorozatok) |
| Részben Tony Stark és Bruce Banner, részben Ultron által létrehozott mesterséges intelligencia humanoid testben, akiben J.A.R.V.I.S. és Ultron elméje keveredik a fejében található (Loki korábbi jogarából származó) Elmekő tudásával. Víziót eredetileg Ultron tervezi létrehozni mint saját fizikai mását, ám Starkék sikeresen rátöltik J.A.R.V.I.S. elméjét, aki legyőzi Ultron pusztító hajlamát, így Vízió a Bosszúállók segítője lesz, aki folyamatosan tanul és fejlődik, egy idő után az Elmekő segítségével képes például lézert lőni a homlokából. A Polgárháború után egymásba szeretnek Wandával, és elbújnak Skóciában, ám Thanos ügynökei rájuk bukkannak, mialatt az Elmekő után kutatnak, és a Bosszúállók néhány tagja megmenti ugyan őket, ám Víziót Wakandába kell szállítani és eltávolítani belőle a követ, hogy megsemmisíthessék mielőtt Thanos megszerzi. Nem járnak sikerrel, és végül Wanda kénytelen saját kezűleg megölni szerelmét és elpusztítani a követ, ám Thanos a már birtokában lévő Időkővel visszafordítja az eseményt és mégis megszerzi amiért jött, Vízió ezáltal pedig másodszor is (és immár végleg) meghal. Azonban a S.W.O.R.D. újraépíti és Wanda alkotott Vízióval való beszélés után ismeretlen helyre repült. | | |
| Szerepei: | Bosszúállók: Ultron kora, Amerika Kapitány: Polgárháború, Bosszúállók: Végtelen háború, WandaVízió, Vision | Bosszúállók: Ultron kora, Amerika Kapitány: Polgárháború, Bosszúállók: Végtelen háború, WandaVízió, Vision |
| | | |
| Marvel Kapitány (Carol Danvers) | Brie Larson, Mckenna Grace (fiatalon), London Fuller (gyerekként) | Mórocz Adrienn, Azurák Zsófi (fiatalon) |
| Az Amerikai Légierő egyik legtehetségesebb női vadászpilótája, aki felettesével, Wendy Lawsonnal egy küldetés során balesetet szenved, amikor gépüket lelövik a kree-k. Danvers önvédelemből felrobbantja a gépben rejlő reaktort, amit a kree osztag keres, nem tudva hogy az egy Végtelen kő, a Tesseract erejét hordozza magában. Az óriási erejű robbanás átjárja a lány testét, aki elképesztő képességekre tesz szert: képes lesz egy vadászgép sebességével repülni, gyakorlatilag sebezhetetlen, kezeiből pedig pusztító erejű fotonsugarakat tud lőni. A kree osztag magával viszi őt, erejét egy chippel korlátozzák le, az amnéziás Danvers pedig semmire nem emlékszik, így abban a hitben hogy közéjük tartozik, Vers néven a kree elit osztag, a Starforce (Csillagosztag) tagja lesz, akik az alakváltó skrull faj ellen küzdenek. Egy balul elsült küldetés során Vers a Földön köt ki, ahol összefut Nick Furyval, a S.H.I.E.L.D. ügynökével. A férfi segít a lánynak kideríteni, ki ő valójában, illetve rájönnek, hogy a skrullok igazából menekültek, és hogy Wendy Lawson nekik próbált segíteni a reaktorral, a kree-k pedig agresszorok, akik ki akarják őket irtani. Danvers immáron Marvel Kapitány személyazonosságát felvéve sikeresen megszabadul béklyójától, segít a skrulloknak leszámolni a Csillagosztaggal és annak vezetőjével, Yon-Roggal, majd eltűnik a világűrben, hogy új otthont találjon a skrulloknak. Távozása előtt egy jeladót ad Furynak, aki Thanos érkezésekor utolsó erejével aktiválja azt, mielőtt porrá lesz, így Carol hamarosan visszatér a Földre, ahol megismerkedik a Bosszúállókkal. Segít nekik megtalálni és likvidálni az "eredeti" Thanost, majd ismét évekre eltűnik. Amikor Thanos múltbéli, alternatív idősíkból származó énje a Földre jön hogy elpusztítsa azt, Carol is visszatér, és egymaga elpusztítja Thanos anyahajóját, a Szentély II-t, majd komoly ellenfélnek bizonyul a titán számára, aki csak a Hatalom kövével tudja őt kiütni. A győztes harc után Carol részt vesz Stark búcsúztatásán, majd ismét ismeretlen helyre távozik. Néhány évvel később Ms. Marvel és Monica Rambeauval összefogva legyőzik a kree Dar-Bennt. | | |
| Szerepei: | Marvel Kapitány, Bosszúállók: Végjáték, Shang-Chi és a tíz gyűrű legendája (s), Ms. Marvel (s), Marvelek | Marvel Kapitány, Bosszúállók: Végjáték, Shang-Chi és a tíz gyűrű legendája (s), Ms. Marvel (s), Marvelek |

### Örökkévalók
Az Örökkévalók halhatatlan lények.
| Szereplő | Színész           | Magyar hang         |
| --- | ----------------- | ------------------- |
| Ajak | Salma Hayek       | Pikali Gerda        |
| Az Örökkévalók bölcs és spirituális vezetője, aki gyógyító képességekkel rendelkezik, és "összekötőként" működik az Örökkévalók és az égi Arishem között. E dinamika alapján Ajak tisztában van azzal, hogy a Keletkezés bekövetkezik, és az emberiség iránti növekvő szeretete alapján úgy dönt, hogy megpróbálja megállítani a jelenben. Örökkévaló társa, Ikarisz azonban ezt árulásnak tekinti, és arra kényszeríti, hogy a deviánsok megöljék őt, és Szirszé lesz az új összekötő Arishemhez. |                   |                     |
| Szerepei: | Örökkévalók       | Örökkévalók         |
| |                   |                     |
| Druig | Barry Keoghan     | Katona Péter Dániel |
| Távolságtartó Örökkévaló, aki kozmikus energiával képes irányítani mások elméjét. Elzárkózik a többi Örökkévalótól, mert nem ért egyet az emberiséggel való kapcsolataikkal. Az egyetlen kivétel Makkari, akivel bizalmas, bensőséges kapcsolatot alakít ki. Druig visszavonul az amazóniai esőerdőbe, és szektát vezet, mert úgy véli, hogy leveszi a választás terhét ezekről az emberekről. Azonban újraegyesül az Örökkévaló társaival, amikor Deviánsok támadják meg őket, miután eljöttek a rezidenciájára. |                   |                     |
| Szerepei: | Örökkévalók       | Örökkévalók         |
| |                   |                     |
| Gilgames | Ma Dongszok       | Mészáros Máté       |
| A legerősebb Örökkévaló, aki képes kozmikus energiából álló külső vázat kivetíteni. Mély kapcsolat fűzi Thénéhez, és az Örökkévalók 1521-es szétválása után évszázadokon át őrizője marad. Druig rezidenciáján Gilgamest megöli a gyorsan fejlődő Deviáns Kro, aki elnyeli az erejét és az emlékeit. |                   |                     |
| Szerepei: | Örökkévalók       | Örökkévalók         |
| |                   |                     |
| Ikarisz | Richard Madden    | Bárnai Péter        |
| Örökkévaló, aki tud repülni és kozmikus energiasugarakat vetíteni a szeméből. Emberfeletti erővel és kitartással is rendelkezik. A történelem során Ikarisz Szirszé romantikus partnere volt, mielőtt évezredekkel ezelőtt elhagyta őt. 2024-ben, miután rájött, hogy az Örökkévalók vezetője, Ajak azt tervezi, hogy megállítja a Kiemelkedést, Ikarizs megeteti őt a Deviánsokkal, mielőtt újra egyesülne a többi Örökkévalóval a Földön, elárulva a csapatot, hogy fenntartsa Arishem utasításait. Azonban képtelen rávenni magát, hogy megölje Szirszét, és csatlakozik Örökkévaló társaihoz, és megállítsák Tiamut kiemelkedését. A bűntudattól gyötörve öngyilkosságot követ el azzal, hogy a Napba repül. |                   |                     |
| Szerepei: | Örökkévalók       | Örökkévalók         |
| |                   |                     |
| Kingo | Kumail Nanjiani   | Kovács Lehel        |
| Örökkévaló, aki kozmikus energia lövedékeket képes kivetíteni a kezéből. A hírnévtől elragadtatva népszerű bollywoodi filmszínész és rendező lesz, hogy elvegyüljön a Földön. Mumbaiban egy produkciós cége is van. A film végén Arishem elviszi őt, Phaisztosz-t és Szirszét egy ismeretlen helyre. |                   |                     |
| Szerepei: | Örökkévalók       | Örökkévalók         |
| |                   |                     |
| Makkar | Lauren Ridloff    | Nem beszél          |
| Örökkévaló, aki emberfeletti sebességgel tud mozogni. Feltételezhetően romantikus érzelmeket táplál Druig iránt. |                   |                     |
| Szerepei: | Örökkévalók       | Örökkévalók         |
| |                   |                     |
| Phaisztosz | Brian Tyree Henry | Gémes Antos         |
| Örökkévaló és egy intelligens, kozmikus erővel rendelkező feltaláló, aki a színfalak mögött segíti az emberiség technológiai fejlődését, mielőtt a hirosimai bombázást követően elhagyja őket, hogy száműzetésben éljen. 2024-ben már "Phil" emberi álnéven él férjével és 10 éves fiával. A film végén Arishem elviszi őt, Kingot és Szirszét egy ismeretlen helyre. |                   |                     |
| Szerepei: | Örökkévalók       | Örökkévalók         |
| |                   |                     |
| Szirszé | Gemma Chan        | Gombó Viola Lotti   |
| Az emberiség iránt vonzódó Örökkévaló, aki nagyon empatikus és képes manipulálni az anyagot. Évszázadok óta szerelmes Ikariszba, és múzeumi kurátornak adja ki magát a Földön. Ajak halála után ő lesz az Örökkévalók új vezetője. A film végén Arishem elveszi őt, Phaisztosz-t és Kingot egy ismeretlen helyre. |                   |                     |
| Szerepei: | Örökkévalók       | Örökkévalók         |
| |                   |                     |
| Szipor | Lia McHugh        | Stern Hanna         |
| Örökkévaló, aki egy 12 éves gyermek külsejével rendelkezik, és élethű illúziókat tud kivetíteni, valamint erősebb és okosabb, mint amilyennek látszik. |                   |                     |
| Szerepei: | Örökkévalók       | Örökkévalók         |
| |                   |                     |
| Théné | Angelina Jolie    | Lévay Viktória      |
| Ádáz harcos Örökkévaló, aki bármilyen fegyvert képes kozmikus energiából megformálni. Mahd Wy'ry "betegsége" miatt Gilgames az évszázadok során a gyámjává válik. |                   |                     |
| Szerepei: | Örökkévalók       | Örökkévalók         |
| |                   |                     |
| Eros / Űrróka | Harry Styles      | Kenéz Ágoston       |
| Örökkévaló és Thanos testvére. |                   |                     |
| Szerepei: | Örökkévalók (s)   | Örökkévalók (s)     |
| Pip, a troll | Patton Oswalt     | Hannus Zoltán       |
| Eros szövetségese. |                   |                     |
| Szerepei: | Örökkévalók (s)   | Örökkévalók (s)     |
| |                   |                     |

## A S.H.I.E.L.D. és a HYDRA
A S.H.I.E.L.D., teljes nevén Stratégiai Honvédelmi Iroda Elhárítási és Logisztikai Divíziója (angolul Strategic Homeland Intervention, Enforcement and Logistics Division) egy fejlett hírszerző, terrorelhárító és beavatkozó szervezet a Marvel-moziuniverzumban, amely a Bosszúállókat is foglalkoztatja. Miután kiderül, hogy a HYDRA évtizedeken át beépült a szervezetbe, és maga az igazgató is kettős ügynök, a S.H.I.E.L.D.-et feloszlatják és törvényen kívülinek nyilvánítják.
A HYDRA egy világuralomra törő, fejlett technológiával rendelkező szerteágazó bűnszervezet, amelyet még a második világháború idején alapított Johann Schmidt német ezredes, akinek az volt a terve, hogy a szervezete átveszi a világuralmat. Habár kudarcot vallott, a HYDRA tovább létezett más szervezetekbe (többek között a S.H.I.E.L.D.-be) titokban beépülve.

### A S.H.I.E.L.D.-hez köthető történelmi személyek
| Szereplő | Színész | Magyar hang |
| --- | --- | --- |
| Howard Stark | John Slattery (idősebb), Dominic Cooper (fiatalon), Gerard Sanders (A Vasember) | Simon Kornél (fiatalon), Tarján Péter (idősebb) |
| Tony Stark apja. Akárcsak fia, ő is zseni, aki már huszonévesen is számtalan találmányt és korát meghazudtoló technikai vívmányt hozott létre, amelyek milliárdossá tették őt. A világháború idején az amerikai hadseregnek dolgozik, részt vesz Amerika Kapitány "megalkotásában", valamint ő készíti el a Kapitány egyedi vibrániumpajzsát is. Később ő találja meg az Atlanti-óceánba zuhant Tesseractot és juttatja el azt biztonságos helyre. A háború után megalapítja a Stark Industries céget, amelynek tulajdonos-vezérigazgatója lesz, ezen felül alapító tagja a S.H.I.E.L.D.-nek és együtt dolgozik Hank Pym-mel is. Anton Vanko-val megalkotja az ARC-reaktort, amely később fia számára is életmentőnek bizonyul és elengedhetetlen lesz a Vasember-páncélhoz. Feleségül veszi Maria Starkot, akitől fia születik, Tony, akire komoly örökséget hagy. Bucky Barnes, a "Tél Katonája" végez vele és feleségével 1991. december 16-án, a HYDRA utasítására, hogy megszerezzék tőle a szuperkatona-szérumot. | | |
| Szerepei: | A Vasember (f), Amerika Kapitány: Az első bosszúálló, Vasember 2. (v), Marvel-kisfilm: Carter ügynök (s), Carter ügynök, A Hangya, Amerika Kapitány: Polgárháború, Bosszúállók: Végjáték                                                                                            | A Vasember (f), Amerika Kapitány: Az első bosszúálló, Vasember 2. (v), Marvel-kisfilm: Carter ügynök (s), Carter ügynök, A Hangya, Amerika Kapitány: Polgárháború, Bosszúállók: Végjáték                                                                                            |
| | | |
| Maria Stark | Hope Davis | Vándor Éva |
| Lánykori nevén Maria Collins Carbonell. Tony Stark édesanyja, Howard Stark felesége. Férjével együtt a HYDRA ügynöke, a Tél Katonája gyilkolja meg egy autóút során. | | |
| Szerepei: | Amerika Kapitány: Polgárháború | Amerika Kapitány: Polgárháború |
| | | |
| Peggy Carter | Hayley Atwell, Gabriela Graves (gyerekként) | Balsai Móni, Náray Erika (A S.H.I.E.L.D. ügynökei), Farkas Bianka (gyerekként) |
| Teljes nevén Margaret Elizabeth Carter. Az amerikai hadsereg fiatal ügynöknője, aki kiképzőként is szolgál és részt vesz a kormány titkos programjában, a Stratégiai Tudományos Részleg szuperkatona-projektjében, amelynek során Steve Rogers-ből megalkotják Amerika Kapitányt. Steve első látásra beleszeret, ám végül mégsem lesznek egy pár, mert Steve feláldozza magát a Vörös Koponya megállítása érdekében, és jégbe fagy (a többiek halottnak hiszik). Carter a világháború után férjhez megy egy másik férfihoz, és alapító tagja lesz a S.H.I.E.L.D.-nek. 70 évvel később még életben van, így újra találkozik a frissen visszatérő (és még mindig fiatal) Steve-vel. Nem sokkal később meghal végelgyengülésben. Unokahúga, Sharon Carter szintén a S.H.I.E.L.D. egyik ügynöke lesz. Miután 2023-ban a Bosszúállók felfedezik az időutazás nyitját, és legyőzik Thanost, Steve visszautazik egy alternatív idősíkba, ahol leéli az életét Peggyvel.A 838-as univerzumban Carter Kapitánnyá vált, azonban ezt a variánsát Skarlát Boszorkány megölte. | | |
| Szerepei: | Amerika Kapitány: Az első bosszúálló, Marvel-kisfilm: Carter ügynök, Amerika Kapitány: A tél katonája, A S.H.I.E.L.D. ügynökei, A Hangya, Carter ügynök, Bosszúállók: Ultron kora (l), Bosszúállók: Végjáték, Doctor Strange az őrület multiverzumában (al), Bosszúállók: Ítéletnap | Amerika Kapitány: Az első bosszúálló, Marvel-kisfilm: Carter ügynök, Amerika Kapitány: A tél katonája, A S.H.I.E.L.D. ügynökei, A Hangya, Carter ügynök, Bosszúállók: Ultron kora (l), Bosszúállók: Végjáték, Doctor Strange az őrület multiverzumában (al), Bosszúállók: Ítéletnap |
| | | |
| Dr. Abraham Erskine | Stanley Tucci | Józsa Imre |
| Német származású tudós, aki megalkotta az ún. szuperkatona-szérumot, amelyet aztán kénytelen volt Johann Schmidt-en tesztelni még a tökéletesítés előtt, így jött létre a Vörös Koponya. Erskine a HYDRA fenyegetése elől az Egyesült Államokba menekült, ahol csatlakozott a kormány titkos programjához, a Stratégiai Tudományos Részleghez (akik szintén a "szuperkatona" megalkotásán fáradoztak) és tökéletesítette találmányát, majd elkezdett egy ideális jelölt után kutatni akinek beadhatnák. Így talált rá Steve Rogers-re, akit gyenge fizikai adottságai ellenére megfelelőnek talált. Rogers megkapta a szérumot és sikeresen tett szert emberfeletti erőre, ám Erskine-t a kísérlet végén lelövi a HYDRA egy kémje, aki a szérumot akarja megszerezni. Amerika Kapitány ugyan megállítja a kémet, ám Erskine életét már nem lehet megmenteni. | | |
| Szerepei: | Amerika Kapitány: Az első bosszúálló | Amerika Kapitány: Az első bosszúálló |
| | | |
| Chester Phillips | Tommy Lee Jones | Rajhona Ádám |
| Az amerikai hadsereg ezredese és egyben a Stratégiai Tudományos Részleg vezetője. Ő nem hisz benne hogy Rogers az ideális választás, ám elfogadja a döntést. Később a fronton összetűzésbe kerül Amerika Kapitánnyal és nem támogatja a mentőakcióját, ám miután Rogers több száz katonát ment meg egymaga (és rengeteg HYDRA-fegyvert is begyűjtenek az akcióban) mégis átengedi neki az irányítást. Segít a Kapitánynak a Vörös Koponya elleni harc során valamint feljutni annak repülőgépére. A háború után a S.H.I.E.L.D. egyik alapító tagja lesz. | | |
| Szerepei: | Amerika Kapitány: Az első bosszúálló | Amerika Kapitány: Az első bosszúálló |
| | | |
| Dr. Hank Pym | Michael Douglas | Dörner György |
| Teljes nevén Henry Jonathan Pym. Fizikus és kutató, akinek sikerült megalkotnia az ún. Pym-részecskét, amelynek segítségével képes bármilyen anyagi természetű dolgot (tárgyakat vagy akár embereket is) hangyányi, sőt szubatomi méretűre zsugorítani. Ezután ő tevékenykedett az első "Hangya" nevű hősként, valamint egy ideig dolgozott a S.H.I.E.L.D.-nél, majd saját céget alapított Pym Technologies néven. Feleségét, Janet van Dyne-t elvesztette egy küldetés során. Lányuk, Hope felnőttként Darren Cross, Pym korábbi mentoráltja cégénél dolgozik kettős ügynökként. Cross létre akarja hozni a zsugorítórészecskét, ám Pym, látva a férfi ambícióit nem segít neki. Egy éjjel betör a házukba Scott Lang, aki ideális jelölt lesz a Hangya-ruha újbóli viselésére, és aki sikeresen zsugorodik szubatomi méretűre a Cross-szal folytatott harc során, majd vissza is sikerül térnie, amiről Pym korábban azt hitte hogy nem lehetséges. Ezen felbuzdulva Pym és lánya dolgozni kezdenek egy szerkezeten amelynek segítségével megtalálhatják Hank még életben lévő feleségét. Az akció sikerül is, Janet visszatér köreikbe, ám nem nem sokkal rá az egész család odavész Thanos felezésében, csupán Scott éli túl a szubatomi világban ragadva. Később (ahogy mindenki mást) feltámasztják őket a Bosszúállók a Végtelen kövek segítségével. Scott Lang lánya véletlenül a kvantumvilágba juttatta (Scott-tal, Janettel, Hope-val Cassie-vel együtt), de miután legyőzték Kanget visszajutottak a rendes világba. | | |
| Szerepei: | A Hangya, A Hangya és a Darázs, Bosszúállók: Végjáték, A Hangya és a Darázs: Kvantumánia | A Hangya, A Hangya és a Darázs, Bosszúállók: Végjáték, A Hangya és a Darázs: Kvantumánia |
| | | |
| Janet van Dyne | Michelle Pfeiffer (idősebb), Hayley Lovitt (fiatalon) | Kovács Nóra |
| Hank Pym felesége, Hope van Dyne édesanyja. Ő is kutató, valamint férje oldalán "Darázs" néven szuperhős. Egy küldetés során kénytelen szubatomi méretűre zsugorodni hogy megmentsen egy várost egy rakétától, és a szubatomi világban ragad. Férje és lánya sokáig halottnak hiszik, ám miután Scott Lang sikeresen visszatér egy hasonló zsugorodásból, rájönnek hogy Janet még életben lehet. Hosszas kutatás után meg is találják és Pymék gépe segítségével visszahozzák őt a hétköznapi világba. Janet elmondja, hogy a szubatomi világban gyógyító részecskék is találhatóak, így Scott le is megy hogy szerezzen belőlük, ám Thanos csettintése az egész Pym-családot, köztük Janetet is megöli éppen akkor. Később (ahogy mindenki mást) feltámasztják őket a Bosszúállók a Végtelen kövek segítségével. Scott Lang lánya véletlenül a kvantumvilágba juttatta (Scott-tal, Hankkel, Hope-val és Cassie-vel együtt). Kiderült, hogy régen itt összeismerkedett Kanggel, de rájött, hogy gonosz. Miután legyőzték Kanget visszajutottak a rendes világba. | | |
| Szerepei: | A Hangya (v), A Hangya és a Darázs, Bosszúállók: Végjáték, A Hangya és a Darázs: Kvantumánia | A Hangya (v), A Hangya és a Darázs, Bosszúállók: Végjáték, A Hangya és a Darázs: Kvantumánia |
| | | |
| Timothy „Dum Dum” Dugan | Neal McDonough | Kardos Róbert |
| Az amerikai hadsereg tisztje az első világháborúban, akit sok társával együtt foglyul ejt a HYDRA. Miután Amerika Kapitány megmenti őket, a Kapitány mellé szegődik számos társával, megalapítva ezzel az "Üvöltő Kommandó" nevű különítményt, amely a háború során a HYDRA egységeire és bázisaira csap le. A háborút követően a S.H.I.E.L.D. biztonsági részlegénél lesz alkalmazott. | | |
| Szerepei: | Amerika Kapitány: Az első bosszúálló, Marvel-kisfilm: Carter ügynök (s), A S.H.I.E.L.D. ügynökei, Carter ügynök | Amerika Kapitány: Az első bosszúálló, Marvel-kisfilm: Carter ügynök (s), A S.H.I.E.L.D. ügynökei, Carter ügynök |
| | | |
| Gabe Jones | Derek Luke | Galambos Péter |
| Az amerikai hadsereg katonája, aki a HYDRA foságából történő szabadulását követően Amerika Kapitány hűséges követője lesz az "Üvöltő Kommandó" alakulat tagjaként, számos akcióban véve részt. | | |
| Szerepei: | Amerika Kapitány: Az első bosszúálló | Amerika Kapitány: Az első bosszúálló |
| | | |
| James Montgomery Falsworth | JJ Felid | Dévai Balázs |
| Az amerikai hadsereg katonája, aki a HYDRA foságából történő szabadulását követően Amerika Kapitány hűséges követője lesz az "Üvöltő Kommandó" alakulat tagjaként, számos akcióban véve részt. | | |
| Szerepei: | Amerika Kapitány: Az első bosszúálló | Amerika Kapitány: Az első bosszúálló |
| | | |
| Jim Morita | Kenneth Choi | Szatmári Attila |
| Az amerikai hadsereg katonája, aki a HYDRA foságából történő szabadulását követően Amerika Kapitány hűséges követője lesz az "Üvöltő Kommandó" alakulat tagjaként, számos akcióban véve részt. Unokája a Midtown Középiskola igazgatója. | | |
| Szerepei: | Amerika Kapitány: Az első bosszúálló, A S.H.I.E.L.D. ügynökei, Pókember: Hazatérés (f) | Amerika Kapitány: Az első bosszúálló, A S.H.I.E.L.D. ügynökei, Pókember: Hazatérés (f) |

### A S.H.I.E.L.D.-hez köthető 21. századi személyek
| Szereplő | Színész | Magyar hang |
| --- | --- | --- |
| Nick Fury | Samuel L. Jackson | Vass Gábor (Végtelen szaga), Gáti Oszkár (sorozat), Barbinek Péter (Marvelek) |
| Teljes nevén Nicholas J. Fury. Korábbi ezredes és kém az amerikai hadseregben, aki később csatlakozik a S.H.I.E.L.D.-hez, és annak vezérigazgatója lesz. A '90-es években találkozik Carol Danvers-szel, alias Marvel Kapitánnyal, akinek segít kideríteni ki ő igazából. Ekkoriban veszi maga mellé Coulson ügynököt is. Danvers távozása után Fury alapítja meg a Bosszúállók-programot. Ő gyűjti össze az általa ismert szuperhősöket (Vasembert és Amerika Kapitányt személyesen avatja be) és szervezi meg belőlük az első Bosszúállók csapatát. Később rájön, hogy valami nem stimmel a S.H.I.EL.D. működésében, emiatt pedig több ízben is merényletet kísérelnek meg ellene, ezért megrendezi a saját halálát (még Steve és Natasha is azt hiszik meghalt), egészen addig míg ki nem derítik hogy az áruló Pierce igazgató és a HYDRA átvették az irányítást a szervezet felett. Habár sikerül megfékezni az anyahajóikat és kiiktatni az igazgatót, a S.H.I.E.L.D. beszünteti működését, Fury pedig a háttérbe vonul és szükség esetén civilben segíti a Bosszúállókat, többek között a szokóviai ütközetben. A Végtelen háború idején New Yorkban autóznak segédjével, Maria Hillel, amikor Thanos csettintésének következményei életbe lépnek: az emberek a szeme láttára lesznek hamuvá, köztük maga Hill is, majd Fury is kezd elporladni, ám utolsó mozdulatával még elküld egy segélykérő üzenetet Marvel Kapitánynak, így közvetve neki is köszönhető a Bosszúállók végső sikere és az elporladtak feltámadása. Thanos legyőzését követően Fury a S.A.B.E.R. hajóján pihen meg, maga helyett pedig Talost, a skrullok vezetőjét küldi a Földre, hogy az ő alakját felvéve segítsen Peter Parkernek az Elementálok ellenében. Miután egy lázadó skrull csoport a 3. világháború kitörését akarják, le kell jönnie a Földre és megakadályozni azt. A felesége, Priscilla és Talos lánya, G'iah segítségével legyőzik Gravikot és megmentik a világot, majd Priscilla-val visszamennek a S.A.B.E.R.-ra, hogy béketárgyalásokat folytassanak a skrullok és a kree-k között. Ez után segít Marvel Kapitánynak, Ms. Marvelnek és Monica Rambeaunak az ellenséges, kree Dar-Benn legyőzésében. | | |
| Szerepei: | A Vasember (s), Vasember 2., Thor (s), Amerika Kapitány: Az első bosszúálló, Bosszúállók, A S.H.I.E.L.D. ügynökei, Amerika Kapitány: A tél katonája, Bosszúállók: Ultron kora, Bosszúállók: Végtelen háború (s), Marvel Kapitány, Bosszúállók: Végjáték, Pókember: Idegenben, Titkos invázió, Marvelek | A Vasember (s), Vasember 2., Thor (s), Amerika Kapitány: Az első bosszúálló, Bosszúállók, A S.H.I.E.L.D. ügynökei, Amerika Kapitány: A tél katonája, Bosszúállók: Ultron kora, Bosszúállók: Végtelen háború (s), Marvel Kapitány, Bosszúállók: Végjáték, Pókember: Idegenben, Titkos invázió, Marvelek |
| | | |
| Maria Hill | Cobie Smulders | Szinetár Dóra |
| A S.H.I.E.L.D. egyik legjobb ügynöke, Nick Fury személyes segítője és bizalmi embere. Ő az egyetlen beavatott amikor Fury megrendezi a halálát, később ő szabadítja ki Amerika Kapitányékat Rumlowék fogságából és segít nekik visszavenni az irányítást a S.H.I.E.L.D. anyahajói fölött. Amikor a szervezet feloszlik és Fury a háttérbe vonul, Hill a Stark Industries alkalmazásába áll, később pedig a Bosszúállókat segíti. Később ismeretlen körülmények között távozik a Stark Industries-tól, és újra Fury mellé szegődik. Egy New York-i autóútjuk során mindketten életüket vesztik, miután Thanos megfelezi a népességet a Végtelen Kövekkel. De később őt is visszahozzák. Miután Fury felment a S.A.B.E.R.-ra, a háttérben segített neki. Azonban a lázadó skrull csoport miatt újra bevetésre ment. Gravik Nick Fury-nak kiadva magát megölte. | | |
| Szerepei: | Bosszúállók, A S.H.I.E.L.D. ügynökei, Amerika Kapitány: A tél katonája, Bosszúállók: Ultron kora,.Bosszúállók: Végtelen háború (s), Bosszúállók: Végjáték, Pókember: Idegenben, Titkos invázió | Bosszúállók, A S.H.I.E.L.D. ügynökei, Amerika Kapitány: A tél katonája, Bosszúállók: Ultron kora,.Bosszúállók: Végtelen háború (s), Bosszúállók: Végjáték, Pókember: Idegenben, Titkos invázió |
| | | |
| Phil Coulson | Clark Gregg | Dolmány Attila |
| A S.H.I.E.L.D. egyik legkiválóbb ügynöke. Fury őt küldi Új-Mexikóba hogy segítsen beszervezni Thort a Bosszúállók közé, valamint egy ideig ő felügyeli Tony Starkot is. Miután Lokit elfogják, a S.H.I.E.L.D. központi anyahajójára zárják, azonban kiszabadul és megöli Coulson ügynököt. Coulson halála ad lökést a Bosszúállóknak hogy egy csapatként harcoljanak Loki ellen. Később Fury parancsára egy titkos laborba viszik Coulson testét, ahol sikeresen feltámasztják őt. Majd megalapítja saját ügynökökből álló csapatát a S.H.I.E.L.D.-en belül, mely számtalan küldetést végrehajt, és a S.H.I.E.L.D. felszámolása után is jelen van és aktívan tevékenykedik. | | |
| Szerepei: | A Vasember, Vasember 2., Thor, Marvel-rövidfilm: Útban Thor pörölyéért, Marvel-rövidfilm: A tanácsadó, Bosszúállók, A S.H.I.E.L.D. ügynökei, Agents of S.H.I.E.L.D.: Slingshot, Marvel Kapitány | A Vasember, Vasember 2., Thor, Marvel-rövidfilm: Útban Thor pörölyéért, Marvel-rövidfilm: A tanácsadó, Bosszúállók, A S.H.I.E.L.D. ügynökei, Agents of S.H.I.E.L.D.: Slingshot, Marvel Kapitány |
| | | |
| Sharon Carter | Emily VanCamp | Földes Eszter |
| Peggy Carter unokahúga és a S.H.I.E.L.D. egyik ügynöke (13-as ügynök). Amerika Kapitány szomszédjának adva ki magát megfigyelés alatt tartja őt és a hozzá segítségért forduló Furyt. Később, amikor Fury ellen merényletet követnek el és Pierce-ék árulása következtében a S.H.I.E.L.D. két táborra szakad, Sharon Amerika Kapitány (és ezzel Fury) oldalára áll. Később ő értesíti Stevet Peggy haláláról, majd segít neki kimenteni Buckyt a fogságból. Emiatt Madripoorba költözik és felveszi a Machinátor nevet. Sam Wilson hatására kegyelmet kap a kormánytól és csatlakozik a CIA-hoz, azonban kiderül, hogy ez egy terv része volt és el akarja lopni a fegyvereket. | | |
| Szerepei: | Amerika Kapitány: A tél katonája, Amerika Kapitány: Polgárháború, A Sólyom és a Tél Katonája | Amerika Kapitány: A tél katonája, Amerika Kapitány: Polgárháború, A Sólyom és a Tél Katonája |
| | | |
| Laura Barton | Linda Cardellini | Bognár Anna |
| A S.H.I.E.L.D. egykori ügynöke, aki visszavonult. Boldogan él férjével, Clinttel és a három gyermekükkel. Ő is Thanos csettintésének áldozata lett gyerekeivel együtt, de Clint és a többi Bosszúálló segítségével feltámadtak. Majd segített Clint-nek egy küldetésben karácsonykor. | | |
| Szerepei: | Bosszúállók: Ultron kora, Bosszúállók: Végjáték, Sólyomszem | Bosszúállók: Ultron kora, Bosszúállók: Végjáték, Sólyomszem |
| | | |
| Rick Mason | O-T Fagbenle | Horváth-Töreki Gergely |
| A S.H.I.E.L.D. egyik ügynöke, aki képes bármit beszerezni rövid időn belül. A S.H.I.E.L.D. bukása után segít Natashának és Fury-nak. | | |
| Szerepei: | Fekete Özvegy, Titkos invázió | Fekete Özvegy, Titkos invázió |

### A HYDRA fontosabb emberei
| Szereplő | Színész | Magyar hang |
| --- | --- | --- |
| Vörös Koponya (Johann Schmidt) | Hugo Weaving (Az első bosszúálló), Ross Marquand (Bosszúállók)                                                                                                | Rosta Sándor (Az első bosszúálló), Rátóti Zoltán (Bosszúállók)                                                                                                |
| Hatalomvágyó német tudós és magas rangú katonai tiszt a második világháborúban, aki egy titkos tudományos- és fegyverprojekten, a HYDRA-programon dolgozik annak vezetőjeként. Dr. Erskine szuperkatona-szériumát már annak kezdeti stádiumában beadja magának, amely ugyan emberfeletti erőt kölcsönöz neki, ám egyúttal torzszülöttet is csinál belőle. Schmidt megszerzi a Tesseractot egy norvég faluból, majd felbéreli Dr. Arnim Zola-t, aki a Tesseract segítségével pusztító erejű fegyvereket készít neki. Schmidt szembeszáll feletteseivel, majd a HYDRA világuralmát és a korlátlan hatalmat tűzi ki végső céljául. Azonban Amerika Kapitány személyében komoly ellenfélre lel, aki szisztematikusan elpusztítja a HYDRA gyárait, majd személyesen száll szembe Schmidt-tel, aki repülőgépével New York-ot veszi célba, hogy elpusztítsa azt. A Kapitány időben feljut a gépre, és megverekszik a Vörös Koponyával, akit az aktiválódott Tesseract elteleportál a távoli Vormir bolygóra, ahol a Lélekkő, az egyik Végtelen Kő őrzője lesz. Amikor sok évvel később Thanos eljön hogy megszerezze a követ, a Koponya világosítja fel a megszerzésének mikéntjéről, majd végignézi ahogy a titán végez saját lányával. Később a Bosszúállók visszautaznak egy alternatív idősíkba, így a Vörös Koponya ezúttal Natasha Romanoff halálát nézi végig ahhoz, hogy Clint Barton megszerezhesse a követ. | | |
| Szerepei: | Amerika Kapitány: Az első bosszúálló, Bosszúállók: Végtelen háború, Bosszúállók: Végjáték                                                                     | Amerika Kapitány: Az első bosszúálló, Bosszúállók: Végtelen háború, Bosszúállók: Végjáték                                                                     |
| | | |
| Dr. Arnim Zola | Toby Jones | Háda János |
| Svájci származású tudós és feltaláló, aki a HYDRA-nak dolgozik Johann Schmidt irányítása alatt. A Tesseract erejével pusztító fegyvereket készít, amelyeket Schmidt világuralmi tervének eléréséhez hasznosít. Miután Amerika Kapitány közbeavatkozik és lerombolja a központi HYDRA-üzemet, Zolát elfogják és az Egyesült Államokba szállítják. A tudós látszólag hajlandó együttműködni és a továbbiakban az Egyesült Államok kormányának, azon belül pedig a S.H.I.E.L.D.-nek dolgozni, ám titokban a HYDRA beépülését segíti elő a szervezetbe. 1972-ben gyógyíthatatlan betegséggel diagnosztizálják, így agyát "lementi" egy mágnesszalagra és egy katonai bunkerbe rejti el azt, amelyet Amerika Kapitány és a Fekete Özvegy találnak meg sok évvel később. | | |
| Szerepei: | Amerika Kapitány: Az első bosszúálló, Amerika Kapitány: A tél katonája, Carter ügynök                                                                         | Amerika Kapitány: Az első bosszúálló, Amerika Kapitány: A tél katonája, Carter ügynök                                                                         |
| | | |
| Heinz Kruger | Richard Armitage | Széles Tamás |
| A HYDRA kémje és bérgyilkosa, aki a Vörös Koponya megbízásából egy magas rangú hivatalnok, Fred Clemson álcájában bejut Steve Rogers szuperkatona-szérumjának befecskendezésére, majd látva az eredményt sikeresen ellopja a szérumot, és végez Dr. Erskine-nel. Megpróbál elmenekülni, ám Amerika Kapitány az utolsó pillanatban elkapja, mielőtt elmenekülhetne turbótengeralattjárójával. Kruger egy ciánkapszulával öngyilkos lesz. | | |
| Szerepei: | Amerika Kapitány: Az első bosszúálló | Amerika Kapitány: Az első bosszúálló |
| | | |
| Alexander Pierce | Robert Redford | Dunai Tamás |
| A HYDRA egyik vezető tisztje, aki a S.H.I.E.L.D.-be beépülve belülről próbálta tönkretenni és a HYDRA céljainak alárendelni a szervezetet. Nick Fury barátjának adta ki magát hosszú időn át, akinek segítségével a Világbiztonsági Tanácsba is bekerült. Ő alkalmazza az agymosáson átesett Bucky Barnest, "a Tél katonáját", akit Fury likvidálásával bíz meg. A Fury elleni merényletet követően, nem tudván hogy Nick csupán megrendezte a halálát, átveszi az irányítást a S.H.I.E.L.D. fölött, a gyanút pedig Amerika Kapitányra és társaira tereli, miközben azt tervezi hogy a S.H.I.E.L.D. anyahajóit felhasználva a HYDRA uralma alá hajtja a világot. Amerika Kapitányék és az időközben személyesen visszatérő Fury azonban közbeavatkoznak és megakadályozzák tervének megvalósításában, Fury pedig végül végez az áruló Pierce-szel. | | |
| Szerepei: | Amerika Kapitány: A tél katonája, Bosszúállók: Végjáték | Amerika Kapitány: A tél katonája, Bosszúállók: Végjáték |
| | | |
| Halálfej (Brock Rumlow) | Frank Grillo | Makranczi Zalán |
| Egy beépített HYDRA-ügynök és közelharc-szakértő a S.H.I.E.L.D.-en belül, aki csapatával főként Amerika Kapitány és a Fekete Özvegy támogatását biztosítja a terepen, küldetések során. Miután Fury igazgató látszólag meghal és Pierce veszi át a S.H.I.E.L.D. irányítását, Rumlow és emberei Amerika Kapitány ellen fordulnak és több alkalommal megpróbálnak végezni vele, de hiába fogják el Natashával és Sólyommal együtt, nem járnak sikerrel, Maria Hill ugyanis beépül a csapatba és kimenti a Kapitányékat még mielőtt Rumlowék megölhetnék őket. Rumlow később Sólyommal vív közelharcot a S.H.I.E.L.D. főhadiszállásán, amikor egy deaktivált anyahajó az épületbe csapódik, Rumlow pedig életveszélyes sérüléseket szerez. Felépülését követően független terroristaként tevékenykedik, aki csapatával Lagosban egy biológiai fegyvert akar megkaparintani, ám a Bosszúállók több tagja közbelép és megállítják. Rumlow nem látva más megoldást fel akarja robbantani magát hogy így Amerika Kapitánnyal is végezzen, ám Wanda Maximoff megakadályozza és egy épületbe repíti őt, mielőtt detonálna, ahol több ártatlan ember is meghal. | | |
| Szerepei: | Amerika Kapitány: A tél katonája, Amerika Kapitány: Polgárháború, Bosszúállók: Végjáték                                                                       | Amerika Kapitány: A tél katonája, Amerika Kapitány: Polgárháború, Bosszúállók: Végjáték                                                                       |
| | | |
| Jasper Sitwell | Maximiliano Hernández, Adam Faison (fiatalon) | Juhász György (Thor), Maday Gábor (további filmek) |
| A HYDRA egyik beépített embere a S.H.I.E.L.D.-ben, aki 7-es szintű ügynökként több földönkívüliekkel és félistenekkel kapcsolatos akcióban vesz részt. Amerika Kapitány, Fekete Özvegy és Sólyom sikeresen leleplezik, majd elfogják és kihallgatják, ám mielőtt további hasznát vehetnék, a Tél katonája rajtuk üt és meggyilkolja Sitwellt. | | |
| Szerepei: | Thor, Marvel-rövidfilm: A tanácsadó, Bosszúállók, Marvel-rövidfilm: A 47-es, A S.H.I.E.L.D. ügynökei, Amerika Kapitány: A tél katonája, Bosszúállók: Végjáték | Thor, Marvel-rövidfilm: A tanácsadó, Bosszúállók, Marvel-rövidfilm: A 47-es, A S.H.I.E.L.D. ügynökei, Amerika Kapitány: A tél katonája, Bosszúállók: Végjáték |
| | | |
| Stern szenátor | Garry Shandling | Mertz Tibor |
| Teljes neve nem ismert. Amerikai szenátor, a HYDRA számos beépített emberének egyike. Arról próbálja meggyőzni az amerikaiakat, hogy Vasember veszélyes a társadalomra, szorgalmazva hogy Stark adja át a páncéljait és fegyvereit a kormánynak, hogy így tehessenek szert a technológiájára, ám nem jár sikerrel. Később együtt dolgozik Sitwellel, ám Amerika Kapitányék őt is lefülelik, és Pierce halála után Sternt letartóztatják a kormányhivatal ügynökei, vélhetően börtönbe kerül. | | |
| Szerepei: | Vasember 2., Amerika Kapitány: A tél katonája | Vasember 2., Amerika Kapitány: A tél katonája |
| | | |
| Georges Batroc | Georges St-Pierre | Csík Csaba Krisztián |
| Francia-algériai zsoldoskatona, terrorista és harcművész, aki elfoglalja a Lemuria csillaga nevű S.H.I.E.L.D.-hajót és túszul ejti a rajta tartózkodókat, köztük Sitwell ügynököt. Amerika kapitány személyesen győzi le őt közelharcban, és adja át a hatóságoknak. Később kiderül, hogy Batroc akciója a HYDRA műve volt, akik Furyra kívánták kenni a dolgot, hogy ezáltal eltehessék őt láb alól. Később a LAF, egy terrorista csoport vezetője lett. | | |
| Szerepei: | Amerika Kapitány: A tél katonája, A Sólyom és a Tél Katonája                                                                                                  | Amerika Kapitány: A tél katonája, A Sólyom és a Tél Katonája                                                                                                  |
| | | |
| Strucker báró | Thomas Kretschmann, Joey Defore (fiatalon) | László Zsolt |
| Teljes nevén Wolfgang von Strucker. Német báró, a HYDRA egyik magas rangú vezetője a 21. században, aki a New York-i csata után begyűjti Loki jogarát, és arra használja fel, hogy szokóviai kastélyában emberkísérleteket folytasson, többek között a Maximoff-ikreken is. Ő lesz az egyik utolsó élő HYDRA-ügynök, akit hamarosan elfognak a Bosszúállók és börtönbe zárják, ahol az elszabaduló Ultron később meggyilkolja. | | |
| Szerepei: | Amerika Kapitány: A tél katonája (s), Bosszúállók: Ultron kora, A S.H.I.E.L.D. ügynökei                                                                       | Amerika Kapitány: A tél katonája (s), Bosszúállók: Ultron kora, A S.H.I.E.L.D. ügynökei                                                                       |
| | | |
| Mitchell Carson | Martin Donovan | Kautzky Armand |
| A S.H.I.E.L.D. egykori védelmi vezetője, miközben titokban a Hydrának dolgozik. Amikor Hank Pym rájön, hogy a S.H.I.E.L.D. 1989-ben megpróbálta lemásolni a Pym-részecskéit, szembeszáll Carsonnal, Peggy Carterrel és Howard Starkkal. 2015-ben Carson szövetkezik Pym egykori pártfogoltjával, az ellenféllé vált Darren Cross-szal, akinek sikerült sikeresen lemásolnia a Pym-részecskéket. A felek összecsapása során Carson megszökik a részecskékkel. | | |
| Szerepei: | A Hangya | A Hangya |

## Egyéb fontosabb szereplők

### Asgard és a kilenc birodalom
Asgard a Thor-filmek központja, a skandináv mitológia fontos helyszíne. Az asgardi nép őrzi a kilenc birodalmat (beleértve a Földet is).
| Szereplő | Színész | Magyar hang |
| --- | --- | --- |
| Loki | Tom Hiddleston, Ted Allpress (fiatalon) | Csőre Gábor |
| Thor mostohaöccse, a csínytevés istene. Származását tekintve jégóriás, Laufey fia, akit (jégóriásokhoz mérten) apró termete miatt otthagytak meghalni, Odin veszi magához és neveli fel fiaként. Lokinak állandóan a bajkeverésen jár az esze, valamint hatalomvágyó is, ő szeretne lenni Asgard királya. Amikor megtudja hogy örökbefogadták dühbe gurul, és azt tervezi hogy jégóriásokat hoz Asgardba. Terve nem válik be, így öngyilkosságot színlel és eltűnik az űrben. Lepaktál Thanos-szal, megszerzi a manipulációra képes jogart, majd a Földre érkezvén a Tesseractot is, aminek segítségével káoszt okoz, és beengedi egy dimenziókapun a chitaurik seregét, akiket a Bosszúállók tudnak csak megállítani. Ezután Lokit elfogják, Thor pedig visszaviszi Asgardba, ahol börtönbe zárják. Miután Malekith és a sötét tündérek az Aether után kutatva megölik anyját, Friggát (akit a többieknél jobban szeretett), felajánlja Thornak hogy segít neki, majd ismét megrendezi a halálát, így apja képében felülhet Asgard trónjára amíg Thor távol van, Odint pedig a Földre száműzi. Thor erre később rájön, majd apjuk halála után Hela miatt mindketten a távoli Sakaar-on kötnek ki, ahol Loki a Nagymester kegyeibe férkőzik. Bár látszólag segít Thoréknak megszökni, a vérdíjuk miatt ismét el akarja árulni testvérét, ám Thor számít erre. Később Loki ráébred hogy testvérének szüksége van rá, így visszatér segíteni legyőzni Helát. Miután Asgard elpusztul, Thor és Loki kibékülnek, ám az űrben belebotlanak Thanos hajójába, aki lemészárolja a legénység jelentős részét és elveszi Lokitól a Tesseractot (az egyik Végtelen Követ). Loki feláldozza magát öccséért, amikor megpróbálja leszúrni Thanost, ám a titán végez vele. Később a múltban Stark véletlenül elejti a Tesseractot, így az Loki kezébe jut és így létrehoz egy alternatív idősíkot ahol tovább él. Emiatt a TVA elfogja, de később segít nekik legyőzni a Megmaradót és ő lesz az idő új őrzője. | | |
| Szerepei: | Thor, Bosszúállók, Thor: Sötét világ, Thor: Ragnarök, Bosszúállók: Végtelen háború, Bosszúállók: Végjáték, Loki, A Hangya és a Darázs: Kvantumánia (s), Bosszúállók: Ítéletnap | Thor, Bosszúállók, Thor: Sötét világ, Thor: Ragnarök, Bosszúállók: Végtelen háború, Bosszúállók: Végjáték, Loki, A Hangya és a Darázs: Kvantumánia (s), Bosszúállók: Ítéletnap |
| | | |
| Odin | Anthony Hopkins | Tordy Géza (Thor 1–2.), Fodor Tamás (Thor: Ragnarök) |
| Nagy hatalmú istenség, Asgard királya, a kilenc birodalom őrzője, Thor és Loki apja. Egykor kegyetlen hódító hadjáratokat vezetett az univerzumban, ám később rájött hogy a béke nagyobb érték, így befejezte a háborúkat, békét kötött és bölcs uralkodóként tevékenykedett a továbbiakban, a túlságosan vérszomjas Helát, elsőszülött lányát pedig száműzte. Palotája fegyvertermében számos pusztító erejű fegyvert őriztet hét lakat alatt. Vér szerinti fia, Thor mellett Lokit is saját gyermekeként neveli. Úgy tervezi hogy Thor követi őt a trónon, ám fia pökhendisége és felelőtlensége kis híján háborúba sodorja Asgardot, így mérgében száműzi fiát a Földre és elveszi tőle erejét, ám később visszaadja neki miután bizonyította hogy helyén van a szíve. Thor azonban lemond a trónról, így Odin tovább uralkodik. Nem örül neki amikor Thor az Aether-től megbetegedett Jane Fostert Asgardba viszi, ezután pedig a sötét tündérek is megtámadják őket, akiket sikerül visszaverniük. Odin egészen addig a trónon marad, amíg Loki meg nem rendezi a halálát, apja képében visszatér Asgardba, és száműzi őt a Földre, egy idősek otthonába. Odin azonban nem haragszik Lokira, élete utolsó napjait egy norvég szigeten éli le, halála előtt pedig mindkét fia meglátogatja. Miután meghal, Hela kiszabadul és elfoglalja Asgardot, ám Odin a túlvilágról is segíti Thort, aki végül általa érti meg, hogy Asgard nem egy hely, hanem a nép, és a Ragnarök eljövetelét nem lehet megakadályozni. | | |
| Szerepei: | Thor, Thor: Sötét világ, Thor: Ragnarök | Thor, Thor: Sötét világ, Thor: Ragnarök |
| | | |
| Frigga | Rene Russo | Kováts Adél |
| Asgard királynője, Odin felesége, Thor édesanyja és Loki nevelőanyja. Loki egyedül vele ápol jó viszonyt családtagjai közül. Amikor Thor Asgardba hozza Jane Fostert, Frigga rejti el a lányt, ám Malekithék rájuk találnak, és a sötét tündérek vezetője végez a királynővel, akit ezután különleges temetésben részesítenek. | | |
| Szerepei: | Thor, Thor: Sötét világ, Bosszúállók: Végjáték | Thor, Thor: Sötét világ, Bosszúállók: Végjáték |
| | | |
| Heimdall | Idris Elba | Galambos Péter (Thor), Barabás Kiss Zoltán (további filmek) |
| Asgard kapuőre, akinek különleges képessége, hogy majdnem mindent (és mindenkit) lát a kilenc birodalomban. Ő őrzi a Bifrösztöt, az Asgardba vezető egyetlen (hivatalos) bejáratot. Hűsége a kilenc birodalomhoz köti, így bár engedelmeskedik az uralkodónak, szükség esetén kész felségárulást elkövetni. Segít Thornak legyőzni Malekithéket. Amikor Loki Odin képében visszatér Asgard trónjára, eltávolítja Heimdallt a kapuőri pozícióból, aki így a hegyvidékre bujdosik. Hela hatalomátvételét követően Heimdall Asgard polgárait bújtatja egy hegyvidéki menedékhelyen, valamint ellopja a Bifröszt nyitásához szükséges kardot, így Hela nem tud megindulni seregivel leigázni az univerzumot. Később maga is tevékenyen harcba száll amikor Thor, Loki, Banner és Valkűr megérkeznek hogy legyőzzék Helát, és rengeteg embert megment. Azonban amikor a menekültek űrhajója belefut Thanos vezérhajójába, Heimdall feláldozza magát, és egy utolsó varázslat keretében megnyitja a Bifrösztöt, hogy Banner biztonságban a Földre juthasson, mielőtt Thanos végez vele. Halála után ő lesz a Vallaha őrzője. | | |
| Szerepei: | Thor, Thor: Sötét világ, Thor: Ragnarök, Bosszúállók: Végtelen háború, Thor: Szerelem és mennydörgés (s)                                                                       | Thor, Thor: Sötét világ, Thor: Ragnarök, Bosszúállók: Végtelen háború, Thor: Szerelem és mennydörgés (s)                                                                       |
| | | |
| Sif | Jaimie Alexander | Balogh Anna, Bánfalvi Eszter (A S.H.I.E.L.D. ügynökei 2. évad) |
| Asgard legjobb női harcosa, Thor közeli barátainak és harcostársainak egyike, aki Volstaggal, Hogunnal és Fandrallal a Földre mennek megkeresni Thort miután Loki átveszi a hatalmat Asgardban. Később is több csatában harcol Thor oldalán. Ezt követően önállóan kezdi járni útját. Ő is meghal Thanos csettintésében. Feltámadása után a Gorr elleni harcban megsérült és amputálni kellett az egyik karját. Ennek ellenére önvédelmet tanít az asgardi gyerekeknek. | | |
| Szerepei: | Thor, Thor: Sötét világ, A S.H.I.E.L.D. ügynökei, Loki, Thor: Szerelem és mennydörgés                                                                                          | Thor, Thor: Sötét világ, A S.H.I.E.L.D. ügynökei, Loki, Thor: Szerelem és mennydörgés                                                                                          |
| | | |
| Volstagg | Ray Stevenson | Schneider Zoltán |
| Az asgardi "Három harcosok" néven ismert trió tagja, akik Lady Siffel kiegészülve Asgard legerősebb harcosainak számítanak, egyben Thor jó barátai, akik számos csatát vívnak és nyernek meg együtt. Amikor Thort apja a Földre száműzi, majd Loki átveszi a hatalmat Asgardban, a három harcos és Sif elmennek hogy megkeressék és visszahozzák Thort. Volstagg, Fandral és Hogun mindannyian meghalnak, amikor Hela megérkezik Asgardba Odin elhunyta után, és végez velük. | | |
| Szerepei: | Thor, Thor: Sötét világ, Thor: Ragnarök | Thor, Thor: Sötét világ, Thor: Ragnarök |
| | | |
| Fandral | Joshua Dallas (Thor), Zachary Levi (Thor 2–3.) | Hujber Ferenc (Thor), Széles Tamás (Thor 2–3.) |
| Az asgardi "Három harcosok" néven ismert trió tagja, akik Lady Siffel kiegészülve Asgard legerősebb harcosainak számítanak, egyben Thor jó barátai, akik számos csatát vívnak és nyernek meg együtt. Amikor Thort apja a Földre száműzi, majd Loki átveszi a hatalmat Asgardban, a három harcos és Sif elmennek hogy megkeressék és visszahozzák Thort. Volstagg, Fandral és Hogun mindannyian meghalnak, amikor Hela megérkezik Asgardba Odin elhunyta után, és végez velük. | | |
| Szerepei: | Thor, Thor: Sötét világ, Thor: Ragnarök | Thor, Thor: Sötét világ, Thor: Ragnarök |
| | | |
| Hogun | Aszano Tadanobu | Kolovratnik Krisztián |
| Az asgardi "Három harcosok" néven ismert trió tagja, akik Lady Siffel kiegészülve Asgard legerősebb harcosainak számítanak, egyben Thor jó barátai, akik számos csatát vívnak és nyernek meg együtt. Amikor Thort apja a Földre száműzi, majd Loki átveszi a hatalmat Asgardban, a három harcos és Sif elmennek hogy megkeressék és visszahozzák Thort. Volstagg, Fandral és Hogun mindannyian meghalnak, amikor Hela megérkezik Asgardba Odin elhunyta után, és végez velük. | | |
| Szerepei: | Thor, Thor: Sötét világ, Thor: Ragnarök | Thor, Thor: Sötét világ, Thor: Ragnarök |
| | | |
| Laufey | Colm Feore | Epres Attila |
| Jotunheim uralkodója, a jégóriások királya és Loki biológiai apja. Miután Odin legyőzte a jégóriásokat és elvitte tőlük erejük legfőbb forrását, Laufey bosszúra szomjazik Asgard ellen, amit csak tetéz amikor Thor önteltségétől hajtva társaival Jotunheimbe érkezik és letámadja az óriásokat. Habár Odin megérkezik és hazaviszi fiát, majd büntetésül száműzi őt, Laufey a támadást hadüzenetnek veszi és támadást készít elő Asgard ellen. Később Loki felajánlja Laufeynak hogy segít neki megölni Odint, azonban amikor a jégóriásiok királya bejut Asgardba, Loki elárulja és maga végez vele. | | |
| Szerepei: | Thor | Thor |
| | | |
| Malekith | Christopher Eccleston | Forgács Péter |
| A sötét tündérek nevű gonosz lények vezetője, rettegett és kegyetlen hódító. Faja állítólag idősebb mint maga az univerzum. Fegyverükkel, az Aetherrel, egy sötét energiával (amely, mint kiderült az egyik Végtelen Követ tartalmazza) egykor háborút indítottak Asgard ellen, ám Odin apja, Bor király legyőzte őket, Malekith pedig évezredekre elrejtőzött a sötétben. Amikor az Aether Jane Fosterbe költözik a Konvergenciát (egy ötezer évente előforduló kozmikus eseményt) megelőzően, Malekithék újra előbújnak és megtámadják Asgardot, ahová Thor Jane-t vitte, ott pedig Malekith végez Friggával, Thor anyjával. Azonban hiába szerzik meg az Aethert, Thor legyőzi őket mielőtt használhatnák, és végez Malekith-tel. | | |
| Szerepei: | Thor: Sötét világ | Thor: Sötét világ |
| | | |
| Algrim / Kurse | Adewale Akinnuoye-Agbaje | Eredeti hang |
| Malekith hadnagya, nagyerejű és szívós teremtmény, aki a kevés túlélő egyike volt, amikor Malekith fajtáját majdnem kiirtották. Bejut az asgardi börtönbe rabnak álcázva, így belülről szít lázadást és gyengíti meg a védelmet, hogy Malekithék bejuthassanak a palotába és megszerezhessék az Aethert. Később megküzd Thorral és Lokival, és (látszólag) halálosan megsebesíti utóbbit, ám Loki "halála" előtt még eltávolítja Algrimet az élők sorából annak saját feketelyuk-gránátjával. | | |
| Szerepei: | Thor: Sötét világ | Thor: Sötét világ |
| | | |
| Hela | Cate Blanchett | Bertalan Ágnes |
| Odin elsőszülött lánya, a halál istennője. Egykor együtt küzdött apjával a hódító háborúkban, ám hamarosan összekülönböztek, mert Hela túl erős és vérszomjas volt, míg Odin békére vágyott, így apja száműzte őt Asgardból, ahová egészen Odin haláláig nem térhetett vissza. Thor és Loki nem tudtak a létezéséről. Miután Odin meghal, Hela azonnal megérkezik, majd miután könnyedén megszabadul testvéreitől (Thornak a pörölyét puszta kézzel elpusztítja), egymaga beveszi Asgardot, és mindenkivel végez aki ellenszegül neki, beleértve Thor barátait is. A palota alatt feltámasztja a halott katonák seregét, hogy az élükön elindulhasson igába hajtani az univerzumot, ám Heimdall ellopja a Bifrösztöt nyitó kardot, így Hela nem tudja elhagyni Asgardot. Mire elfogná Heidmallt, megérkezik Thor és csapata, akik felveszik vele a harcot. Thor ugyan különlegesen nagy erőre tesz szert, ám még így sem képes legyőzni nővérét, sőt a jobb szemét is elveszíti a párbajban. Azonban rájön, hogy a Ragnarök eljövetelével elpusztíthatja Helát, így Loki segítségével megidézik Surturt, aki beteljesíti a végzetét és elpusztítja Asgardot, vele együtt pedig végez Helával is. | | |
| Szerepei: | Thor: Ragnarök | Thor: Ragnarök |
| | | |
| Skurge | Karl Urban | Szabó Győző |
| Asgard új kapuőre, miután Loki eltávolítja Heimdallt. Az előző őrnél jóval kevésbé érti a dolgát, Hela érkezésekor pedig behódol neki, részben félelemből, részben pedig hatalomvágy által vezérelve. Hela kinevezi őt személyi végrehajtójának ("pribékjének"), ám később Skurge látva az okozott pusztítást jobb belátásra bír, és hogy jóvátegye bűneit szembeszáll Hela katonáival, akik közül jópárral végez mielőtt Hela személyesen megöli őt. | | |
| Szerepei: | Thor: Ragnarök | Thor: Ragnarök |
| | | |
| Surtur | Clancy Brown (hang) | Kőszegi Ákos |
| Egy nagy hatalmú tűzdémon, aki Muspellheimben tanyázik, és a Ragnarök (Asgard pusztulása) elhozatalára készül. Habár Thor megküzd vele és le is győzi, Surtur figyelmezteti hogy a Ragnarök elkerülhetetlen. Thor elviszi koponyáját Asgardba, és a fegyverterembe helyezi. Miután Hela leigázza Asgardot, Thor rájön hogy Surtur és a Ragnarök mindenképpen szükséges tényezők, így elküldi érte Lokit, aki az Örök Lánggal feltámasztja a démont. Surtur kiszabadul és óriási méretűre nőve elkezdi elpusztítani Thor otthonát, így teljesítve be végzetét. | | |
| Szerepei: | Thor: Ragnarök | Thor: Ragnarök |
| | | |
| Valkűr | Tessa Thompson | Gubik Petra |
| Eredeti nevén Brunnhilde. Az Asgard védelméért felelős Valkűrök (egy kizárólag nőkből álló elit alakulat) tagja, akik a Helával történő összecsapás során mind meghalnak, egyedül ő marad életben. A borzasztó veszteség hatására a távoli Sakaar bolygóra vonul száműzetésbe, ahol 142-es kódnéven potenciális harcosokat szállít a Nagymesternek, valamint Hulk edzőjeként tevékenykedik, közben pedig alkoholizál. Ő viszi Thort a Nagymester elé, és ugyan Thor rájön ki ő valójában, eleinte nem hajlandó segíteni neki. Azonban miután összefut Lokival, újra átéli szörnyű emlékeit, és rájön hogy segítenie kell, így végül Bannerrel és Thorral sikeresen megszöknek, és Asgardba mennek, ahol mindannyian részt vesznek a Hela elleni ütközetben. Valkűr ezután a megmaradt asgardiakkal együtt távozik a pusztuló birodalomból, ám hamarosan Thanos űrhajójába futnak bele. Valkűr túléli az incidenst, és később Thorral megalapítják az új Asgardot Norvégiában. Thanos legyőzését követően Thor őt teszi meg Asgard új vezetőjének. Marvel Kapitánynak segít és befogad néhány skrullt. | | |
| Szerepei: | Thor: Ragnarök, Bosszúállók: Végjáték, Thor: Szerelem és mennydörgés, Marvelek                                                                                                 | Thor: Ragnarök, Bosszúállók: Végjáték, Thor: Szerelem és mennydörgés, Marvelek                                                                                                 |
| | | |
| Korg | Taika Waititi | Karácsonyi Zoltán |
| Egy kronan fajból származó gladiátorharcos, aki a Sakaaron tengeti napjait az ottani fajból származó Miek nevű barátjával, és a Nagymester ütközeteinek egyik résztvevője. Thor segít neki lázadást szítani és megmenekülni, így Korg hálából a követője és barátja lesz, és segíti őt Hela legyőzésében. Később ő és Miek túlélik Thanos csettintését, és megalapítják Új-Asdgardot, ahol nyugodt életet folytatnak, ám amikor Thanos ismét a Földre érkezik, mindannyian kiállnak a seregei ellen harcolni. | | |
| Szerepei: | Thor: Ragnarök, Bosszúállók: Végjáték, Deadpool and Korg React (n), Thor: Szerelem és mennydörgés                                                                              | Thor: Ragnarök, Bosszúállók: Végjáték, Deadpool and Korg React (n), Thor: Szerelem és mennydörgés                                                                              |
| | | |

### További Thorhoz köthető személyek
| Szereplő | Színész                                                                                       | Magyar hang                                                                                   |
| --- | --------------------------------------------------------------------------------------------- | --------------------------------------------------------------------------------------------- |
| Hatalmas Thor (Jane Foster) | Natalie Portman                                                                               | Zsigmond Tamara                                                                               |
| Asztrofizikus tudós, aki társaival légköri jelenségeket vizsgál Új-Mexikóban, amikor Thor megérkezik a Földre miután Odin száműzi őt. Jane segít Thornak visszaszereznie pörölyét és visszatérnie Asgardba, közben pedig egymásba szeretnek. Thor megígéri hogy visszajön érte, és így is tesz, miután egy véletlen folytán Jane testébe kerül az Aether. Thor elviszi őt Asgardba, ahol Frigga, Thor anyja az életét áldozza azért, hogy Jane ne kerülhessen Malekithék kezébe, akik az Aethert keresik. Később Jane-t sikerül megszabadítani a sötét energiától, a lány pedig kis csapatával segít Thornak leszámolni Malekithékkel. Később kapcsolatuk Thorral zátonyra fut és szakítanak. Thanos csettintése őt is megöli, majd a visszahozása után kiderül, hogy rákos. Rákkezelésen vesz részt, és a rekonstruált Mjølnir, a Thor által korábban használt kalapács segítségével a Hatalmas Thorrá válik, ami lelassítja a rákot. A Gorr elleni harc végén a kalapács ereje miatt gyorsan terjedő rák megöli őt és a Valhallába kerül. |                                                                                               |                                                                                               |
| Szerepei: | Thor, Thor: Sötét világ, Bosszúállók: Végjáték, Thor: Szerelem és mennydörgés                 | Thor, Thor: Sötét világ, Bosszúállók: Végjáték, Thor: Szerelem és mennydörgés                 |
| |                                                                                               |                                                                                               |
| Erik Selvig | Stellan Skarsgård                                                                             | Máté Gábor                                                                                    |
| Asztrofizikus, egyetemi oktató, Jane és Darcy tanára, aki szintén jelen van Thor érkezésénél. Eleinte szélhámosnak hiszi a férfit, ám csakhamar rájön az igazságra, és összebarátkozik vele, majd a S.H.I.E.L.D. alkalmazásába áll. Később Loki manipulálja őt a jogarával, ezért átmenetileg melléáll és segít neki elrabolni a Tesseractot és megépíteni a dimenziókaput, amelyen át a chitauri sereg a Földre érkezhet. Később visszanyeri elméje épségét, segít Thornak mind Malekith, mind Ultron legyőzésénél, majd az új Bosszúállók-létesítmény alkalmazottja lesz. Thanos csettintése őt is megöli, de mint mindenki őt is feltámasztják. Később segít Jane-nek a rák elleni küzdelemben. |                                                                                               |                                                                                               |
| Szerepei: | Thor, Bosszúállók, Thor: Sötét világ, Bosszúállók: Ultron kora, Thor: Szerelem és mennydörgés | Thor, Bosszúállók, Thor: Sötét világ, Bosszúállók: Ultron kora, Thor: Szerelem és mennydörgés |
| |                                                                                               |                                                                                               |
| Darcy Lewis | Kat Dennings                                                                                  | Csondor Kata (Thor 1–2.), Csifó Dorina (további filmek)                                       |
| Egyetemi hallgató politológia szakon, Jane barátja és segítője, aki szintén jelen van Thor Földre érkezésénél (ő vezeti a furgont amellyel véletlenül elütik őt). Legtöbbször csípős vagy oda nem illő megjegyzéseivel hívja fel magára a figyelmet. Ő és saját gyakornoka, Ian is segítenek Thornak Malekith legyőzésénél. Segít a S.W.O.R.D.-nek a Westview-i anomália körüli kutatásban. Utána támogatja a rákos beteg Jane-t. |                                                                                               |                                                                                               |
| Szerepei: | Thor, Thor: Sötét világ, WandaVízió, Thor: Szerelem és mennydörgés                            | Thor, Thor: Sötét világ, WandaVízió, Thor: Szerelem és mennydörgés                            |
| |                                                                                               |                                                                                               |
| A Nagymester (En Dwi Gast) | Jeff Goldblum                                                                                 | Seress Zoltán                                                                                 |
| A távoli Sakaar bolygó extravagáns ura, aki az általa alacsonyabb rendűnek tartott létformák között (akiket roncsvadászok, köztük Valkűr szállítanak le neki) élet-halál gladiátorviadalokat rendez, így elégítve ki játékszenvedélyét. Hulk az ő bolygóján landol a szokóviai eseményeket követően, és ő lesz a Nagymester legyőzhetetlen bajnoka. Később Loki és Thor is a Sakaaron kötnek ki, majd nem sokkal később mindannyian sikeresen megszöknek a bolygóról, ám előtte még kirobbantanak egy lázadást, amely során az elnyomottak megdöntik a Nagymester rezsimjét. |                                                                                               |                                                                                               |
| Szerepei: | A galaxis őrzői vol. 2. (s), Thor: Ragnarök, Marvel-rövidfilm: Darryl csapata                 | A galaxis őrzői vol. 2. (s), Thor: Ragnarök, Marvel-rövidfilm: Darryl csapata                 |
| |                                                                                               |                                                                                               |
| Topaz | Rachel House                                                                                  | Nyakó Júlia                                                                                   |
| A Nagymester jobbkeze, a Saakar őrségének parancsnoka, illetve számos más pozícióban is segíti urát. Kegyetlen, szadista nőszemély. Amikor Thor és társai megpróbálnak megszökni a bolygóról, Topaz személyesen veszi őket üldözőbe, mielőtt Bruce Banner (véletlenül) lelövi a gépét. |                                                                                               |                                                                                               |
| Szerepei: | Thor: Ragnarök                                                                                | Thor: Ragnarök                                                                                |
| |                                                                                               |                                                                                               |
| Eitri | Peter Dinklage                                                                                | Epres Attila                                                                                  |
| A Nidavelliren (a kilenc birodalom egyikén) élő törpék vezetője, akik isteni erejű fegyvereket készítenek egy haldokló csillag szívéből (többek között Thor pörölyét is ők alkották meg). Miután Thanos megbízza őket a Végtelen Kesztyű elkészítésével, kiirtja a népet, csupán Eitri marad meg túlélőnek. Amikor Thor később felkeresi Eitrit, a törpe segít neki megalkotni egy új fegyvert a régi helyett. |                                                                                               |                                                                                               |
| Szerepei: | Bosszúállók: Végtelen háború                                                                  | Bosszúállók: Végtelen háború                                                                  |
| |                                                                                               |                                                                                               |
| Zeusz | Russell Crowe                                                                                 | Szabó Győző                                                                                   |
| Az olimposziak királya. Ő vezeti az Istenek Tanácsát Mindenható Városában, de Thor bebizonyítja, hogy egy érdektelen, orgiák megszállottja, amikor nem akart megoldást találni Gorr ellen, miközben azt állítja, hogy azok az istenek, akiket Gorr megölt, "kisebb istenek" voltak. Dühében Zeusz a villámot a csoport ellen fordítja, és összetöri Korg testét, mielőtt Thor a villámot visszacsapja Zeusz mellkasába, látszólag megölve őt. Valkűr elviszi a villámot, hogy megküzdjön Gorrral. Zeusz túlélte, és elküldi fiát, Herkulest, hogy ismét félelmet keltsen az emberek szívében, és elbánjon Thorral. |                                                                                               |                                                                                               |
| Szerepei: | Thor: Szerelem és mennydörgés                                                                 | Thor: Szerelem és mennydörgés                                                                 |
| |                                                                                               |                                                                                               |
| Herkules | Brett Goldstein                                                                               |                                                                                               |
| Zeusz fia. Apja elküldi, hogy bosszúból levadássza Thort, amiért ellopta Zeusz villámát. |                                                                                               |                                                                                               |
| Szerepei: | Thor: Szerelem és mennydörgés (s)                                                             | Thor: Szerelem és mennydörgés (s)                                                             |

### Bruce Bannerhez köthető személyek
| Szereplő (Polgári név) | Színész | Magyar hang |
| --- | --- | --- |
| Vörös Hulk (Thaddeus "Thunderbolt" Ross) | William Hurt (Fekete Özvegyig), Harrison Ford (további filmek) | Rosta Sándor (Fekete Özvegyig), Csernák János (további filmek) |
| Az Amerikai Hadsereg korábbi tábornoka, aki a szuperkatona-szérum kifejlesztésén dolgozott, ám a projekt balul sült el, és az alany, Bruce banner Hulkká változott. Ross feladata elkapni Bannert, amelyhez segítségül hív egy elitkatonát, Emil Blonskyt is, aki később maga is szörnyeteggé válik. Később Ross otthagyja a hadsereget, és ő lesz a nemzetbiztonsági államtitkár, akinek a nyomására a Bosszúállók egy része aláírja a Szokóviai Egyezményt, és amely végül a Bosszúállók közötti polgárháborúhoz vezet. Ross később köztörvényes bűnözővé nyilvánítja azon hősöket, akik nem írták alá az egyezményt vagy akik meggondolták magukat, így Amerika Kapitányt, Fekete Özvegyet, Sólymot, Skarlát Boszorkányt és Víziót is. Nem sokkal rá sikertelenül megpróbálja elfogni a szökevény Natsha Romanoffot. 2018-ban elporlad a csettintésnek hála, ám öt évvel később Bruce Banner feltámasztja azokat, akik elporladtak, köztük ott van Ross is. Nem sokkal rá résztvett Tony Stark temetésén. Később ő lesz az Amerikai Egyesült Államok külügyminisztere, majd elnöke. Később a Vezető Vörös Hulkká tette őt, majd Washington utcáin tombolt, de Sam Wilson megállította. Ez után a Raft nevű szuperemberes börtönbe került, míg nem találnak rá gyógyírt. | | |
| Szerepei: | A hihetetlen Hulk, Marvel-rövidfilm: A tanácsadó (v), Amerika Kapitány: Polgárháború, Bosszúállók: Végtelen háború, Fekete Özvegy, Amerika Kapitány: Szép új világ | A hihetetlen Hulk, Marvel-rövidfilm: A tanácsadó (v), Amerika Kapitány: Polgárháború, Bosszúállók: Végtelen háború, Fekete Özvegy, Amerika Kapitány: Szép új világ |
| | | |
| Förtelem (Emil Blonsky) | Tim Roth | Forgács Péter (A Hihetetlen Hulk), Epres Attila (Amazon: Ügyvéd)                                                                                                   |
| Elitkommandós a brit különleges erők kötelékéből, aki Ross tábornok hívására érkezik az Államokba, hogy segítsen elkapni Hulkot. Miután kudarcot vallanak, Blonsky maga is érdeklődni kezd a szuperkatona-szérum iránt, és be is adat magának egy adagot, amelynek következtében jobb képességekre tesz szert, nagyon gyorsan felépül súlyos sérüléséből amelyet a Hulkkal való párbajban szerzett, viszont elméje is bomlani kezd. Miután Bannert elkapják, Blonsky beadatja magának a Hulk vérét tartalmazó szérumot is, amelytől egy óriási mutánssá változik, amely őrjöngve elkezdi pusztítani Harlemet. Végül maga Hulk győzi le őt, és börtönbe zárják. Wong néha kiszabadítja, hogy megküzdhessen vele. Később feltételes szabadlábra helyezik és egy meditációs tábort hoz létre. Majd mivel megszegi az átváltozására vonatkozó szabályt, visszazárják a fogságba, de Wong kiszabadítja. | | |
| Szerepei: | A hihetetlen Hulk, Marvel-rövidfilm: A tanácsadó (v), Shang-Chi és a tíz gyűrű legendája, Amazon: Ügyvéd                                                           | A hihetetlen Hulk, Marvel-rövidfilm: A tanácsadó (v), Shang-Chi és a tíz gyűrű legendája, Amazon: Ügyvéd                                                           |
| | | |
| Betty Ross | Liv Tyler | Györgyi Anna |
| Fiatal tudós és tanár a Culver Egyetemen, Ross tábornok lánya, Bruce Banner barátnője és segítője. Miután Banner Hulkká változik, nyilvánvaló okok miatt eltávolodnak egymástól, de Betty többször is kisegíti Bannert. Miután Hulk önkéntes száműzetésbe vonul a Blonskyval történt harcot követően, többé nem látják egymást. Thanos népességfelezésének ő is áldozatul esik, de mindenkivel együtt ő is feltámad. | | |
| Szerepei: | A hihetetlen Hulk, Amerika Kapitány: Szép új világ | A hihetetlen Hulk, Amerika Kapitány: Szép új világ |
| | | |
| Vezető (Samuel Sterns) | Tim Blake Nelson | Schnell Ádám |
| Tehetséges biológus, aki próbálja meggyógyítani Bruce Bannert. Miután lemásolta Banner vérét, kénytelen azt Emil Blonsky ellen használni. Amikor Blonsky átalakul a Förtelemmé, Sterns laboratóriuma megsemmisül, és a Hulk vérének egy része Sterns fején lévő nyílt sebbe cseppen, a koponyája pedig mutálódik, miközben mániákusan vigyorog. Hosszú bebörtönzése alatt Vezető néven segít Thaddeus Ross-nak, de később ellene fordul, és gyógyszerek által Vörös Hulkká változtatja azt. Később a Raft nevű szuperemberes börtönbe kerül. | | |
| Szerepei: | A hihetetlen Hulk, Amerika Kapitány: Szép új világ | A hihetetlen Hulk, Amerika Kapitány: Szép új világ |
| | | |
| Amazon (Jennifer Walters) | Tatiana Maslany | Dobó Enikő |
| A Goodman, Lieber, Kurtzberg & Holliway (GLK&H) cég ügyvédje, aki szuperemberekkel kapcsolatos ügyekre specializálódott, és egy hatalmas, 2,01 méteres, erős, zöld színű, Bruce Banner unokatestvéréhez hasonló lénnyé válik, miután egy autóbaleset során véletlenül megfertőződik Hulk vérével, mely képességet kontrollálni is tud. Ezt kihasználva, és az emberek nyomására felveszi az Amazon nevet. | | |
| Szerepei: | Amazon: Ügyvéd | Amazon: Ügyvéd |
| | | |
| Skaar | Wil Deusner | Nem beszél |
| Bruce Banner fia Sakaarról, aki szintén örökölte Hulk erejét. | | |
| Szerepei: | Amazon: Ügyvéd | Amazon: Ügyvéd |

### Tony Starkhoz köthető személyek
| Szereplő (Polgári név) | Színész | Magyar hang |
| --- | --- | --- |
| Pepper Potts | Gwyneth Paltrow | Major Melinda |
| Születési nevén Virginia Potts. Tony Stark személyi asszisztense és később a felesége. Elhivatott a munkáját illetően, azonban sokszor nem nézi jó szemmel Tony kicsapongásait és felelőtlen döntéseit. Tony kinevezi a Stark Industries vezérigazgatójának, majd átmenetileg elhidegülnek egymástól, ám Stark megmenti az életét, így kibékülnek, Tony pedig eljegyzi Peppert. Később az őrült Aldrich Killian elrabolja a nőt és egy mutációt okozó szérumot, az Extremist fecskendez belé, ám Stark ismét megmenti őt, majd sikeresen meggyógyítja, később pedig a nyilvánosság előtt feleségül veszi. Éppen a gyerevállalást tervezgetik, amikor Thanos akcióba lép, így Tony az űrben köt ki és ott is ragad. Pepper túléli Thanos pusztítását, majd férje megmenekülését követően visszavonulnak, és születik egy lányuk, Morgan. Később Tony rájön az időutazás nyitjára, és kiáll a Bosszúállókkal Thanos ellen, Pepper pedig férjétől kapott egyedi páncéljában (Rescue-páncél) segít nekik a titán elleni harcban. Tony később Pepper karjaiban hal meg, miután nem bírja ki a Végtelen kövek erejét.                              | | |
| Szerepei: | A Vasember, Vasember 2., Bosszúállók, Vasember 3., Pókember: Hazatérés, Bosszúállók: Végtelen háború, Bosszúállók: Végjáték                                                              | A Vasember, Vasember 2., Bosszúállók, Vasember 3., Pókember: Hazatérés, Bosszúállók: Végtelen háború, Bosszúállók: Végjáték                                                              |
| | | |
| Happy Hogan | Jon Favreau | Kajtár Róbert (A Vasember) Kálid Artúr (további filmek) |
| Tony Stark jóbarátja, egyben alkalmazottja számos munkakörben: volt Stark testőre, a Stark Industries biztonsági főnöke, később pedig Tony sofőrjeként tevékenykedik. Életveszélyes sérüléseket szerez a Mandarin embereinek egy támadásában, ez motiválja Tonyt hogy leszámoljon a bűnözőkkel. Happy végül felépül sérüléseiből. Később Peter Parkernek is ő segít, bár eleinte irritálja őt a fiú. Azonban amikor Peter egymaga legyőzi a Keselyűt és megmenti a Bosszúállók hatalmas értékű rakományát, kivívja Happy tiszteletét. Amikor Peter Hollandiában ragad Mysterioval való harcát követően, Happy menti meg a fiút és ruházza fel új páncélzattal, majd személyesen vesz részt Mysterio drónjainak legyőzésében. May néni halála előtt összejön vele. | | |
| Szerepei: | A Vasember, Vasember 2., Vasember 3., Pókember: Hazatérés, Bosszúállók: Végtelen háború (t), Bosszúállók: Végjáték, Pókember: Idegenben, Pókember: Nincs hazaút, Deadpool & Rozsomák (c) | A Vasember, Vasember 2., Vasember 3., Pókember: Hazatérés, Bosszúállók: Végtelen háború (t), Bosszúállók: Végjáték, Pókember: Idegenben, Pókember: Nincs hazaút, Deadpool & Rozsomák (c) |
| | | |
| Obadiah Stane | Jeff Bridges | Sörös Sándor |
| Tony Stark üzleti partnere és mentora. Jó barátok voltak Tony apjával, Howarddal, többek között az ARC-reaktor kifejlesztésében is segédkezett, majd Howard halála után pedig ő került az igazgatói székbe, egészen addig amíg az ifjú Tony át nem vette tőle a pozíciót. Stane irigységgel figyelte Stark előmenetelét, ezért titokban lepaktált egy közel-keleti terrorista sejttel, a Tíz Gyűrűvel, hogy rabolják el és öljék meg Starkot. Azonban Tony kiszabadul, sőt élményeinek hatására a fegyvergyártást- és exportot is le akarja állítani, ami végképp ellene fordítja egykori mentorát, aki Stark páncélprototípusát lemásolva létrehoz egy pusztító szerkezetet. Stark azonban túljár az eszén és egy összecsapást követően legyőzi őt, Stane pedig részben saját hibájából meghal. | | |
| Szerepei: | A Vasember, Pókember: Idegenben (v) | A Vasember, Pókember: Idegenben (v) |
| | | |
| Dr. Ho Yinsen | Shaun Toub | Sipos Imre (A Vasember) Fazekas István (Vasember 3.) |
| Afgán tudós és sebész, aki elvesztette családját, és akit a Tíz Gyűrű Tony Starkhoz (akivel évekkel korábban már találkozott egy konferencián) hasonlóan elfog, hogy segítsen nekik megépíteni a Stark-rakéta mását. Yinsen menti meg Tonyt a mellkasába kerülő szilánkoktól, amelyek a szívét veszélyeztetik. Ezután együttes erővel megépítenek egy felfegyverzett páncélt (a Vasember-ruha elődjét), amellyel Stark kijuthat a barlangból ahol őrzik őket, Yinsen azonban feláldozza magát hogy Tony megmenekülhessen. Az ő áldozata ébreszti rá Tonyt hogy mennyi helytelen dolgot tett, és ez segít neki elindulni a jócselekedetek útján. | | |
| Szerepei: | A Vasember, Vasember 3. | A Vasember, Vasember 3. |
| | | |
| Raza Hamidmi Al-Wazar | Faran Tahir | Barabás Kiss Zoltán |
| A Tíz Gyűrű nevű terrorszervezet egyik vezetője. Emberei Afganisztánban elrabolják Tony Starkot, miután lepaktálnak az áruló Obadiah Stane-nel, fegyverekért cserébe. Miután Stark a helyben épített Vasember-páncéllal megszökik, Stane a helyszínre látogat, majd emberei végeznek Razával és csapatával. | | |
| Szerepei: | A Vasember, Vision | A Vasember, Vision |
| | | |
| Christine Everhart | Leslie Bibb | Zsigmond Tamara |
| A Vanity Fair riportere, Tony Stark egyik egyéjszakás kalandja. Később ő fedi fel Stark előtt, hogy a cége, a Stark Industries továbbra is fegyvereket ad el Afganisztánban, Tony tudta nélkül, Tony ezután kezd gyanakodni Obadiah Stane-re. Everhart és Stark később elhidegülnek egymástól. Később a WHiH híradósa lesz. | | |
| Szerepei: | A Vasember, Vasember 2., WHiH Newsfront | A Vasember, Vasember 2., WHiH Newsfront |
| | | |
| Ostor (Ivan Vanko) | Mickey Rourke | Dörner György |
| Orosz fizikus, Antona Vanko fia. Apja együtt dolgozott Howard Starkkal, együtt építették meg az első ARC-reaktort, ám Stark később megvált Vankotól, aki így szegényen halt meg. Fia, Ivan ezért bosszút esküszik Stark gyermeke, Tony ellen. EGy saját reaktor segítségével Vasemberéhez hasonló páncélt épít két elektromos ostorral, és nyilvánosan száll szembe Tonyval, hogy megalázza őt. Miután letartóztatják, Justin Hammer hozza ki a börtönből, aki cserébe arra kéri, építsen neki távirányítású robotokat, amelyeket eladhat a hadseregnek jó pénzért. Vanko ehelyett saját céljaira használja fel az elkészült robotokat, majd saját maga is újra szembeszáll Vasemberrel, aki Hadigéppel összefogva végül legyőzi őt. Vanko öngyilkos lesz, ezzel egy utolsó kísérletet téve arra hogy megölje Starkot. | | |
| Szerepei: | Vasember 2. | Vasember 2. |
| | | |
| Justin Hammer | Sam Rockwell | Rajkai Zoltán |
| Amerikai üzletember, a Hammer Industries vezérigazgatója, amely a Stark Industries-zal rivalizáló vállalat. Hammer (együttműködve Stern szenátorral) megpróbálja aláásni Tony Stark tekintélyét a nyilvánosság előtt, hogy ezzel saját befolyását növelje, ám a dolog visszafelé sül el, ezért Hammer felbéreli Ivan Vankot, hogy az segítsen neki reprodukálni Stark reaktorát, és ezáltal új robotkatonákat építeni, amelyeknek a hadsereg számára történő eladásával Hammer nagy profitra tehet szert. Vanko azonban elárulja őt és saját céljaira programozza be a robotokat, az összezavarodott Hammert pedig letartóztatják és börtönbe zárják, ahol találkozik Trevor Slatteryvel. | | |
| Szerepei: | Vasember 2., Marvel-rövidfilm: Köszöntsétek a királyt! | Vasember 2., Marvel-rövidfilm: Köszöntsétek a királyt! |
| | | |
| Maya Hansen | Rebecca Hall | Németh Borbála |
| Fiatal kutató, aki Tony Starkkal együtt próbált meg kidolgozni egy módszert, amellyel a sejtek regenerálhatják önmagukat. Stark később magára hagyja a lányt az ötlettel, aki így Aldrich Killian mellé szegődik vele, és kifejlesztik az Extremis szérumot, amely azonban nem működik megfelelően, így szükségessé válik Stark segítsége a tökéletesítéséhez. Amikor azonban rájön hogy Killian meg akarja ölni Starkot és Pepper Pottsot, a szert pedig terrorizmusra használja, Hansen nem kíván tovább segíteni Killiannek, aki így megöli őt. | | |
| Szerepei: | Vasember 3. | Vasember 3. |
| | | |
| Trevor Slattery | Ben Kingsley | Szilágyi Tibor |
| Kábítószerfüggő színész, akit Killian felbérel, hogy játssza el a Mandarin, egy különösen veszélyes terrorista szerepét, amely álarc mögött igazából maga Killian áll. Slattery lesz a legrettegettebb terrorista a nyugaton, a Tíz Gyűrű szervezet vezetőjének szerepében számos terrorcselekményt rendez meg, míg Killian zavartalanul ténykedhet a háttérben az igazi Mandarinként. Végül Stark elfogja Slatteryt saját villájában, és itt derül fény az igazságra. A színészt ezután a kormány börtönbe zárja. Azonban az igazi Mandarin kiszabadítja. A Mandarin udvari bolondja lesz, de onnan Shang-Chiék segítségével elszökik, akiknek ezek után segít megállítani a Mandarint, azaz Xu Wenwut. | | |
| Szerepei: | Vasember 3., Marvel-rövidfilm: Köszöntsétek a királyt!, Shang-Chi és a tíz gyűrű legendája, Wonder Man                                                                                   | Vasember 3., Marvel-rövidfilm: Köszöntsétek a királyt!, Shang-Chi és a tíz gyűrű legendája, Wonder Man                                                                                   |
| | | |
| Aldrich Killian | Guy Pearce | Stohl András |
| Őrült tudós, az A.I.M. vállalat alapítója. Évekkel korábban meg akarta osztani ötleteit Tony Starkkal, azonban az elutasította őt, így Killian bosszút forral ellene. Kifejleszti az Extremis szérumot, amely emberfeletti erőt és önregeneráló képességet ad a beoltott alanyoknak, ezáltal egy saját hadsereget hoz létre, illegális tevékenysége leplezéséhez pedig felbéreli Tervor Slattery színészt, és megalkotja számára a Mandarin szerepét. Az Egyesült Államok alelnökével is szövetkezik, azzal a céllal hogy megölje az elnököt és átvegye az ország (és annak katonaságának) irányítását. Emellett Pepper Pottst is elrabolja, hogy így csalja magához Tony Starkot. Stark azonban Rhodey, a Vaslégió (Stark számos különféle páncélja) és Pepper segítségével legyőzi Killiant és magánhadseregét. Killian életét veszti. | | |
| Szerepei: | Vasember 3. | Vasember 3. |
| | | |
| Matthew Ellis | William Sadler | Rosta Sándor |
| Az Amerikai Egyesült Államok elnöke. Aldrich Killian a Rhodes ezredestől zsákmányolt Vashazafi-páncéllal elrabolja őt, hogy élő adásban végezze ki, de Tony Stark és Rhodes megmentik őt. Később ő is célpontja lesz a HYDRA embermilliók elpusztítását célzó programjának, de ezúttal Amerika Kapitány és társai közreműködése révén menekül meg. | | |
| Szerepei: | Vasember 3., Amerika Kapitány: A tél katonája (f), A S.H.I.E.L.D. ügynökei, WHiH Newsfront                                                                                               | Vasember 3., Amerika Kapitány: A tél katonája (f), A S.H.I.E.L.D. ügynökei, WHiH Newsfront                                                                                               |
| | | |
| Harley Keener | Ty Simpkins | Boldog Gábor |
| Tennesseben élő fiatal srác, aki egy véletlen folytán fut össze Tony Starkkal, miután annak sérült páncélja a közelükben zuhan le. Keener segít Starknak átlendülni a pánikrohamokon amik a férfit sújtják, valamint tőle tudja meg Tony, mi lett azzal a katonával, aki részt vett az Extremis-kísérletben. Keener segít Starknak megjavítani a páncélt, ezért a férfi az adósa lesz. Harley később részt vesz Stark temetésén Thanos bukása után. | | |
| Szerepei: | Vasember 3., Bosszúállók: Végjáték (c) | Vasember 3., Bosszúállók: Végjáték (c) |
| | | |
| Dr. Helen Cho | Claudia Kim | Bozó Andrea |
| Tony Stark ismerőse, világhírű genetikus, aki képes önregeneráló szövetet előállítani. Képességeit eleinte a Bosszúállók szolgálatába állítja, később azonban elfogja őt Ultron, aki arra kényszeríti, hogy tudatát gépteste helyett egy szintetikusan létrehozott, élő testbe töltse át. A kísérlet azonban nem a várt módon ér véget, így születik meg Vízió. | | |
| Szerepei: | Bosszúállók: Ultron kora | Bosszúállók: Ultron kora |
| | | |
| Helmut Zemo | Daniel Brühl | Böröndi Bence |
| Szokóviai állampolgár, akinek a családja meghal a Bosszúállók Ultron elleni küzdelme során, így céljául tűzi ki hogy elpusztítja a Bosszúállókat. Mivel tudja hogy nem lenne képes felvenni velük a harcot, így úgy dönt egymás ellen fordítja a csapat tagjait, abban bízva hogy végeznek egymással. Merényletet követ el a bécsi ENSZ-konferencián, ahol T'Chaka király is életét veszti, majd Bucky Barnes-ra tereli a gyanút, tudván hogy Amerika Kapitány hisz barátja ártatlanságában és megvédi őt. Terve beválik, a Bosszúállók csapata két részre szakad és egymás ellen kezdenek harcolni. Később Vasember (aki a Kapitány ellen harcol) is rájön, hogy nem Barnes a tettes, és követi őket Szibériába, ahol Zemo elintézi, hogy Stark rájöjjön, valójában Barnes ölte meg a szüleit. Zemo ezután öngyilkos akar lenni, ám a Fekete Párduc megakadályozza ebben, és átadja Everett Rossnak és a hatóságoknak, akik bebörtönzik. Évekkel később segít régi ellenségeinek, Sólyomnak és Bucky Barnes-nak a Zászlótépők ellen. Végül a Dora Milaje elfogja és bebörtönzi, de a komornyikja továbbra is elvégzi neki a piszkos munkát. | | |
| Szerepei: | Amerika Kapitány: Polgárháború, A Sólyom és a Tél Katonája | Amerika Kapitány: Polgárháború, A Sólyom és a Tél Katonája |

### Pókemberhez köthető személyek
| Szereplő (Polgári név) | Színész | Magyar hang |
| --- | --- | --- |
| May Parker | Marisa Tomei | Györgyi Anna |
| Peter Parker nagynénje, aki egyedül neveli unokaöccsét, miután az elvesztette szüleit. May sokáig nem tud Peter Pókember-alteregójáról, meg van róla győződve hogy a fiú átlagos életet él, Tony Stark látogatását is Peter tanulmányi eredményeihez köti (holott Starknak Pókemberre van szüksége), az Amerika Kapitánnyal történő harc során szerzett sebesüléseit pedig iskolai verekedés nyomainak hiszi. Később rájön Peter valódi énjére. Thanos őt is elcsettinti, de a többi áldozattal együtt feltámasztják. Összejön, majd szakít Happy-vel. Végül Zöld Manó megöli. | | |
| Szerepei: | Amerika Kapitány: Polgárháború, Pókember: Hazatérés, Bosszúállók: Végjáték, Pókember: Idegenben, Pókember: Nincs hazaút                                                               | Amerika Kapitány: Polgárháború, Pókember: Hazatérés, Bosszúállók: Végjáték, Pókember: Idegenben, Pókember: Nincs hazaút                                                               |
| | | |
| Keselyű (Adrian Toomes) | Michael Keaton | Rátóti Zoltán |
| Építési vállalkozó, aki a Bosszúállók New York-i csetepatéját követően takarítja munkásaival a romokat. Amikor a Kárelhárítási Hivatal (a S.H.I.E.L.D.-hez és Tony Starkhoz köthető szervezet) átveszi tőlük a munkát, Toomes és csapata új tevékenység után néz: a chitauri technológiából zsákmányolnak maguknak, majd ezekből pusztító erejű fegyvereket készítve és azokat a feketepiacon értékesítve komoly profitra tesznek szert, Toomes pedig egy különleges repülő öltözéket készít magának, és Keselyűként személyesen fosztogatja a Hivatal idegen technológiát szállító teherautóit. Később kiderül hogy ő Peter Parker szerelmének, Liz-nek az édesapja. Toomes emiatt nem bántja Petert, ám a fiú nem nyugszik bele hogy a Keselyű kifosztja a Bosszúállók felbecsülhetetlen értéket szállító repülőgépét, így megakadályozza őt a rablásban, egyúttal pedig az életét is megmenti. Toomes ezután börtönbe kerül, ahol azonban nem árulja el a többi bűnözőnek Pókember személyazonosságát. 2024-ben Doctor Strange varázslatának hatására átkerül egy másik univerzumba. | | |
| Szerepei: | Pókember: Hazatérés, Morbius (s)(n) | Pókember: Hazatérés, Morbius (s)(n) |
| | | |
| Liz Toomes / Liz Allan | Laura Harrier | Czető Zsanett |
| Adrian Toomes és Doris Toomes lánya, a Midtown Gimnázium tanulója, a tízpróbacsapat vezetője, Peter Parker első szerelme. Amikor apját, a Keselyűt letartóztatják, Liz édesanyjával Oregonba távozik. | | |
| Szerepei: | Pókember: Hazatérés, Pókember: Nincs hazaút (f) | Pókember: Hazatérés, Pókember: Nincs hazaút (f) |
| | | |
| Ned Leeds | Jacob Batalon | Szvetlov Balázs |
| Peter Parker legjobb barátja. Ő az első (és jó ideig az egyetlen), aki rájön, hogy igazából Peter a Pókember. Segít barátjának megakadályozni a Keselyű ténykedését, később odavész Thanos csettintésében, akárcsak Peter, de a Bosszúállók mindenkit feltámasztanak, így Ned is visszatér az élők sorába, és folytatja gimnáziumi tanulmányait. Egy európai kirándulás során összejön Betty Brant nevű osztálytársával, majd az Elementálok támadása után igyekszik segíteni Peternek megőrizni az inkognitóját. Strange varázslata miatt nem emlékszik Peterre. MJ-vel együtt felvételt nyert a MIT-re. | | |
| Szerepei: | Pókember: Hazatérés, Bosszúállók: Végtelen háború, Bosszúállók: Végjáték, Pókember: Idegenben, Peter's To Do List, The Daily Bugle, Pókember: Nincs hazaút, Spider-Man: Brand New Day | Pókember: Hazatérés, Bosszúállók: Végtelen háború, Bosszúállók: Végjáték, Pókember: Idegenben, Peter's To Do List, The Daily Bugle, Pókember: Nincs hazaút, Spider-Man: Brand New Day |
| | | |
| Michelle "MJ" Jones | Zendaya | Csuha Bori |
| A Midtown Gimnázium tanulója, morbid humorú, kissé zárkózott lány, aki sokszor gúnyolódik osztálytársain. Ő is áldozatul esik (ideiglenesen) Thanos csettintésének. Miután feltámasztották, folytatja tanulmányait, és Liz Toomes távozásával ő veszi át az iskolai tízpróbázók csapatának vezetését, valamint fokozatosan nyitottabbá válik osztálytársai irányába. Peter beleszeret, és kitűzi céljául, hogy az európai kirándulás során meghódítja őt. A vakáció azonban zátonyra fut miután lecsapnak az Elementálok, Peter viszont megmenti MJ-t, aki rájön Peter és a Pókember személyazonosságára, illetve kulcsfontosságú lesz Mysterio átverésének leleplezésében. A londoni összecsapás után a két fiatal összejön, Pókember pedig randevúra viszi a lányt, éppen akkor, amikor Mysterio utólagosan nyilvánosságra hozott manipulált videója leleplezi és besározza őt a nagy nyilvánosság előtt. Strange varázslata miatt nem emlékszik Peterre. Neddel együtt felvételt nyert a MIT-re.                                                                                     | | |
| Szerepei: | Pókember: Hazatérés, Pókember: Idegenben, Pókember: Nincs hazaút, Spider-Man: Brand New Day                                                                                           | Pókember: Hazatérés, Pókember: Idegenben, Pókember: Nincs hazaút, Spider-Man: Brand New Day                                                                                           |
| | | |
| Eugene "Flash" Thompson | Tony Revolori | Rada Bálint |
| A Midtown School of Science and Technology diákja. Gyakran kínozza Peter Parkert, de csodálja Pókembert, nem tudván, hogy a kettő ugyanaz a személy. A 2018-as évben a pittyenés áldozata. Feltámadása után, 2024-ben részt vesz egy európai utazáson, és közösségi médiaszemélyiséggé válik, követőivel, akiket "Flash Mob"-nak nevez. Az utazás után Flash nehéz otthoni életére utalnak, mivel az apja beteg, az anyja pedig távolságtartó, mivel inkább egy sofőrt küldött érte a reptérre, minthogy ő maga tegye meg. Röviddel az utazás után megtudja, hogy Parker Pókember, amikor Quentin Beck felfedi ezt a világ előtt, és a támogatói közé tartozik, miután Parkert Beck meggyilkolásával gyanúsítják, látszólag írt egy könyvet "Flashpoint" címmel, amelyben leírja az ő és Parker "barátságát". Hamarosan felveszik az MIT-re, és később Parker-t az MIT egyik adminisztrátorához irányítja, hogy az utóbbi segítsen Ned Leedsnek és Michelle Jonesnak második esélyt szerezni a bejutáshoz.                                                                              | | |
| Szerepei: | Pókember: Hazatérés, Pókember: Idegenben, Peter's To Do List, The Daily Bugle, Pókember: Nincs hazaút                                                                                 | Pókember: Hazatérés, Pókember: Idegenben, Peter's To Do List, The Daily Bugle, Pókember: Nincs hazaút                                                                                 |
| | | |
| Elizabeth "Betty" Brant | Angourie Rice | Kardos Eszter |
| A Midtown School of Science and Technology diákja. Liz Allan legjobb barátnője, és az iskola híradójának házigazdája Jason Ionello mellett, aki állítólag viszonzatlanul belezúgott a lányba. 2018-ban a pittyenés áldozatává válik. Feltámadása után, 2024-ben rövid kapcsolatot létesít Ned Leedsszel Európában, és a szakítás után is fenntartja a barátságot. Munkát vállal a Hírharsonánál. | | |
| Szerepei: | Pókember: Hazatérés, Pókember: Idegenben, The Daily Bugle, Pókember: Nincs hazaút | Pókember: Hazatérés, Pókember: Idegenben, The Daily Bugle, Pókember: Nincs hazaút |
| | | |
| Roger Harrington | Martin Starr | Rajkai Zoltán |
| A Midtown School of Science and Technology természettudományi tanára. 2011-ben, a Culver Egyetem hallgatójaként Bruce Bannernek hozzáférést biztosít a számítógépekhez egy kis pizzáért cserébe. A diploma megszerzése után New Yorkba költözik, ahol tanárként és a Midtown School of Science and Technology Academic Decathlon csapatának edzőjeként tevékenykedik. 2024-ben kísérőként részt vesz az iskola által támogatott európai kiránduláson, de azt Quentin Beck tönkreteszi. Egykori diákjai között van Peter Parker, Flash Thompson, Michelle Jones, Ned Leeds és Betty Brant. | | |
| Szerepei: | A hihetetlen Hulk, Pókember: Hazatérés, Pókember: Idegenben, Pókember: Nincs hazaút                                                                                                   | A hihetetlen Hulk, Pókember: Hazatérés, Pókember: Idegenben, Pókember: Nincs hazaút                                                                                                   |
| | | |
| Rengető (Jackson Brice) | Logan Marshall-Green | Pál András |
| Adrian Toomes bűnözői vállalkozásának tagja, aki Brock Rumlow vibrációs robbanásokat kibocsátó kesztyűjének módosított változatát viseli, és "Rengetőnek" nevezi magát. Miután egy Aaron Davisszel kötött fegyverüzlet felkeltette Pókember figyelmét, Toomes kirúgja őt meggondolatlansága miatt, amire Brice azzal fenyegetőzik, hogy leleplezi az akciójukat. Válaszul Toomes Phineas Mason egyik fegyverét lövi ki Brice-ra, hogy megfélemlítse, de helyette véletlenül felbomlasztja őt. Ezt követően Toomes átadja a vibrátoros kesztyűjét és a "Rengető" címet társának, Herman Schultznak. | | |
| Szerepei: | Pókember: Hazatérés | Pókember: Hazatérés |
| | | |
| Phineas Mason | Michael Chernus | Rába Roland |
| Fegyverkészítő és egy mentőcég tagja Adrian Toomes, Herman Schultz és Jackson Brice mellett. Amikor a Kárelhárítási Hivatal miatt a mentőcég tönkremegy, Mason segít Toomesnak ellopni a Bosszúállók csatáiból megmaradt technológiát, és fejlett fegyvereket építeni belőle, például Toomes repülőruháját és Brock Rumlow vibrációs robbanásokat kibocsátó kesztyűjének módosított változatát. Pókember legyőzte és a hatóságok letartóztatták. | | |
| Szerepei: | Pókember: Hazatérés | Pókember: Hazatérés |
| | | |
| Rengető (Herman Schultz) | Bokeem Woodbine | Bognár Tamás |
| Egykori mentőmunkás és hivatásos bűnöző. Amikor Jackson Brice-t megölik, Schultz magára ölti a Rengető köpenyét és kesztyűjét, majd felkutat egy Pókember által visszaszerzett fegyvert, és segít egy fegyverüzletben a Staten Island Ferry fedélzetén. Az üzletet az FBI és Pókember csapdába csalja, de Schultznak és Toomesnak sikerül elmenekülnie. Amikor a csapat az utolsó rablást hajtja végre a Bosszúállók fegyvereit szállító teherszállító repülőgépen, Schultz feladata, hogy megakadályozza Pókember közbelépését; az előbbi kezdetben legyőzi a hálóforgatót, amíg Ned Leeds meg nem zavarja, így Pókember fel tudja hálózni Schultzot egy buszra. | | |
| Szerepei: | Pókember: Hazatérés | Pókember: Hazatérés |
| | | |
| Ragadozó (Aaron Davis) | Donald Glover | Ember Márk |
| Erkölcsi érzékkel rendelkező kisstílű bűnöző. Megpróbál high-tech lőfegyvereket vásárolni Herman Schultz-tól és Jackson Brice-tól, de Pókember megzavarja. A hős később szembeszáll Davisszel, az autójához pókhálózza, és Adrian Toomes terveiről faggatja. Davis információt ad egy korábbi ismerősével, Mac Gargannal kötött adásvételről, és bevallja, hogy az unokaöccse, Miles védelmében akarja távol tartani a fegyvereket az utcáktól. | | |
| Szerepei: | Pókember: Hazatérés, Pókember: A pókverzumon át (n) | Pókember: Hazatérés, Pókember: A pókverzumon át (n) |
| | | |
| MacDonald "Mac" Gargan | Michael Mando | Horváth Illés |
| Hivatásos bűnöző és Adrian Toomes egyik potenciális vevője. A Pókemberrel való találkozás után Gargan-t letartóztatja az FBI, és bosszút esküszik, új szövetségeseket keres, hogy segítsenek neki megölni Pókembert. A börtönben bizonyos pletykák alapján megkörnyékezi Toomest, és meg akarja ismerni Pókember kilétét, hogy személyes számláit rendezze. Toomes azonban tagadja, hogy tudna róla. | | |
| Szerepei: | Pókember: Hazatérés, Spider-Man: Brand New Day | Pókember: Hazatérés, Spider-Man: Brand New Day |
| | | |
| Mysterio (Quentin Beck) | Jake Gyllenhaal | Mészáros Béla |
| Tony Stark egykori munkatársa, aki hipermodern hologramtechnológiát fejlesztett ki, ám Stark kirúgta őt labilis elmeállapota miatt. Beck bosszút esküszik, és Stark halálát követően érzi úgy, hogy eljött az ő ideje. Munkatársai és egy csapat drón segítségével olyan hologramtechnikát hoz létre, amellyel valósághűen szimulálja az Elementálokat és azok pusztítását, majd látszólag legyőzi a szörnyeket, így hősként ünneplik őt, Nick Fury bizalmát is elnyeri. Két közös és "sikeres" akciót követően az illuzionista Beck Peter Parker bizalmába is beférkőzik, aki átadja neki a Stark által ráhagyott E.D.I.T.H. szemüveget, hozzáférést nyitva Beck számára a bolygóvédelmi rendszerhez. Peter később rájön Beck valódi énjére, és még éppen időben megakadályozza, hogy a férfi elpusztítsa London városát és egyúttal a barátait. Beck részben önhibájából meghal, ám halála után is hatással van Parker életére: egy korábban felvett és meghamisított videóval Peterre keni az Elementálok pusztítását, valamint leleplezi valódi énjét a nagy nyilvánosság számára.  | | |
| Szerepei: | Pókember: Idegenben, Pókember: Nincs hazaút (v) | Pókember: Idegenben, Pókember: Nincs hazaút (v) |

### Doctor Strange-hez köthető személyek
| Szereplő (Polgári név) | Színész | Magyar hang |
| --- | --- | --- |
| Wong | Benedict Wong | Hajdu Steve |
| A Kamar-Taj szentély egyik mestere, akit elődje halálát követően (akit az áruló Kaecilius mester és tanítványai ölnek meg) kineveznek a Kamar-Taj könyvtárosának, és ezzel a tiltott tanok védelmezőjének. Ő segíti Doctor Strange-t a tanulmányai során. Később, Kaecilius és Dormmammu legyőzése után Wong csatlakozik Strange-hez a New York-i szentély őrzőjeként, és itt tartózkodik Thanos csapatának érkezésekor is. Strange pittyenése miatt ő lesz az legfőbb varázsló. | | |
| Szerepei: | Doctor Strange, Bosszúállók: Végtelen háború, Bosszúállók: Végjáték, Shang-Chi és a tíz gyűrű legendája, Pókember: Nincs hazaút, Doctor Strange az őrület multiverzumában, Amazon: Ügyvéd, Bosszúállók: Ítéletnap | Doctor Strange, Bosszúállók: Végtelen háború, Bosszúállók: Végjáték, Shang-Chi és a tíz gyűrű legendája, Pókember: Nincs hazaút, Doctor Strange az őrület multiverzumában, Amazon: Ügyvéd, Bosszúállók: Ítéletnap |
| | | |
| Karl Mordo | Chiwetel Ejiofor | Király Attila |
| A titkos tanok egyik nagymestere, az Ősmágus segédje, aki új tanoncokat keres a Kamar-Tajba, akiket később kiképezhet. Így találkozik a segítséget kereső Dr. Strange-dzsel is, akinek a képzésében is részt vesz. Később segít neki legyőzni Kaecilius mestert, ám ezalatt megtudja hogy az Ősmágus is a Sötét Dimenzióból nyerte az erejét, amely minden mágus számára tiltott. Mordo mélységesen csalódik mesterében és a rendben, ezért Dormammu legyőzése után hátat fordít a rendnek és külön utakra lép, hogy a mágusokat megfossza az erejüktől, ezáltal újra elhozva az egyensúlyt.A 838-as földön ő a legfőbb varázsló és az Illuminátus tagja.                | | |
| Szerepei: | Doctor Strange, Doctor Strange az őrület multiverzumában | Doctor Strange, Doctor Strange az őrület multiverzumában |
| | | |
| Ősmágus | Tilda Swinton | Kiss Eszter |
| A titkos tanok rendjének legfőbb vezetője, egy többszáz éves kelta származású varázsló, aki a Kamar-Taj vezetőjeként is szolgál. Évszázadokon át ő védte meg a Földet a kívülről érkező veszélyektől (mint kiderül azáltal, hogy a Sötét Dimenzióból merít erőt), és életét mások megsegítésének és kitanításának szentelte. Később egy tanítványa, Kaecilius mester elárulja őt és a rendet. Az ellenük zajló küzdelem idején megérkezik a Kamar-Tajba Doctor Strange, aki elegendő tudásra szert téve képes lesz szembeszállni az árulókkal. Az Ősmágus a New York-i küzdelem során halálosan megsebesül, és hiába Strange és Dr. Palmer igyekezete, végül meg is hal. | | |
| Szerepei: | Doctor Strange, Bosszúállók: Végjáték | Doctor Strange, Bosszúállók: Végjáték |
| | | |
| Christine Palmer | Rachel McAdams | Ruttkay Laura |
| Sebészorvos, Doctor Strange kollégája és korábbi barátnője. Strange egoista személyisége a kapcsolatuk végéhez vezetett, de továbbra is barátok maradtak. Ő segít Stephennek felépülni a balesete után, de megszakítja vele a kapcsolatot a férfi viselkedése miatt. Amikor Strange visszatér a Kamar-Tajból, életveszélyes sérüléseket szerez a Kaecilius-szal és követőivel folytatott harc során, és Palmer menti meg az életét a műtőasztalon. Később az Ősmágust is megpróbálják megmenteni, de nála már nem járnak sikerrel. Később feleségül megy egy kollégájához.A 838-as Földön élő variánsa segít Strange-nek hazajutni az ő univerzumába.                    | | |
| Szerepei: | Doctor Strange, Doctor Strange az őrület multiverzumában | Doctor Strange, Doctor Strange az őrület multiverzumában |
| | | |
| Nicodemus West | Michael Stuhlbarg | Czvetkó Sándor (Dr. Strange), Forgács Péter (Őrület multiverzumában) |
| Strange kollégája, és korábbi riválisa. Ő is a csettintés áldozata, majd öt év múlva visszatért a pittyenés során. | | |
| Szerepei: | Doctor Strange, Doctor Strange az őrület multiverzumában | Doctor Strange, Doctor Strange az őrület multiverzumában |
| | | |
| Kaecilius mester | Mads Mikkelsen | Rába Roland |
| A titkos tanok rendjének egykori növendéke és később mestere, aki elárulta rendjét, miután úgy hitte, az Ősmágus nem engedi, hogy más dimenziók a Földre jöhessenek, ezáltal pedig meggátolja őt abban, hogy újra láthassa elhunyt fiát és feleségét. Kaecilius lepaktált a Sötét Dimenziót uraló Dormammuval, saját követőket toborzott, és ellopta a titkos tanokat a Kamar-Tajból, hogy ezáltal a Földre hozhassa Dormammut. Törekdvésében azonban az utolsó pillanatban Doctor Strange akadályozza meg, aki sikeresen alkut köt Dormammuval, Kaecilius pedig örök időkre a Sötét Dimenzió foglya lesz, így nyerve el áhított halhatatlanságát.                       | | |
| Szerepei: | Doctor Strange | Doctor Strange |
| | | |
| Dormammu | Benedict Cumberbatch (hang) | Zöld Csaba |
| Egy nagy hatalmú interdimenzionális lény, a Sötét Dimenzió ura, aki világokat kebelez be, miközben követőinek halhatatlanságot ígér. Kaecilius lepaktál vele, és segít neki a Földre jönni, ám az utolsó pillanatban Doctor Strange az Időkő segítségével időhurokba zárja őt, így újra és újra átéli ugyanazt a pillanatot. Dormammu egy idő után beleőrül ebbe, és alkut köt Strange-dzsel, hogy elhagyja a Földet és magához ragadja követőit, amennyiben Strange feloldja az időhurkot. | | |
| Szerepei: | Doctor Strange | Doctor Strange |
| | | |
| America Chavez | Xochitl Gomez | Koller Virág |
| Tinédzser, aki képes a multiverzum dimenziói és univerzumai között utazni a csillag alakú ajtók kinyitásával. Miután Stephen Strange-el együtt beutazta a multiverzumot, és segített eltávolítani a Sötét Kapocs befolyását Wanda Maximoff felett, úgy dönt, hogy a Föld-616-on marad, és Wong tanítványa alatt Kamar-Tajban tanulja a misztikus művészeteket. | | |
| Szerepei: | Doctor Strange az őrület multiverzumában, Bosszúállók: Ítéletnap | Doctor Strange az őrület multiverzumában, Bosszúállók: Ítéletnap |
| | | |
| Clea | Charlize Theron | Ligeti Kovács Judit |
| Varázslónő a Sötét Dimenzióból. 2024-ben a Földre érkezik, hogy Stephen Strange segítségét kérje. | | |
| Szerepei: | Doctor Strange az őrület multiverzumában | Doctor Strange az őrület multiverzumában |

### Wakanda
Wakanda egy fiktív afrikai ország a Marvel-moziuniverzumban, amely az egyetlen hely ahol a Föld legértékesebb fémje, a vibránium megtalálható (Amerika Kapitány pajzsa is ebből a fémből készült). Ennek köszönhetően az ország meglehetősen fejlett, ám békéjük és függetlenségük megőrzése érdekében a külvilág előtt szegény, elmaradott országként mutatkoznak.
| Szereplő (Polgári név) | Színész | Magyar hang |
| --- | --- | --- |
| T'Chaka király | John Kani (idős), Atandwa Kani (fiatalon)                                                                                 | Papp János, Schmied Zoltán (fiatalon)                                                                                     |
| Wakanda királya, aki még fiatalon megörökli a trónt és vele a Fekete Párduc, Wakanda védelmezőjének szerepét is. Uralkodása idején Ulysses Klaue ellopja Wakandából a vibránium egy részét, mint kiderül azért, mert T'Chaka öccse, N'Jobu segített neki. T'Chaka önvédelemből végez öccsével, majd magára hagyja annak elárvult fiát. Sok évvel később egy, a Szokóviai egyezmény aláírására megrendezett ENSZ-konferencián felrobbanó pokolgép végez vele, amelyet Helmut Zemo robbant fel. A trónon fia, T'Challa követi őt, akivel utoljára találkozik az Ősök Síkján. | | |
| Szerepei: | Amerika Kapitány: Polgárháború, Fekete Párduc                                                                             | Amerika Kapitány: Polgárháború, Fekete Párduc                                                                             |
| | | |
| N'Jobu | Sterling K. Brown | Szabó Máté |
| T'Chaka király öccse, aki elárulja saját népét és segít Ulysses Klaue-nak vibrániumot lopni Wakandából, mindezt azért, hogy segítsen az elnyomott feketéken a világban. Amikor bátyjának beépített embere, Zuri rájön erre, értesíti a királyt, aki szembesíti N'Jobu-t tettével. A kétségbeesett férfi megpróbálja megölni Zurit, ám bátyja végez vele mielőtt megtehetné. Fia, Erik magára marad, és évekkel később bosszút esküszik apjáért. | | |
| Szerepei: | Fekete Párduc | Fekete Párduc |
| | | |
| Koncoló (Erik Stevens) | Michael B. Jordan, Seth Carr (fiatalon)                                                                                   | Ember Márk |
| N'Jobu fia, N'Jadaka, aki felnőve bosszúra szomjazik apja halála miatt. Évekig szolgál az amerikai különleges alakulatoknál, ahol ráragad a "Koncoló" becenév. Szövetkezik Ulysses Klaue-val, hogy kihasználva őt eljuthasson Wakandába, majd saját kezűleg öli őt meg. Wakandában kihívja párbajra T'Challa királyt, és legyőzi őt, látszólag végezve vele. Átveszi az uralmat, és nekilát terve megvalósításához: fel kívánja szabadítani a világszerte elnyomás alatt álló feketéket (ezért az ügyért harcolt apja is), ezt pedig úgy érheti el, ha wakandai csúcstechnológiájú fegyvereket ad a kezükbe. Mielőtt azonban sikerrel járna, T'Challa visszatér és még egyszer megküzd vele, ezúttal pedig le is győzi őt, N'Jadaka pedig (bár meg lehetne menteni a wakandai orvostudomány segítségével) saját döntése nyomán belehal sérüléseibe. Halála után találkozik az Ősök Síkján Shurival. | | |
| Szerepei: | Fekete Párduc, Fekete Párduc 2., Wakanda szemei (v)                                                                       | Fekete Párduc, Fekete Párduc 2., Wakanda szemei (v)                                                                       |
| | | |
| Zuri | Forest Whitaker Denzel Whitaker (fiatalon)                                                                                | Gesztesi Károly |
| Wakandai sámán és T'Chaka király bizalmasa, aki felfedte a király előtt annak öccse, N'Jobu árulását. Az eset és N'Jobu halálának körülményei kettejük titka maradt, Zuri pedig sámánként szolgálja tovább Wakandát, aki az új király, T'Challa koronázási ceremóniáját is vezényli. Amikor Erik visszatér Wakandába és követeli a trónt, Zuri megszervezi kettejük párbaját, ám amikor kísérletet tesz rá hogy megmentse királyát, és bevallja hogy részben ő a felelős apjának haláláért, Erik végez vele. | | |
| Szerepei: | Fekete Párduc | Fekete Párduc |
| | | |
| Ramonda | Angela Bassett | Radó Denise |
| Wakanda királynéja, T'Chaka király felesége, T'Challa és Shuri édesanyja. Támogatja fia királlyá koronázását férje halála után, ám később száműzetésbe kényszerül, amikor Erik Stevens átveszi az uralmat Wakanda fölött. A csettintés túlélője, majd a pittyenés után újra egyesül gyermekeivelel. A Namor elleni harc során meghal. | | |
| Szerepei: | Fekete Párduc, Bosszúállók: Végjáték, Fekete Párduc 2.                                                                    | Fekete Párduc, Bosszúállók: Végjáték, Fekete Párduc 2.                                                                    |
| | | |
| Okoye | Danai Gurira | Bognár Gyöngyvér Varga Klári (Fekete Párduc 2.)                                                                           |
| A wakandai női különleges alakulat, a Dora Milaje tábornoka és a fegyveres erők vezetője. Segít új királyának levadászni Ulysses Klaue-t, ám mivel minden körülmények között hű a trónhoz, így bár nem szívesen, de Stevens mellé áll amikor az legyőzi T'Challát. Később mégis megszegi esküjét és Stevens ellen fordul a harcban, amelynek végén ismét T'Challa ül vissza a trónra. Később Okoye is részt vesz seregeivel a wakandai csatában Thanos erői ellen, egyike a csettintés túlélőinek. | | |
| Szerepei: | Fekete Párduc, Bosszúállók: Végtelen háború, Bosszúállók: Végjáték, Fekete Párduc 2.                                      | Fekete Párduc, Bosszúállók: Végtelen háború, Bosszúállók: Végjáték, Fekete Párduc 2.                                      |
| | | |
| Nakia | Lupita Nyong’o | Trokán Nóra |
| Wakandai kém és T'Challa korábbi barátnője, aki a világ számos pontján teljesített küldetéseket, és a látottak hatására szorgalmazza, hogy Wakanda tárulkozzon ki a világnak és segítse az embereket tudásával és technológiájával. Részt vesz T'Challa oldalán Klaue elfogásában, hazatérése után azonban T'Challa rokonaival együtt száműzetésbe kényszerül. Miután visszaszerzi a trónt, T'Challa úgy dönt eleget tesz Nakia kérésének és véget vet Wakanda zárkózottságának, Nakiát pedig megteszi az emberi erőforrások vezetőjévé. T'Challa halála után kiderül, hogy van egy gyerek tőle. | | |
| Szerepei: | Fekete Párduc, Fekete Párduc 2.                                                                                           | Fekete Párduc, Fekete Párduc 2.                                                                                           |
| | | |
| W'Kabi | Daniel Kaluuya | Szatory Dávid |
| A wakandai törzsek biztonsági főnöke, Okoye partnere és T'Challa jó barátja, aki bosszúra szomjazik Ulysses Klaue Wakanda ellen elkövetett rémtette miatt. Amikor T'Challa és társai akciója kudarcot vall és nem sikerül elfogni a terroristát, W'Kabi az újonnan érkezett Erik Stevens mellé áll csapataival, később pedig harcba is szállnak T'Challával, míg végül kénytelen megadnia magát. | | |
| Szerepei: | Fekete Párduc | Fekete Párduc |
| | | |
| M'Baku | Winston Duke | Orosz Ákos |
| A hegyvidéken élő Djabari törzs vezetője, akik a többi wakandai törzstől elzárkózva élnek, mert nem értenek egyet azok politikájával. M'Baku párbajra hívja T'Challát annak királlyá koronázása előtt, ám alulmarad vele szemben. Később az ő halászai találják meg a haldokló T'Challa testét (miután Erik Stevens legyőzte és a vízesésbe dobta), és megmentik őt. M'Baku eleinte nem hajlandó segíteni a Stevens elleni harcban, ám látva hogy mi forog kockán végül mégis egyesíti erőit T'Challa támogatóival, és sikeresen felülkerekednek ellenfeleiken. M'Baku később seregeivel részt vesz a Thanos elleni wakandai csatában, egyike a kevés túlélőnek. Miután Shuri lemond a trónról ő lesz Vakanda királya. | | |
| Szerepei: | Fekete Párduc, Bosszúállók: Végtelen háború, Bosszúállók: Végjáték, Fekete Párduc 2., Bosszúállók: Ítéletnap              | Fekete Párduc, Bosszúállók: Végtelen háború, Bosszúállók: Végjáték, Fekete Párduc 2., Bosszúállók: Ítéletnap              |
| | | |
| Fekete Párduc (Shuri) | Letitia Wright | Törőcsik Franciska |
| Wakanda hercegnője, T'Challa testvére, Ramonda és T'Chaka lánya. Korát meghazudtoló intelligenciával rendelkezik, ő vezeti a wakandai technológiai részleget, amely ultramodern eszközöket készít. Ő tervezi meg bátyja Fekete Párduc-öltözékét is. Távirányítású technológia segítségével segít Ulysses Klaue elfogásában is, majd ő gyógyítja meg a súlyosan sérült Ross ügynököt. Mindenben családja mellett áll, Erik Stevens uralma idején anyjával száműzetésbe vonulnak, majd fivére felépülését követően sikeresen legyőzik a trónbitorló Stevenst. Thanos támadása idején Shuri feladata lenne az Elmekő kioperálása Vízió fejéből, ám ebben nem jár sikerrel. Később meghal Thanos csettintésében, feltámasztását követően részt vesz a Thanos seregei elleni harcban. A bátyja halála után ő lesz a Fekete Párduc.                                                                       | | |
| Szerepei: | Fekete Párduc, Bosszúállók: Végtelen háború, Bosszúállók: Végjáték, Fekete Párduc 2., Vasszív (v), Bosszúállók: Ítéletnap | Fekete Párduc, Bosszúállók: Végtelen háború, Bosszúállók: Végjáték, Fekete Párduc 2., Vasszív (v), Bosszúállók: Ítéletnap |
| | | |
| Ayo | Florence Kasumba | Pikali Gerda (Sólyom és a Tél Katonája), Varga Lili (Fekete Párduc 2.)                                                    |
| A Dora Milaje biztonsági főnöke, Okoye jobbkeze, Aneka barátnője. T'Challa király személyi testőreként szolgál több alkalommal (köztük a berlini ENSZ-konferencia során is), illetve harcol embereivel Thanos csapatai ellen a wakandai csatában, majd később a talokaniak ellen is. | | |
| Szerepei: | Amerika Kapitány: Polgárháború, Fekete Párduc, Bosszúállók: Végtelen háború, A Sólyom és a Tél Katonája, Fekete Párduc 2. | Amerika Kapitány: Polgárháború, Fekete Párduc, Bosszúállók: Végtelen háború, A Sólyom és a Tél Katonája, Fekete Párduc 2. |
| | | |
| Everett K. Ross | Martin Freeman | Görög László |
| A CIA ügynöke, aki a Bosszúállók felügyeletéért felelős a Szokóviai egyezmény aláírását követően, valamint ő tartóztatja le Helmut Zemot, miután a Bosszúállók elfogják. Később Ross feladata, hogy vibrániumot vásároljon Ulysses Klaue-tól, amely ügylet során útjai keresztezik T'Challa király útjait. Erik Stevens halálosan megsebesíti, így Wakandába szállítják, ahol meggyógyítják. Ezután segít újdonsült szövetségeseinek meggátolni, hogy Stevens kijuttassa a wakandai fegyvereket az országból. 2025-ben segít Shuriéknak megtalálni Ririt. Egy darabig Oroszországban tartották fogva a Skrullok. | | |
| Szerepei: | Amerika Kapitány: Polgárháború, Fekete Párduc, Fekete Párduc 2., Titkos invázió                                           | Amerika Kapitány: Polgárháború, Fekete Párduc, Fekete Párduc 2., Titkos invázió                                           |
| | | |
| Ulysses Klaue | Andy Serkis | Szabó Győző |
| Nemzetközi bűnöző, az egyetlen ember akinek valaha sikerült vibrániumot lopni Wakandából, akciója pedig számos wakandai életét követelte. Szerzeményével a feketepiacon kereskedik, fegyverügyletei révén Tony Starkkal is kapcsolatba kerül. Amikor Ultron színre lép, Klaue az összes vibrániumot eladja neki, ám így is elveszíti a karját, amelyet egy fejlett fegyveres protézissel pótol. Később szövetkezik Erik Stevens-szel annak reményében hogy további vibrániumhoz jut, míg végül a Fekete Párduc és a CIA emberei elkapják Dél-Koreában. Habár Stevens kiszabadítja, később elárulja és megöli Klaue-t, holttestét átadva a wakandaiaknak pedig sikeresen bejut az országba és átveszi a hatalmat. | | |
| Szerepei: | Bosszúállók: Ultron kora, Fekete Párduc                                                                                   | Bosszúállók: Ultron kora, Fekete Párduc                                                                                   |
| | | |
| Aneka | Michaela Coel | Ágoston Katalin |
| Wakandai harcos és a Dora Milaje tagja. Aneka később Okoye-val együtt felveszi az Éjféli Angyalok köpenyét. Aneka emellett romantikus kapcsolatban áll Ayóval. | | |
| Szerepei: | Fekete Párduc 2. | Fekete Párduc 2. |
| | | |
| Vasszív (Riri Williams) | Dominique Thorne | Ladányi Júlia |
| MIT diák és zseniális chicagói feltaláló, aki olyan páncélt készít, amely vetekszik a Tony Stark által épített páncéllal, és akinek vibránium detektorát ellopja a CIA, ami miatt Talokan és Wakanda vadászik rá. Emiatt segít a Wakandaiaknak a Talokan elleni háborúban. Miután az MIT kirúgja őt, beáll a Csuklya bűnbandájába, majd később a Csuklya tevékenységei ellen fordul, majd sikeresen le is győzi őt. Ezután alkut köt a démon Mephistoval, aki visszahozza halott legjobb barátnőjét, Natalie-t. | | |
| Szerepei: | Fekete Párduc 2., Vasszív                                                                                                 | Fekete Párduc 2., Vasszív                                                                                                 |
| | | |
| Namor | Tenoch Huerta | Lukács Dániel |
| Talokan uralkodója. Mutáns. | | |
| Szerepei: | Fekete Párduc 2., Bosszúállók: Ítéletnap                                                                                  | Fekete Párduc 2., Bosszúállók: Ítéletnap                                                                                  |
| | | |
| Attuma | Alex Livinalli | Eredeti hang |
| Talokani harcos. | | |
| Szerepei: | Fekete Párduc 2., Bosszúállók: Ítéletnap                                                                                  | Fekete Párduc 2., Bosszúállók: Ítéletnap                                                                                  |

### Scott Langhez köthető személyek
| Szereplő (Polgári név) | Színész                                                                                               | Magyar hang                                                                                 |
| --- | --- | ------------------------------------------------------------------------------------------- |
| Luis | Michael Peña                                                                                          | Csőre Gábor                                                                                 |
| Scott Lang jóbarátja és korábbi cellatársa, aki két további barátjával, a sofőr Dave-vel és a hacker Kurttel közösen tervezik kirabolni Hank Pym házát. Később mindhárman segítenek Scottnak a Fullánk elleni harc során, majd felhagynak bűnöző életmódjukkal, és közösen biztonságtechnikai céget alapítanak. Luis később segít Scottnak és Hopenak a Szellem és Sonny Burch elől megvédeni a mobil laboratóriumot. | |                                                                                             |
| Szerepei: | A Hangya, A Hangya és a Darázs                                                                        | A Hangya, A Hangya és a Darázs                                                              |
| | |                                                                                             |
| Dave | T.I.                                                                                                  | Makranczi Zalán                                                                             |
| Luis barátja, nagydumás menekülő sofőr, aki segít társainak kirabolni Hank Pym házát. Később jó útra térnek, és ők maguk is hőssé válnak, amikor megfékezik Sonny Burch bandáját. | |                                                                                             |
| Szerepei: | A Hangya, A Hangya és a Darázs                                                                        | A Hangya, A Hangya és a Darázs                                                              |
| | |                                                                                             |
| Kurt | David Dastmalchian                                                                                    | Anger Zsolt                                                                                 |
| Luis barátja, orosz származású számítógépes szakember, hacker, aki társai akciója során a számtech vonalért felelős (kamerák, hackelés stb.). Segít kirabolni Hank Pym házát, majd jó útra tér társaival együtt. | |                                                                                             |
| Szerepei: | A Hangya, A Hangya és a Darázs                                                                        | A Hangya, A Hangya és a Darázs                                                              |
| | |                                                                                             |
| Cassie Lang | Abby Ryder Fortson (fiatalon, Hangya 1–2.), Emma Fuhrmann (Végjáték), Kathryn Newton (további filmek) | Dolmány-Bogdányi Korina (Hangya 1–2.), Gulás Fanni (Végjáték), Kádár Kinga (további filmek) |
| Scott Lang és Maggie Lang lánya. Felnéz apjára, és hősként ünnepli őt, habár anyja és nevelőapja nem nézik jó szemmel a bűnös múltú Scott befolyását lányukra. Scott számára azonban Cassie a legfontosabb, és sikerrel megmenti lányát a szadista Darren Cross fogságából. Miután Scott a kvantumvilágban ragad, és csak Thanos csettintése után tér vissza, örömmel veszi tudomásul, hogy Cassie túlélte a csettintést. Miután véletlenül bekerül a kvantumvilágban, apjával és Hope családjával, ő is szuperhős lesz. | |                                                                                             |
| Szerepei: | A Hangya, A Hangya és a Darázs, Bosszúállók: Végjáték, A Hangya és a Darázs: Kvantumánia              | A Hangya, A Hangya és a Darázs, Bosszúállók: Végjáték, A Hangya és a Darázs: Kvantumánia    |
| | |                                                                                             |
| Maggie Lang | Judy Greer                                                                                            | Szalay Marianna (Hangya 1.), Huszárik Kata (Hangya 2.)                                      |
| Scott Lang korábbi felesége, Cassie Lang édesapja. Scott bűnöző életvitele miatt elválik a férfitól, és Jim Paxton rendőrhöz megy feleségül. | |                                                                                             |
| Szerepei: | A Hangya, A Hangya és a Darázs                                                                        | A Hangya, A Hangya és a Darázs                                                              |
| | |                                                                                             |
| Jim Paxton | Bobby Cannavale                                                                                       | Debreczeny Csaba                                                                            |
| Maggie Lang második férje, Cassie Lang nevelőapja. A San Franciscói Rendőrségen dolgozik. Eleinte igen rossz szemmel nézi Scottot, és igyekszik távol tartani tőle Cassiet, ám később rájön a férfi valódi énjére és tanúja lesz hőstetteinek, így a továbbiakban Scott mellé áll, és segít neki mind Darren Cross ellen, mind Scott házi őrizete során. | |                                                                                             |
| Szerepei: | A Hangya, A Hangya és a Darázs, A Hangya és a Darázs: Kvantumánia (v)                                 | A Hangya, A Hangya és a Darázs, A Hangya és a Darázs: Kvantumánia (v)                       |
| | |                                                                                             |
| Fullánk (Darren Cross) / MODOK | Corey Stoll                                                                                           | Pál András                                                                                  |
| Hank Pym egykori protezsáltja a PymTech-nél, aki eltávolítja mentorát a vezetői pozícióból és maga veszi át a cég irányítását. Megszállottan keresi a módját, hogy újra megalkossa és tökéletesítse a Pym-részecskét, miután mentora megtagadta tőle a képlet ismertetését. Célja, hogy a katonaság számára specializált "Fullánk-ruhát" a feketepiacon adja el olyan terrorista sejteknek, mint a HYDRA vagy a Tíz Gyűrű, ezáltal hatalmas vagyonra téve szert. Mielőtt üzletét sikeresen lebonyolíthatná, Scott Lang, Hank Pym és a korábban az asszisztenseként (és egyúttal apja kettős ügynökeként) dolgozó Hope van Dyne szembeszállnak vele. Cross túszul ejti Lang lányát, ám Lang végül sikeresen legyőzi a férfit, aki ezután összezsugorodik és a kvantumvilágban kerül, ahol Kang embere lesz. Végül Kang ellen fordul, aki megöli őt. | |                                                                                             |
| Szerepei: | A Hangya, WHiH Newsfront, A Hangya és a Darázs: Kvantumánia                                           | A Hangya, WHiH Newsfront, A Hangya és a Darázs: Kvantumánia                                 |
| | |                                                                                             |
| Jimmy Woo | Randall Park                                                                                          | Szabó Máté                                                                                  |
| Korábbi S.H.I.E.L.D.-ügynök, aki az FBI ügynöke lesz. Ő felel Scott Lang házi őrizetéért, illetve őt bízzák meg Hope van Dyne és Hank Pym letartóztatásával, miután (tévésen) úgy hiszik, közük volt Amerika Kapitány és társai polgárháborújához a német repülőtéren. Segít a S.W.O.R.D.-nak a Westview-ban történő különös dolgok felkutatásában. Később Scott jó barátjává válik. | |                                                                                             |
| Szerepei: | A Hangya és a Darázs, WandaVízió, A Hangya és a Darázs: Kvantumánia                                   | A Hangya és a Darázs, WandaVízió, A Hangya és a Darázs: Kvantumánia                         |
| | |                                                                                             |
| Bill Foster | Laurence Fishburne, Langston Fishburne (fiatalon)                                                     | Gáti Oszkár                                                                                 |
| Született William Barrett Foster, biokémikus, a S.H.I.E.L.D. korábbi kutatója, aki egy ideig együtt dolgozott Hank Pymmel, mielőtt összekülönböztek, így elváltak útjaik. Egy küldetés során találkozik Ava Starral, akit pártfogásába vesz, és úgy dönt hogy segít neki megtalálni a gyógymódot, még ha ehhez meg is kell károsítania Pyméket. Bizonyos etikai határokat azonban nem hajlandó átlépni, és ezért nem mindig nézi jó szemmel Ava módszereit. | |                                                                                             |
| Szerepei: | A Hangya és a Darázs                                                                                  | A Hangya és a Darázs                                                                        |
| | |                                                                                             |
| Szellem (Ava Starr) | Hannah John-Kamen, RaeLynn Bratten (fiatalon)                                                         | Martinovics Dorina                                                                          |
| Elihas és Catherina Starr lánya, aki az apja (aki maga is kvantumkutató volt, és dolgozott együtt Hank Pymmel és Bill Fosterrel) egyik kísérletét követő balesetben elveszíti szüleit, ő maga pedig súlyos fizikai mutáción esik át: a sugárzás következtében ún. molekuláris instabilitás lép fel nála, melynek következtében sejtjei állandóan szétszakadnak majd egyesülnek. Ennek következtében képes pl. átmenni szilárd akadályokon. A Szellem fedőnevű lány képességeit eleinte a S.H.I.E.L.D. aknázza ki, majd Bill Foster veszi pártfogásába, ám kiderül, hogy Ava egészsége rohamosan romlik. Az egyetlen mód a gyógyulására, ha megszerzi Pymék kvantumalagútját, amelyet azért építettek hogy megtalálják Janet van Dyne-t. Ava több alkalommal megpróbálja ellopni a zsugorítható laboratóriumot, míg végül a sikeresen megmentett Janet sikeresen enyhíti a lány tüneteit. Később Lang és Pymék a kvantumvilágban keresnek számára gyógymódot, ám Thanos csettintése megakadályozza őket a sikerben. Később, miután megtanulta irányítani képességeit, Valentina Allegra De Fontaine-nek dolgozik, ám csatlakozik az antihősökből álló Mennydörgők csapathoz, és legyőzik a Valentina által létrehozott Őrszem nevű szuperember gonosz alteregóját, a Felleget. Majd az ebből megalakuló Új Bosszúállók csapat tagja lesz. | |                                                                                             |
| Szerepei: | A Hangya és a Darázs, Mennydörgők*, Bosszúállók: Ítéletnap                                            | A Hangya és a Darázs, Mennydörgők*, Bosszúállók: Ítéletnap                                  |
| | |                                                                                             |
| Sonny Burch | Walton Goggins                                                                                        | Kaszás Gergő                                                                                |
| Kisstílű bűnöző, aki a feketepiacon kereskedik tiltott technológiákkal, továbbá az FBI egyes korrupt embereivel is kapcsolatban áll. Amikor Hank Pym és Hope van Dyne el akarják készíteni a kvantumkaput, hogy visszahozzák Janet van Dyne-t, kapcsolatba kerülnek Burch-csel, aki azonban rájön mire kellenek az alkatrészek, amiket tőle vásárolnának, így onnantól ő is meg akarja szerezni Hank Pymék laborját, és átveri vevőit. Később azonban embereivel együtt elfogja őt Dave és Kurt, és átadja őket a hatóságoknak. | |                                                                                             |
| Szerepei: | A Hangya és a Darázs                                                                                  | A Hangya és a Darázs                                                                        |
| | |                                                                                             |
| Jentorra | Katy O’Brian                                                                                          | Menczel Andrea                                                                              |
| A szabadságharcosok vezetője a Kvantumbirodalomban. | |                                                                                             |
| Szerepei: | A Hangya és a Darázs: Kvantumánia                                                                     | A Hangya és a Darázs: Kvantumánia                                                           |
| | |                                                                                             |
| Krylar nagyúr | Bill Murray                                                                                           | Harsányi Gábor                                                                              |
| Axia kormányzója. | |                                                                                             |
| Szerepei: | A Hangya és a Darázs: Kvantumánia                                                                     | A Hangya és a Darázs: Kvantumánia                                                           |

### Marvel Kapitányhoz köthető személyek
| Szereplő (Polgári név) | Színész                                                                  | Magyar hang                                                              |
| --- | ------------------------------------------------------------------------ | ------------------------------------------------------------------------ |
| Mar-Vell (Dr. Wendy Lawson) | Annette Bening                                                           | Tóth Enikő                                                               |
| Kree tudós, aki látva mit tesz népe a skrull fajjal, ellenük fordult, és a Földre költözött, ahol Dr. Wendy Lawson álnéven az Amerikai Légierőnél szolgált, ez idő alatt pedig titokban a Tesseract erejének kiaknázásán dolgozott, amelynek segítségével új otthont találhat a skrulloknak. Ő volt többek között Carol Danvers és Maria Rambeau felettese is. Miután a kreek rájöttek Mar-Vell árulására, keresni kezdték, és egy küldetése során találtak rá. Vadászgépét, amelyet Danvers vezetett, lelőtték, később pedig vele is végeztek. Ennek hatására Danvers, mivel nem tudott a Tesseractról, felrobbantotta a kreek által áhított reaktort, ennek következtében megszerezte annak erejét és vált Marvel Kapitánnyá. |                                                                          |                                                                          |
| Szerepei: | Marvel Kapitány                                                          | Marvel Kapitány                                                          |
| |                                                                          |                                                                          |
| Yon-Rogg | Jude Law                                                                 | Dévai Balázs                                                             |
| Kree katona, a Csillagosztag (Starforce) különítmény parancsnoka, Carol Danvers (kree nevén Vers) mentora és felettese. Amikor a kreek rájönnek Mar-Vell árulására, amivel a kreek ellenségein, a skrullokon segít, a Csillagosztagot küldik megölni őt és ellopni a Tesseractra épülő technológiáját. Yon-Roggék végeznek is vele, ám nem számolnak Carol Danvers pilótával, aki feldúltságában felrobbantja a reaktort, nem tudván annak valódi erejéről. Yon-Rogg látva a lány újonnan nyert erejét (valamint hogy amnéziát szenvedett, így nem emlékszik semmire) megsemmisítés helyett magukkal viszi Danverst, és Vers néven belőle is Csillagharcost farag, aki mindannyiuk közül a legkiemelkedőbb lesz. Ám amikor Vers visszajut a Földre, visszanyeri emlékeit, és rájön Yon-Roggék valódi arcára, így ellenük fordul. Miután megszabadul az erejét korlátozó chiptől, könnyedén legyőzi volt mentorát, akit visszaküld a Halára. |                                                                          |                                                                          |
| Szerepei: | Marvel Kapitány, Marvelek (v)                                            | Marvel Kapitány, Marvelek (v)                                            |
| |                                                                          |                                                                          |
| Minn-Erva | Gemma Chan                                                               | Laurinyecz Réka                                                          |
| A Csillagosztag katonája, profi mesterlövész. Agresszív, hideg nő, nem kedvelik egymást Vers-sel. Ő és Yon-Rogg találják meg az áruló Mar-Vellt a Földön, akivel végeznek. Később Vers immár Marvel Kapitányként ellenük fordul, és legyőzve a Legfelsőbb Intelligenciát megszökik előlük. Minn-Erva a nyomába ered, ám Maria Rambeau lelövi őt a vadászgépével, végezve vele. |                                                                          |                                                                          |
| Szerepei: | Marvel Kapitány                                                          | Marvel Kapitány                                                          |
| |                                                                          |                                                                          |
| Maria Rambeau | Lashana Lynch                                                            | Nádasi Veronika                                                          |
| Az Amerikai Légierő kiváló pilótája, Carol Danvers barátja és pilótatársa, egy lánya van, Monica Rambeau. Danvers eltűnését követően abban a hitben élt hat évig, hogy barátnője halott, mielőtt Danvers immáron Marvel Kapitányként ismét felkeresi őt Nick Fury oldalán. Rambeau segít Danversnek, Furynak és Talosnak megtalálni Mar-Vell laboratóriumát valamint egy csapat skrull menekültet. Ő végez Minn-Ervával egy légi párbajban. Lánya, Monica tervezi meg Marvel Kapitány egyenruhájának színeit. Mielőtt meghal rákban Marvel Kapitányra bízza a lányát, azonban a nő elmegy a Földről.A Föld-838-nak nevezett alternatív univerzumban Danvers helyett lett Marvel Kapitány, és az Illuminátus tagja, amíg Wanda Maximoff meg nem öli, aki egy szobrot dobott rá, miután elnyelte az erejét.Egy másik alternatív univerzumban, miután emberfeletti képességekre tett szert, felvette a Gemini nevet, és az X-Men néven ismert mutáns csapat szövetségese lett. Találkozik Monica Rambeau-val, akit az ő valóságában soha nem nevelt fel. |                                                                          |                                                                          |
| Szerepei: | Marvel Kapitány, Doctor Strange az őrület multiverzumában (al), Marvelek | Marvel Kapitány, Doctor Strange az őrület multiverzumában (al), Marvelek |
| |                                                                          |                                                                          |
| Talos | Ben Mendelsohn                                                           | Mihályfi Balázs                                                          |
| Az alakváltó skrull faj képviselője, tábornok, aki korábban együttműködött Mar-Vell-lel népe megmentése érdekében, akiket a kreek az utolsó szálig ki akarnak irtani. Egy akció során csapdába csalják Carol Danverst, mivel a lány dolgozott Mar-Vell-lel, és az emlékeiből információt kívánnak nyerni a Tesseract hajtotta hajtóműről. Danvers azonban sikeresen kiszabadul és a Földre kerül, ahová Talos és csapata követik őt. Sikeresen ráébresztik Danverst arra, ki ő valójában és mit tettek vele a kreek, így elnyerik a támogatását. Mar-Vell titkos laborjában Talos újra találkozik a családjával, és segítenek legyőzni Marvel Kapitánynak a Csillagosztagosokat, majd az ő vezetésével indulnak el új hazát találni. 2024-ben Nick Fury megbízza Talost és feleségét, Sorent, hogy vegyék fel az ő és Maria Hill alakját, amíg Fury a skrullok hajóján piheni ki magát, és segítsenek a Földön Peter Parkernek legyőzni az Elementálokat. Később Gravik megöli a feleségét, majd vele is végez. |                                                                          |                                                                          |
| Szerepei: | Marvel Kapitány, Pókember: Idegenben, Titkos invázió                     | Marvel Kapitány, Pókember: Idegenben, Titkos invázió                     |
| |                                                                          |                                                                          |
| Soren | Sharon Blynn (filmek), Charlotte Baker (sorozat)                         | Eke Angéla                                                               |
| Skrull nő, Talos felesége. Egy lányuk van. A család egyike a kevés skrull túlélőnek, akik új hazát keresnek. Mar-Vell űrbéli laboratóriumában lelnek menedékre, azonban a Csillagosztag rajtuk üt. Marvel Kapitány segítségével megszabadulnak a kree üldözőktől, és elindulnak új hazát keresni. 2024-ben Soren és férje visszatérnek a Földre és Maria Hill és Nick Fury alakját veszik fel, hogy segítsenek Peter Parkernek az Elementálok elleni harcban. Gravik megöli. |                                                                          |                                                                          |
| Szerepei: | Marvel Kapitány, Pókember: Idegenben, Titkos invázió                     | Marvel Kapitány, Pókember: Idegenben, Titkos invázió                     |
| |                                                                          |                                                                          |
| Monica Rambeau | Teyonah Parris, Akira Akbar (fiatalon, Marvel Kapitány)                  | Szabó Emília, Kobela Kíra (fiatalon, Marvel Kapitány)                    |
| Maria Rambeau lánya. Gyermekként Carol Danvers inspirálja, és nagyra tartja őt. Felnőve az édesanyja által alapított S.W.O.R.D. ügynöke lesz. 2018-ban a pittyenés áldozata lett. 2023-ban megtudja, hogy édesanyja három évvel korábban meghalt. Visszatér a S.W.O.R.D.-hoz, és megbízzák egy eltűnt személy ügyének kivizsgálásával Westviewban. Megérkezésekor Wanda Maximoff alternatív valóságába kerül. Amikor azonban eszébe jut a valódi valóság, Maximoff azonnal kiszorítja onnan. Odakint továbbra is segít a S.W.O.R.D.-nak a Westview-i nyomozásban, de miután többször megvédi Maximoffot, a S.W.O.R.D. megbízott igazgatója, Tyler Hayward kirúgja őt a nyomozásból. Miután újra belép a Hexbe, a sejtjei átíródnak, és szuperképességekre tesz szert, így képes elnyelni a golyókat és Maximoff energiakitöréseit. Miután a Hexet legyőzték, összebarátkozik Maximoffal, és minden jót kíván neki, amikor Maximoff elhagyja Westview-t. Ezután a S.A.B.E.R. űrállomásra megy, és Furyval dolgozik. 2026-ban egy ugróponti anomália kivizsgálására küldik, és megtudja, hogy Danvers egy másikat vizsgál. Amikor megérinti, egy kopár bolygóra kerül, és Kree katonák támadják meg. Visszaszállítják az állomásra, és Furyval együtt visszatérnek a Földre Jersey Citybe, hogy találkozzanak Kamala Khannal a szülei házában. Rambeau ott újra találkozik Danversszel, és elmagyarázza neki, hogyan kapott erőt, mielőtt meg kellett volna mentenie Khant az égből. Ezután megküzdenek Dar-Bennel a hajóján, melynek során megszerzi mindkét Kvantumszalagot, és lyukat szakít az univerzumba. Rambeau, akit Khan és Danvers felturbózott, berepül a másik univerzumba, és bezárja a szakadást, mielőtt elájulna. Az X-kastélyban ébred fel, és találkozik Gemini és Bestia alternatív változatával. |                                                                          |                                                                          |
| Szerepei: | Marvel Kapitány, WandaVízió, Marvelek                                    | Marvel Kapitány, WandaVízió, Marvelek                                    |
| |                                                                          |                                                                          |
| Ms. Marvel (Kamala Khan) | Iman Vellani                                                             | Mayer Szonja                                                             |
| Tinédzser Jersey City-ből, aki miután talál egy karperecet emberfeletti képességekre tett szert. Összefonódik az ereje Marvel Kapitánnyal és Monicával, minek hatására helyett cserélnek. Hárman legyőzik Dar-Bent. Majd Nick Fury tabletének segítségével összeszedi az Ifjú Bosszúállókat. |                                                                          |                                                                          |
| Szerepei: | Ms. Marvel, Marvelek                                                     | Ms. Marvel, Marvelek                                                     |
| |                                                                          |                                                                          |
| Dar-Benn | Zawe Ashton                                                              | Pálmai Anna                                                              |
| Forradalmi Kree harcos és a Kree Birodalom vádlója, aki egy hosszú polgárháború után a hazája helyreállításáért harcolt. Marvel Kapitány ellensége. A karperecek ereje megöli őt. |                                                                          |                                                                          |
| Szerepei: | Marvelek                                                                 | Marvelek                                                                 |
| |                                                                          |                                                                          |
| Dro'ge | Gary Lewis                                                               | Harmath Imre                                                             |
| A Tarnaxon található Skrull kolónia vezetője. 2026-ban béketárgyalásokat folytat a Kree-kkel, de Marvel Kapitány megzavarja őket, ami miatt Dar-Benn megtámadja a bolygót. Őt és kolóniáját ezután a Földre viszik. |                                                                          |                                                                          |
| Szerepei: | Marvelek                                                                 | Marvelek                                                                 |

### A galaxis őrzőihez köthető személyek
| Szereplő (Polgári név) | Színész | Magyar hang |
| --- | --- | --- |
| Yondu Udonta | Michael Rooker | Scherer Péter |
| Csillagközi kalóz, aki egy fosztogatócsapat vezetője. Apja kérésére felkutatja a Földön Peter Quillt, hogy leszállítsa neki, ám úgy dönt inkább megtartja és felneveli a fiút. Felnőve Peter elárulja őt, amikor ellopja tőlük az egyik Végtelen Követ tartalmazó gömböt, így Yondu hajtóvadászatot indít utána. Később mégis szövetségre lépnek, mivel Ronan a Vádló a kő birtokába jut és mindannyiuk elpusztításával fenyeget. Habár Quill Ronan legyőzése után becsapja Yondut és nem adja neki oda az igazi követ ahogy ígérte, Yondu nem akar bosszút állni rajta, ezért a legénysége bizalmatlanná válik irányába. Később egy csapat lázadást szít a hajóján, hű embereit megölik, ám végül sikeresen kiszabadul és elmenekül Mordály, Groot és első tisztje, Kraglin segítségével, miután felrobbantja saját hajóját. Yondu rájön, hogy Peter fontos a számára, így segít neki és társainak az Ego elleni harcban, és végül életét adja Quillért. | | |
| Szerepei: | A galaxis őrzői, A galaxis őrzői vol. 2., A galaxis őrzői - Ünnepi különkiadás (v), A galaxis őrzői: 3. rész (l)                                               | A galaxis őrzői, A galaxis őrzői vol. 2., A galaxis őrzői - Ünnepi különkiadás (v), A galaxis őrzői: 3. rész (l)                                               |
| | | |
| Kraglin Obfonteri | Sean Gunn | Szatmári Attila, Ágoston Péter (visszaemlékezés az Ünnepi különkiadásban)                                                                                      |
| Yondu Udonta első tisztje, aki a legénység nagyobb részével ellentétben végig hűséges marad parancsnokához. Habár részben miatta tör ki a Yondu elleni lázadás, Kraglin jóváteszi a hibáját azzal, hogy segít Yondunak és Mordálynak kiszabadulni a hajó tömlöcéből, és leszámolni a lázongókkal. Ezután követi Yonduákat Ego bolygójára, ahol Yondu feláldozza magát Peterért és barátaiért. Ezt követően Kraglint nevezik ki a Fosztogatók parancsnokává, de később az Őrzőkhöz csatlakozik további kalandjaikban. Segít a Thanos elleni földi csatában, ott van Stark temetésén, majd az Őrzőkkel megveszik a Tudásteret. Az Evolúció Mestere legyőzése után a csapat új felállásában. | | |
| Szerepei: | A galaxis őrzői, A galaxis őrzői vol. 2., Bosszúállók: Végjáték, Thor: Szerelem és mennydörgés, A galaxis őrzői – Ünnepi különkiadás, A galaxis őrzői: 3. rész | A galaxis őrzői, A galaxis őrzői vol. 2., Bosszúállók: Végjáték, Thor: Szerelem és mennydörgés, A galaxis őrzői – Ünnepi különkiadás, A galaxis őrzői: 3. rész |
| | | |
| Stakar Ogord | Sylvester Stallone | Gáti Oszkár |
| Fosztogatók klánjának legendás vezetője. Kiszabadítja a gyermek Yondut a rabszolgasorból és felveszi őt fosztogatónak, ám később száműzi őt, mert Yondu megszegi a Fosztogatók szabályait. Miután azonban megtudja, hogy Yondu feláldozta magát Quillért, megbocsát neki, pompás temetést rendez számára, és a tiszteletére újra egyesíti a Fosztogatók szétszóródott klánjait. | | |
| Szerepei: | A galaxis őrzői, A galaxis őrzői vol. 2. | A galaxis őrzői, A galaxis őrzői vol. 2. |
| | | |
| Martinex | Michael Rosenbaum | Barát Attila |
| Stakar Ogord első tisztje, a pluviai faj képviselője. Teste szilíciumizotóp-kristályokból áll. Később meghal. | | |
| Szerepei: | A galaxis őrzői vol. 2., A galaxis őrzői: 3. rész | A galaxis őrzői vol. 2., A galaxis őrzői: 3. rész |
| | | |
| Sokkolóarc | Chris Sullivan | Bognár Tamás |
| Angolul "Taserface". Yondu fosztogatóinak legerőszakosabb (és legbárgyúbb) tagja, aki idétlen beceneve miatt rengeteg poén céltáblája. Sokkolóarc úgy véli, Yondu elpuhult, ezért lázadást szít ellene, börtönbe veti (Kraglinnel, Mordállyal és Groottal együtt), legénysége lojális tagjait pedig megöli. Yondu kiszabadulását követően felrobbantja hajóját, amiben Sokkolóarc is odavész, ám előtte még sikerrel értesíti a Szuveréneket, akik a galaxis őrzőire vadásznak. | | |
| Szerepei: | A galaxis őrzői vol. 2. | A galaxis őrzői vol. 2. |
| | | |
| Ayesha | Elizabeth Debicki | Bertalan Ágnes |
| A Sovereign nevű génmódosított (és ezáltal tökéletesített) nép uralkodónője, aki összetűzésbe keveredik a Galaxis őrzőivel, miután Mordály ellop tőlük több ún. Anulax-elemet. Mivel ez halálos sértés a népére nézve, Ayesha az egész Sovereign flottát utánuk küldi, ám nem sikerül őket elpusztítani. Később felbéreli Yonduéket, hogy kapják el az Őrzőket, de elárulják őt, így ismét kudarcot vall, akárcsak a következő próbálkozásánál. Végül más módszerhez folyamodik: megalkotja Adam Warlockot, aki reményei szerint tökéletes fegyver lesz az Őrzők elpusztítására. Végül az Evolúció Mestere megöli. | | |
| Szerepei: | A galaxis őrzői vol. 2., A galaxis őrzői: 3. rész | A galaxis őrzői vol. 2., A galaxis őrzői: 3. rész |
| | | |
| Ego | Kurt Russell | Dörner György |
| Egy nagy hatalmú istenség, az ún. Égiek (Celesztálok) képviselője, aki egyben Peter Quill vér szerinti apja is. Ego egy egész bolygót hoz létre saját magának, amelyből az erejét meríti, majd kitűzi céljául, hogy elfoglalja az egész galaxist. Bolygóról bolygóra járva gyermekeket nemz az ott lakó idegen lényekkel, abban a reményben hogy azok öröklik a génjeit (mivel tervének megvalósításához szükség van még egy istenségre), majd elraboltatja őket a Fosztogatókkal, ám miután mindegyikben csalódik, egyesével végez velük. Amikor Yondu nem szállítja le neki Peter Quillt, akit a Földön nemzett (és aki képes volt megfogni egy Végtelen Követ anélkül hogy belehalt volna), Ego rájön hogy ő lehet a megfelelő örököse, így saját maga keresi fel fiát. Peter azonban ellenszegül neki, miután megtudja, hogy Ego a felelős anyja haláláért, és társaival, a Galaxis őrzőivel együtt elpusztítják őt, így megmentve sokmilliárd életet. | | |
| Szerepei: | A galaxis őrzői vol. 2. | A galaxis őrzői vol. 2. |
| | | |
| A Gyűjtő (Taneleer Tivan) | Benicio del Toro | Kaszás Gergő, Viczián Ottó (A galaxis őrzői) |
| A galaxis legnagyobb magángyűjtője, akinek kollekciójában mindenféle nem hétköznapi dolog megtalálható: idegen létformák, ősi ereklyék és nagy erejű fegyverek. A Tudástér nevű kolónián él. A Nagymester testvére. Miután Thorék megszerzik az Aethert (nem tudva hogy az egyben egy Végtelen Kő is, a Valóságkő), az asgardiak a Gyűjtőnél helyezik azt biztonságba, aki azonban (Thanoshoz hasonlóan) minél több kő összegyűjtésére pályázik. Hamarosan a második kő is majdnem a birtokába kerül a Galaxis őrzői jóvoltából, ám végül nem sikerül megszereznie, később pedig az egy megmaradt kövéért is eljön Thanos, és elveszi tőle, ám életben hagyja. Évekkel később eladja a Galaxis őrzőinek a Tudásteret. | | |
| Szerepei: | Thor: Sötét világ (s), A galaxis őrzői, Bosszúállók: Végtelen háború                                                                                           | Thor: Sötét világ (s), A galaxis őrzői, Bosszúállók: Végtelen háború                                                                                           |
| | | |
| Carina | Ophelia Lovibond | Dögei Éva |
| A Gyűjtő rabszolgája és segédje, ő vezeti a vendégeket gazdája elé. Egy idő után megunja sorsát, és amikor a Galaxis őrzői elhozzák a Gyűjtőnek a Hatalom Kövét, Carina meglátva annak erejét úgy dönt hogy végez gazdájával, ám a robbanás amelyet előidéz helyette őt öli meg. | | |
| Szerepei: | Thor: Sötét világ (s), A galaxis őrzői | Thor: Sötét világ (s), A galaxis őrzői |
| | | |
| Korath | Djimon Hounsou | Barabás Kiss Zoltán |
| Kree harcos, a Csillagosztag egyik tagja. Őt és csapatát bízzák meg a Tesseract megszerzésével Vers árulása után, ám nem járnak sikerrel. Közel 20 évvel később Korath immáron Ronan a Vádló parancsnoksága alatt dolgozik egy mechanikusan felturbózott katonaként, és ezúttal Thanos parancsára a Hatalom Köve (a "Gömb") nyomában van, ám azt megkaparintja előle Peter Quill. Ronanhez annak Thanos-szal szembeni árulását követően is hű marad, ám életét veszti, miután a Galaxis őrzőivel történő összecsapásban végez vele Drax, a pusztító. | | |
| Szerepei: | A galaxis őrzői, Marvel Kapitány | A galaxis őrzői, Marvel Kapitány |
| | | |
| Legfelsőbb Nova (Irani Rael) | Irani Rael | Menszátor Magdolna |
| A xandari Nova Hadtest főparancsnoka (angolul Nova Prime). A Xandar és a kree faj közti békeszerződést követően a békét elutasító Ronan, a vádló megtámadja Xandart, ám a Nova Hadtest összefog a galaxis őrzőivel (akiket korábban piti bűnöző mivoltuk miatt börtönbe csuktak), és győzedelmeskednek Ronanék fölött, Irani Rael pedig ezután kegyelmben részesíti az őrzőket. | | |
| Szerepei: | A galaxis őrzői | A galaxis őrzői |
| | | |
| Garthan Saal | Peter Serafinowicz | Hirtling István |
| A Nova Hadtest egyik magas rangú és köztiszteletben álló vezetője. Életét veszti, mialatt védeni próbálja otthonát, a Xandart Ronan hadai ellen. | | |
| | | |
| Szerepei: | A galaxis őrzői | A galaxis őrzői |
| | | |
| Rhomann Dey | John C. Reilly | Besenczi Árpád |
| A Nova Hadtest egyik parancsnoka, egyúttal az összekötő a galaxis őrzői és a Xandar között. A Ronan hadai elleni csatát követően előléptetik. Ő szolgáltatja vissza a galaxis őrzői vadászgépét, a Milano-t, valamint ő értesíti őket az amnesztiáról is. | | |
| Szerepei: | A galaxis őrzői | A galaxis őrzői |
| | | |
| Meredith Quill | Laura Haddock | Balsai Móni (A galaxis őrzői), Farkasházi Réka (A galaxis őrzői 2.)                                                                                            |
| Peter Quill anyja és Ego volt szeretője. Találkozik Egóval, belé szeretetet, és teherbe esik a fiukkal. Szereti a popzenét, és Peternek adja a walkmanjét, a zenéivel együtt. Később agydaganatban meghal, nem tudván, hogy a daganatot Ego okozta. | | |
| Szerepei: | A galaxis őrzői, A galaxis őrzői vol. 2. | A galaxis őrzői, A galaxis őrzői vol. 2. |
| | | |
| Howard, a kacsa | Seth Green | Kassai Károly |
| Antropomorf kacsa, aki a Gyűjtő egyik példánya volt, majd a galaxis különböző pontjain van jelen, köztük Contraxián és a Tudástérben is. A Thanos elleni földi csatában is harcolt. | | |
| Szerepei: | A galaxis őrzői, A galaxis őrzői vol. 2., Bosszúállók: Végjáték, A galaxis őrzői: 3. rész                                                                      | A galaxis őrzői, A galaxis őrzői vol. 2., Bosszúállók: Végjáték, A galaxis őrzői: 3. rész                                                                      |
| | | |
| Kozmó | Marija Bakalova | Kereki Anna |
| A Galaxis őrzőinek tagja, aki egy okos kutya, aki pszionikus képességeket fejlesztett ki, miután a Szovjetunió az űrbe küldte. 1966-ban az űrbe küldték, és valamikor később a Gyűjtő találta meg, aki elhozta őt Knowhere-be. 2014-ben szemtanúja lesz a csapat megérkezésének, és túléli az Erő Kő robbanását. 2025-ben újra találkozik a csapattal, és taggá válik, összebarátkozik Mordállyal, és segít nekik újjáépíteni Tudásteret a 2018-as támadás után. Ezután részt vesz a karácsonyi ünnepségükön. 2026-ban, Adam Warlock támadása után Peter Quill őt és Kraglin Obfonterit bízza meg azzal, hogy vigyázzanak Knowhere-re, amíg ő és a többiek elmennek megmenteni a sérült Mordályt. Később az erejét arra használja, hogy megakadályozza, hogy az Evolúció Mestere hajója Knowhere-re zuhanjon, és egy telekinetikus alagutat hoz létre, amely lehetővé teszi a csapat számára, hogy megmentse a fogságba esett állatokat. Miután a többiek elhagyják a csapatot, Mordály és Groot mellett marad a csapat új felállásában, és segít nekik a Kryloron. | | |
| Szerepei: | A galaxis őrzői, A galaxis őrzői vol. 2., A galaxis őrzői – Ünnepi különkiadás, A galaxis őrzői: 3. rész                                                       | A galaxis őrzői, A galaxis őrzői vol. 2., A galaxis őrzői – Ünnepi különkiadás, A galaxis őrzői: 3. rész                                                       |
| | | |
| Evolúció Mestere | Chukwudi Iwuji | Szirtes Balázs |
| Idegen genetikus, aki arra törekedett, hogy az általa alacsonyabb rendűnek tartott életformákat tökéletes fajjá fejlessze. Ő alkotta meg Mordályt, és néhány fajt a galaxisban, köztük a Szuverénekez. Az Őrzők ellensége. | | |
| Szerepei: | A galaxis őrzői: 3. rész | A galaxis őrzői: 3. rész |
| | | |
| Phyla | Kai Zen | Clemann Sánta Zoé |
| Csillaggyermek, az Evolúció Mestere által genetikailag módosított faj tagja. Phyla találkozott a Galaxis őrzőivel, és megszökött a fogságból, csatlakozott az Őrzők új felállásához, amelyet Mordály vezetett. | | |
| Szerepei: | A galaxis őrzői: 3. rész | A galaxis őrzői: 3. rész |
| | | |
| Adam Warlock | Will Poulter | Dér Zsolt |
| Tökéletes uralkodó, akit Ayesha azért hozott létre, hogy segítsen neki elpusztítani a Galaxis Őrzőit, de az Evolúció Mestere miatt gyermeki mentalitással rendelkezik, mivel arra kényszerítette Ayeshát, hogy idő előtt hozza elő Adamot, hogy segítsen neki Mordály elfogásában. Az Ellen-Föld elpusztítása után, amelyben az anyját megölik, Adam Gamora fogságába kerül, később pedig nem sikerül megölnie Quillt. Amikor az Evolúció Mestere hajója felrobban, Adamot Groot megmenti, Drax pedig elmagyarázza, hogy mindenki megérdemel egy második esélyt. Adam ezt követően megmenti Quill életét, és kínosan csatlakozik a csoportos öleléshez, később pedig Mordály vezetésével a Galaxis új Őrzőinek tagja lesz. | | |
| Szerepei: | A galaxis őrzői: 3. rész | A galaxis őrzői: 3. rész |
| | | |
| Lylla | Linda Cardellini | Bognár Anna |
| Vidra, amelyet az Evolúció Mestere genetikailag megnövelt, és kibernetikus végtagokkal rendelkezik. A 89-es Batch tagja volt, Fogas, Padló és Mordály mellett. Azt hitte, hogy megengedik nekik, hogy az Ellen-Földön tartózkodjanak, csakhogy Mordály közölte velük, hogy az Evolúció Mestere mindannyiukat meg akarja ölni. Miután Mordály kiszabadította, az Evolúció Mestere gyorsan megölte. Mordály később volt egy testen kívüli élménye, ahol találkozott Lyllával a Túlvilágon kívül, mivel a nő visszaküldte őt az élők közé, mivel még nem jött el az ő ideje. | | |
| Szerepei: | A galaxis őrzői: 3. rész | A galaxis őrzői: 3. rész |

### Thanos és segítői
| Szereplő (Polgári név) | Színész | Magyar hang |
| --- | --- | --- |
| Thanos | Damion Poitier (Bosszúállók), Josh Brolin (további filmek)                                                          | Kőszegi Ákos |
| Becenevén "az őrült titán". Egy több ezer éves, óriási erejű titán a Titan bolygóról, aki otthona pusztulását követően kitűzte céljául, hogy megteremti az egyensúlyt a galaxisban azáltal, hogy kiirtja a teljes népesség felét, mindezt azért, hogy az univerzum elkerülje a túlnépesedést és ezáltal a teljes pusztulást. Két hatalmas sereget irányít (amelyek közül a chitaurik New Yorkba is eljutnak), amelyekkel bolygóról bolygóra jár, és egyenként mészárolja le a fele lakosságot. Egy ilyen "akciója" során fogadja örökbe Gamorát, akinek a szülei odavesznek a népirtásban, később pedig Nebulát is magához veszi, és mindkettőjüket felneveli, arra kényszerítve őket hogy állandóan küzdjenek egymással, "cserébe" mindkét lánya gyűlöli őt, és több alkalommal megpróbálják megölni. Később Thanos rájön, hogy az egyensúly megteremtésének más, egyszerűbb módja is van: a Végtelen Kövek összegyűjtésével és a Végtelen Kesztyűbe történő behelyezésével egy csettintéssel megfelezheti az univerzum teljes népességét. Eleinte lányait és más követőit/szövetségeseit küldi a kövek után (pl. Lokit vagy Ronant), ám miután azok egytől egyik elbuknak vagy elárulják őt, saját kezébe veszi az irányítást, és maga kezdi el begyűjteni a köveket. A Lélekkő holléte ismeretlen számára, ám Gamorából sikerül kiszednie az információt, majd a Vormirre látogatva feláldozza lányát, hogy megszerezhesse a követ. Ezután személyesen száll harcba a Bosszúállók és a Galaxis őrzői egy részével, akik nem tudják őt legyőzni, mert a már meglévő kövekkel folyamatosan nő az ereje. Az utolsó követ a Földön, Wakandában találja meg (itt csapatai már egy ideje harcban állnak a Bosszúállókkal és Wakanda népével), ahol sikeresen megszerzi azt Vízió homlokából, majd beteljesíti küldetését: a Végtelen Kesztyű egyetlen csettintésével automatikusan megöli az univerzum lakosságának felét. Célja elérését követően békére lel, nyugalomba vonul, ám nemsokára megtalálják a Bosszúállók. Miután kiderül, hogy megsemmisítette a köveket, így tettét nem lehet visszafordítani, Thor dühében lefejezi őt. Thanos története itt nem ér véget. A Bosszúállók 2023-ban rájönnek az időutazás nyitjára, ezért visszautaznak 2014-be, létrehozva egy alternatív idősíkot, hogy Thanos előtt találják meg a hat Végtelen követ. Ebben az idősíkban a még a kövek megszerzése előtt álló Thanos elfogja lánya, Nebula jövőből érkezett, jó útra tért énjét, és rájön, hogy a jövőben hiába járt sikerrel, a Bosszúállók végeztek vele, és az univerzum egyáltalán nem volt hálás tettéért. Haragra gerjedve az "eredeti" idősíkba utazik seregeivel, hogy leszámoljon a Bosszúállókkal, és immáron elpusztítsa a világot, miután eredeti terve nem érte el a kívánt eredményt. Vesztére azonban a Bosszúállók addigra feltámasztották Thanos által meggyilkolt bajtársaikat, és szembeszállnak a titán hadaival. Thanos majdnem ismét megszerzi a Végtelen köveket tartalmazó (immáron Tony Stark által épített) kesztyűt, ám Stark kicselezi őt, és ő hajtja végre a csettintést: Thanos hadai elporladnak, a titán pedig belátja hogy végleg veszített, mielőtt ő is hamuvá lesz. | | |
| Szerepei: | Bosszúállók (s), A galaxis őrzői, Bosszúállók: Ultron kora (s), Bosszúállók: Végtelen háború, Bosszúállók: Végjáték | Bosszúállók (s), A galaxis őrzői, Bosszúállók: Ultron kora (s), Bosszúállók: Végtelen háború, Bosszúállók: Végjáték |
| | | |
| A Másik | Alexis Denisof | Epres Attila (Bosszúállók) Reviczky Gábor (A galaxis őrzői)                                                         |
| Thanos személyi szolgálója, aki összekötőként szolgál Thanos és a Végtelen Kövek után küldött csatlósai között. Ő biztosítja Loki számára a chitauri sereget New York ostrománál, később pedig Ronannal is ő veszi fel a kapcsolatot. Amikor Thanos a Szentélybe (tartózkodási helyére a világűr közepén) rendeli Ronant, parázs vita alakul ki közte és a Másik között, Ronan pedig dühében kalapácsával kitöri a Másik nyakát, megölve őt. Thanost az esemény láthatólag a legkevésbé sem izgatja. | | |
| Szerepei: | Bosszúállók, A galaxis őrzői                                                                                        | Bosszúállók, A galaxis őrzői                                                                                        |
| | | |
| Ronan, a vádló | Lee Pace | Galambos Péter |
| A Kree faj egy radikális képviselője, aki elutasítja a népe és a Xandar népe között köttetett békeszerződést, és bosszúból a xandariak teljes kiirtását tűzi ki céljául. Lepaktál Thanos-szal, aki megbízza őt a az egyik Végtelen Kő, a Hatalom Köve felkutatásával, és segítőnek melléadja lányait, Gamorát és Nebulát, utóbbi pedig odaadóan segíti is őt. Miután Ronan hozzájut a kőhöz, felfedezi annak erejét, és úgy dönt felrúgja Thanosz-szal kötött egyezségét, helyette maga használja fel a követ. Megtámadja Xandart, ám a Galaxis őrzői és a Nova hadtest visszaverik a támadását, majd az Őrzők erőiket egyesítve, immáron a Hatalom Köve erejének segítségével legyőzik Ronant, aki elpusztul. | | |
| Szerepei: | A galaxis őrzői, Marvel Kapitány                                                                                    | A galaxis őrzői, Marvel Kapitány                                                                                    |
| | | |
| Áspis Száj | Tom Vaughan-Lawlor                                                                                                  | Seder Gábor |
| A Fekete Rend nevű négytagú csoport tagja, aki Thanos örökbefogadott gyermekei és egyben leghűségesebb követői. Földönkívüli, nagy erejű létforma, vezetőjük végrehajtója és segítője a Végtelen Kövek összegyűjtésében, valamint különleges képességek birtokosa. Amikor Thanos személyesen indul a Kövek után, a Rend tagjai maguk is célba vesznek egy-egy követ, ám urukkal ellentétben nem járnak sikerrel. Életét veszti az űrben Tony Stark, Peter Parker és Dr. Strange "jóvoltából". Múltbeli verziója harcol a Bosszúállók ellen a földi csatában, ahol Vasember csettintése megöli őt. Múltbeli verziója harcol a Bosszúállók ellen a földi csatában, ahol Vasember csettintése megöli őt. | | |
| Szerepei: | Bosszúállók: Végtelen háború, Bosszúállók: Végjáték                                                                 | Bosszúállók: Végtelen háború, Bosszúállók: Végjáték                                                                 |
| | | |
| Proxima Midnight | Carrie Coon | Varga Klári |
| A Fekete Rend nevű négytagú csoport tagja, akik Thanos örökbefogadott gyermekei és egyben leghűségesebb követői. Corvus Glaive felesége. Földönkívüli, nagy erejű létforma, vezetőjük végrehajtója és segítője a Végtelen Kövek összegyűjtésében, valamint különleges képességek birtokosa. Amikor Thanos személyesen indul a Kövek után, a Rend tagjai, köztük maguk is célba vesznek egy-egy követ, ám urukkal ellentétben nem járnak sikerrel. Később Thanos seregeivel együtt harcol a wakandai csatában a Bosszúállók és a wakandaiak ellen, de végül megölik, mielőtt Thanos győzedelmeskedne. Múltbeli verziója harcol a Bosszúállók ellen a földi csatában, ahol Vasember csettintése megöli őt. Múltbeli verziója harcol a Bosszúállók ellen a földi csatában, ahol Vasember csettintése megöli őt. | | |
| Szerepei: | Bosszúállók: Végtelen háború, Bosszúállók: Végjáték                                                                 | Bosszúállók: Végtelen háború, Bosszúállók: Végjáték                                                                 |
| | | |
| Cull Obsidian | Terry Notary | Eredeti hang |
| A Fekete Rend nevű négytagú csoport tagja, akik Thanos örökbefogadott gyermekei és egyben leghűségesebb követői. Földönkívüli, nagy erejű létforma, vezetőjük végrehajtója és segítője a Végtelen Kövek összegyűjtésében, valamint különleges képessége, birtokosa. Amikor Thanos személyesen indul a Kövek után, a Rend tagjai maguk is célba vesznek egy-egy követ, ám urukkal ellentétben nem járnak sikerrel. Később Thanos seregeivel együtt harcol a wakandai csatában a Bosszúállók és a wakandaiak ellen, de végül megölik, mielőtt Thanos győzedelmeskedne. Múltbeli verziója harcol a Bosszúállók ellen a földi csatában, ahol Vasember csettintése megöli őt. | | |
| Szerepei: | Bosszúállók: Végtelen háború, Bosszúállók: Végjáték                                                                 | Bosszúállók: Végtelen háború, Bosszúállók: Végjáték                                                                 |
| | | |
| Corvus Glaive | Michael Shaw | Fehér Péter |
| A Fekete Rend nevű négytagú csoport tagja, akik Thanos örökbefogadott gyermekei és egyben leghűségesebb követői. Proxima Midnight férje. Földönkívüli, nagy erejű létforma, vezetőjük végrehajtója és segítője a Végtelen Kövek összegyűjtésében, valamint különleges képességek birtokosa. Amikor Thanos személyesen indul a Kövek után, a Rend tagjai maguk is célba vesznek egy-egy követ, ám urukkal ellentétben nem járnak sikerrel. Később Thanos seregeivel együtt harcolnak a wakandai csatában a Bosszúállók és a wakandaiak ellen, de végül megölik, mielőtt Thanos győzedelmeskedne. Múltbeli verziója harcol a Bosszúállók ellen a földi csatában, ahol Okoye megöli őt, holttestét pedig Vasember csettintése porlasztja el. | | |
| Szerepei: | Bosszúállók: Végtelen háború, Bosszúállók: Végjáték                                                                 | Bosszúállók: Végtelen háború, Bosszúállók: Végjáték                                                                 |

### Kang és variánsai
Kangot és variánsait mind Jonathan Majors alakította. A magyar hangja pedig Schmied Zoltán volt.
| Szereplő (Polgári név) | Szereplő (Polgári név)                      |  |
| --- | ------------------------------------------- |  |
| A Megmaradó |                                             |  |
| Az Térídő Variancia Alapítvány (TVA) megalkotója és vezetője. Elárulja Lokinak és Sylvie-nek, hogy elpusztította az eredeti multiverzumot és létrehozta a TVA-t, hogy irányítsa a "Szent Idővonal" áramlását és megakadályozza egy új multiverzum kialakulását az előzőben kitört hatalmas Multiverzális Háború miatt; miután évezredekig figyelmen kívül hagyta az idővonalat, Azt állítja, hogy vissza akar vonulni, visszaállítva a szabad akaratot, hogy Loki és Sylvie eldönthesse, hogy átvegye a helyét és vezesse a TVA-t, vagy megöli őt, létrehoz egy új multiverzumot és lehetővé teszi egy új Multiverzális Háború kezdetét. Sylvie úgy dönt, hogy megöli. Később kiderül, hogy románcot folytatott Ravonna Renslayerrel, mielőtt kitörölte a létezéséről szóló emlékeiket. Loki később visszautazik az időben A Megmaradó halála előtti időkbe, és megtudja, hogy valójában mindent megrendezett, ami a halála után történt, beleértve Loki időcsúszását is. Ragaszkodik ahhoz, hogy az egyetlen lehetőség az, hogy megöli Sylvie-t és megakadályozza a halálát, hogy az idővonal ne ágazzon el, hogy távol tartsa a változatait. Bár Loki majdnem beadja a derekát és megmenti, ehelyett más megoldást talál azzal, hogy az idővonal elágazásait Yggdrasilba fonja össze, Lokival a középpontban, aki fenntartja őket. |                                             |  |
| Szerepei: | Loki                                        |  |
| |                                             |  |
| Kang, a hódító |                                             |  |
| Multiverzális utazó az újonnan létrehozott multiverzumban, aki úgy gondolta, hogy a multiverzum az ő változatai miatt haldoklik, megpróbált háborút szítani, hogy megállítsa őket, de a Kangok Tanácsa elfogta és a Kvantumvilágba száműzte. Ott találkozott Janet van Dyne-nal, akivel együtt dolgozott azon, hogy megjavítsák a hajója energiamagját, és mindkettőjüket hazavigyék. Több évnyi sikertelen próbálkozás után sikeresen újraindították a magot, de a nő rájött a férfi valódi természetére, és a Pym-részecskéivel megakadályozta, hogy hozzáférjen a maghoz, mielőtt végül megszökött a Kvantumbirodalomból. Ennek ellenére Kang meghódította azt, új birodalmat épített, Janet régi Kvantumbirodalmi barátját maga mellé állította, és Darren Cross-t is beszervezte a soraiba. 2026-ban Janet, Hank Pym, a lányuk Hope van Dyne, Scott Lang és a lánya, Cassie a Kvantumbirodalomba kerülnek, és közben elválnak egymástól. Kang elfogja Langéket, és manipulálja Scottot, hogy szerezze meg a magot; Scott sikerrel jár, de Kang megszerzi a magot, és elárulja Scottot. |                                             |  |
| Szerepei: | A Hangya és a Darázs: Kvantumánia           |  |
| |                                             |  |
| Victor Timely |                                             |  |
| Kang egyik variánsa. 1893-ban élő lelkes tudós, aki a gyerekkorában kapott kézikönyv olvasása alapján egy időszövőgépet akar építeni. Miután Loki és Mobius M. Mobius megtalálja az egyik előadásán, megpróbálják visszavinni a TVA-hoz, hogy segítsen kijavítani egy problémát az időszövőszékükkel, csakhogy Percike, Renslayer és Sylvie megzavarja őket, az utóbbi kettő megpróbálja megölni, mielőtt meggondolják magukat, az előbbi pedig megpróbálja elcsábítani őt. Amikor Timely megpróbálja megjavítani a szövőszéket, megölik. Miután Loki úgy utazik, hogy egy személyre koncentrálva irányítja az általa eltöltött időt, Timely sok halálos próbálkozása után túléli, és sikerül megjavítania a szövőszéket, de a végtelen számú elágazás miatt ez matematikailag lehetetlenné válik. Ezt követően Lokinak sikerül az ágakat Yggdrasilba szőnie, így a Multiverzum fennmaradhat. Ezt követően, 1868-ban, a fiatal Victor variáns nem kapja meg a TVA kézikönyvet, ami más útra küldi őt. |                                             |  |
| Szerepei: | A Hangya és a Darázs: Kvantumánia (s), Loki |  |
| |                                             |  |
| Rama-Tut |                                             |  |
| Kang fáraó variánsa. |                                             |  |
| Szerepei: | A Hangya és a Darázs: Kvantumánia (s)       |  |
| |                                             |  |
| Immortus |                                             |  |
| Kang vezér variánsa |                                             |  |
| Szerepei: | A Hangya és a Darázs: Kvantumánia (s)       |  |
| |                                             |  |
| Vörös Centurió |                                             |  |
| Kang robotszerű variánsa. |                                             |  |
| Szerepei: | A Hangya és a Darázs: Kvantumánia (s)       |  |

### Mesterséges intelligenciák
| Szereplő (Polgári név) | Színész | Magyar hang |
| --- | --- | --- |
| J.A.R.V.I.S. | Paul Bettany | Szabó Sipos Barnabás (Vasember 1–2.), Kárpáti Levente (további filmek)                                                                     |
| A "Just A Rather Very Intelligent System" kifejezés (kb. "Csak egy nagyon intelligens rendszer") rövidítése. Tony Stark számítógépes interfésze, amelyet apja komornyikja után nevezett el. Az évek során Stark egy mesterséges intelligenciává fejlesztette J.A.R.V.I.S.-t, amely segíti őt a Stark Industries ügyeinek intézésében, valamint őrzi az otthonát, később pedig a Bosszúállók-tornyot és a Vasember-páncélokat is kézben tartja, továbbá a Bosszúállókat is segíteni tudja harc közben. Miután Ultron életre kel, elpusztítja J.A.R.V.I.S.-t, akinek a programja azonban később felül tud kerekedni Ultronén. Végül Stark feltölti J.A.R.V.I.S. programját Vízió testébe, akiből az Elmekő segítségével egy humanoid-mesterséges intelligencia hibridet hoz létre. Innentől J.A.R.V.I.S. feladatkörét Stark másik hasonló szoftvere, P.É.N.T.E.K. veszi át. | | |
| Szerepei: | A Vasember, Vasember 2., Bosszúállók, Vasember 3., Bosszúállók: Ultron kora                                                                | A Vasember, Vasember 2., Bosszúállók, Vasember 3., Bosszúállók: Ultron kora                                                                |
| | | |
| P.É.N.T.E.K. | Kerry Condon (hang), Orla Brady (Vision)                                                                                                   | Peller Mariann, Peller Anna (Polgárháború)                                                                                                 |
| Tony Stark másik, J.A.R.V.I.S.-hoz hasonló interfésze, feminin programozással. Eleinte a Vasember páncélok programozása a feladata, majd J.A.R.V.I.S. pusztulása és Vízió megszületése után ő veszi át előbbi feladatait, kezdve az Ulton elleni harccal és a Helmut Zemo utáni hajtóvadászattal, majd a Thanos elleni csatákban. A hamarosan érkező Vision sorozatban fel fog tűnni emberi formában. | | |
| Szerepei: | Bosszúállók: Ultron kora, Amerika Kapitány: Polgárháború, Pókember: Hazatérés, Bosszúállók: Végtelen háború, Bosszúállók: Végjáték, Vision | Bosszúállók: Ultron kora, Amerika Kapitány: Polgárháború, Pókember: Hazatérés, Bosszúállók: Végtelen háború, Bosszúállók: Végjáték, Vision |
| | | |
| Ultron | James Spader | Hirtling István |
| Eredetileg egy mesterséges békefenntartó program, amelyet Tony Stark és Bruce Banner alkottak meg a Loki jogarából kiszedett Elmekőből származó információ dekódolásával. A program azonban hamarosan elkezd gondolkodni, és az emberiséget teszi meg a Földet fenyegető legfőbb veszélyforrásnak, ezért annak elpusztítását tűzi ki célul. Miután feltöltötte magát egy géptestbe, Ultron Szokóviába megy és felbéreli a Maximoff-ikreket, akik segítenek neki vibrániumot lopni, valamint átmenetileg szétzilálni a Bosszúállók csapatát, ám hamarosan rájönnek Ultron tervére, és ellene fordulnak. Ultron visszatér Szokóviába, ahol a vibránium és az ott összegyűjtött chitauri technológia keresztezésével egy egész várost emel a levegőbe, amelyet aztán meteorként használva kiirthat minden életet a Földön. Mielőtt azonban sikerrel járhatna, a Bosszúállók felveszik vele a harcot és legyőzik őt, valamint teljes géphadseregét. Ultront végül a részben általa/belőle létrehozott Vízió semmisíti meg véglegesen. | | |
| Szerepei: | Bosszúállók: Ultron kora, Vision | Bosszúállók: Ultron kora, Vision |
| | | |
| E.D.I.T.H. | Dawn Michelle King (hang), Emily Hampshire (Vision)                                                                                        | Peller Anna |
| Az "Even Dead, I'm The Hero" (magyar szinkronfordításban "Elmentem, De Így Tovább Hősködhetek") rövidítése, Tony Stark bolygó körüli pályán állomásozó bolygóvédelmi- és taktikai rendszere, amelyet halála után Peter Parkerre ruház. A rendszer egy modern napszemüvegen keresztül működtethető, komoly rakéta- és drónarzenál áll használója rendelkezésére. Peter, abban a hitben hogy a férfi jótevő, Mysterionak adja a szemüveget, aki így hozzáférést nyer a rendszerhez, hogy azt aljas céljainak rendelje alá. Peter, miután rájön hogy hibázott, az utolsó pillantban megállítja és legyőzi Mysteriot, és visszanyeri az irányítást E.D.I.T.H. felett. A hamarosan érkező Vision sorozatban fel fog tűnni emberi formában. | | |
| Szerepei: | Pókember: Idegenben, Vision | Pókember: Idegenben, Vision |

### Alternatív univerzumból származó személyek
| Szereplő (Polgári név) | Színész | Magyar hang |
| --- | --- | --- |
| Pókember / Peter-2 (Peter Paker) | Tobey Maguire | Csőre Gábor |
| Peter Parker egy alternatív valóságból. A másik két Pókember "Peter-kettő" néven szólítja. | | |
| Szerepei: | Pókember (n), Pókember 2. (n), Pókember 3. (n), Pókember: Nincs hazaút, Pókember: A pókverzumon át(a)(n) | Pókember (n), Pókember 2. (n), Pókember 3. (n), Pókember: Nincs hazaút, Pókember: A pókverzumon át(a)(n) |
| | | |
| Pókember / Peter-3 (Peter Paker) | Andrew Garfield, Max Charles (fiatalon) | Molnár Levente |
| Peter Parker egy alternatív valóságból. A másik két Pókember "Peter-három" néven szólítja. | | |
| Szerepei: | A csodálatos Pókember (n), A csodálatos Pókember 2. (n), Pókember: Nincs hazaút, Pókember: A pókverzumon át(a)(n) | A csodálatos Pókember (n), A csodálatos Pókember 2. (n), Pókember: Nincs hazaút, Pókember: A pókverzumon át(a)(n) |
| | | |
| Zöld Manó (Norman Osborn) | Willem Dafoe | Szakácsi Sándor (Pókember 1-2.), Haás Vander Péter (Pókember 3.), Epres Attila (Pókember: Nincs hazaút) |
| Tudós és az Oscorp vezérigazgatója egy alternatív valóságból, aki egy instabil erőfokozót tesztel magán, és egy őrült alteregó személyiséget fejleszt ki, az Oscorp fejlett páncélzatát és felszerelését használva. | | |
| Szerepei: | Pókember (n), Pókember 2. (n), Pókember 3. (n), Pókember: Nincs hazaút | Pókember (n), Pókember 2. (n), Pókember 3. (n), Pókember: Nincs hazaút |
| | | |
| Doktor Oktopusz (Otto Octavius) | Alfred Molina | Csernák János (Pókember 2.), Besenczi Árpád (Pókember: Nincs hazaút) |
| Tudós egy alternatív valóságból, aki egy balesetet követően kiszolgáltatott lesz az általa fejlesztett rendkívül intelligens, négy mechanikus karnak. | | |
| Szerepei: | Pókember 2. (n), Pókember: Nincs hazaút, Pókember: A pókverzumon át (h)(n) | Pókember 2. (n), Pókember: Nincs hazaút, Pókember: A pókverzumon át (h)(n) |
| | | |
| Elektro (Max Dillon) | Jamie Foxx | Kálid Artúr |
| Az Oscorp villamosmérnöke egy alternatív valóságból, aki egy genetikailag módosított elektromos angolnával történt baleset után elektromos erőre tett szert. A univerzumba érve Dillon az egyik gonosztevő, akit Dr. Strange bebörtönöz, bár visszautasítja a gyógymódot, amit Pókember (Peter-1) próbál neki adni, és elfoglal egy ívreaktort, mielőtt mindhárom Pókemberrel megküzd a Szabadság-szobornál. Később Doktor Octopus meggyógyítja, és kibékül az univerzumában élő Peter Parkerrel, mielőtt biztonságban az ő univerzumába kerülne. | | |
| Szerepei: | A csodálatos Pókember 2. (n), Pókember: Nincs hazaút | A csodálatos Pókember 2. (n), Pókember: Nincs hazaút |
| | | |
| Gyík (Curt Connors) | Rhys Ifans | Schnell Ádám |
| Az Oscorp tudósa egy alternatív valóságból, aki egy hatalmas hüllőszerű szörnyeteggé változott, miközben megpróbálta visszanöveszteni hiányzó karját. Dr. Strange varázslata miatt került ebbe az univerzumba. | | |
| Szerepei: | A csodálatos Pókember (n), Pókember: Nincs hazaút | A csodálatos Pókember (n), Pókember: Nincs hazaút |
| | | |
| Homokember (Flint Marko) | Thomas Haden Church | Salinger Gábor |
| Kisstílű tolvaj egy alternatív valóságból, aki megkapta a homokká való átalakulás képességét. Ő az egyik gonosztevő, akit Doctor Strange bebörtönzött, és visszautasítja a gyógymódot, amit Pókember (Peter-1) megpróbál neki adni. Végül meggyógyul, és biztonságban visszakerül a saját dimenziójába. | | |
| Szerepei: | Pókember 3. (n), Pókember: Nincs hazaút | Pókember 3. (n), Pókember: Nincs hazaút |
| | | |
| Venom (Eddie Brock) | Tom Hardy | Király Attila |
| Venom a Földre érkezik, aki megszállja Eddie Brockkot, bár teret ad neki. Eddie és Venom eleinte nem jönnek ki jól, de idővel megszeretik egymást. Dr. Strange varázslata miatt egy darabig átkerül az MCU univerzumában, ahol egy helyi csapossal beszélget. Mielőtt visszakerülne a saját univerzumába, Venom egy darabot itthagy magából. | | |
| Szerepei: | Venom (n), Venom 2. – Vérontó (n), Pókember: Nincs hazaút (s), Venom – Az utolsó menet (n) | Venom (n), Venom 2. – Vérontó (n), Pókember: Nincs hazaút (s), Venom – Az utolsó menet (n) |
| | | |
| X Professzor (Charles Xavier) | Patrick Stewart (idősebb), James McAvoy (fiatalon), Laurence Belcher (gyerekként) | Horányi László(idősebb), Hevér Gábor (fiatalon) |
| Az X-Men alapítója. Alternatív, 838-as földi variánsa az Illuminátus vezetője, aki képes mások gondolatába belátni. | | |
| Szerepei: | X-Men – A kívülállók (n), X-Men 2. (n), X-Men: Az ellenállás vége (n), X-Men kezdetek: Farkas (n), X-Men: Az elsők (n), Farkas (n), X-Men: Az eljövendő múlt napjai (n), X-Men: Apokalipszis (n), Logan – Farkas (n), Deadpool 2. (c)(n), X-Men: Sötét Főnix (n), Doctor Strange az őrület multiverzumában (al), Bosszúállók: Ítéletnap | X-Men – A kívülállók (n), X-Men 2. (n), X-Men: Az ellenállás vége (n), X-Men kezdetek: Farkas (n), X-Men: Az elsők (n), Farkas (n), X-Men: Az eljövendő múlt napjai (n), X-Men: Apokalipszis (n), Logan – Farkas (n), Deadpool 2. (c)(n), X-Men: Sötét Főnix (n), Doctor Strange az őrület multiverzumában (al), Bosszúállók: Ítéletnap |
| | | |
| Fekete Villám (Blackagar Boltagon) | Anson Mount, Lofton Shaw (gyerekként) | Mészáros Béla |
| Az embertelen királyi család feje és Attilan királya, akinek a hangja a legkisebb suttogással is képes pusztulást okozni.Egy variánsa, a Föld-838-on az Illuminátusok tagja, akit Wanda Maximoff öl meg, miután megváltoztatja a valóságot, hogy eltávolítsa a száját. A felismerés hatására Boltagar pánikba esik, és egy tompa sikollyal véletlenül elpusztítja az agyát. | | |
| Szerepei: | Embertelenek, Doctor Strange az őrület multiverzumában (al) | Embertelenek, Doctor Strange az őrület multiverzumában (al) |
| | | |
| Mr. Fantastic (Reed Richards) | John Krasinski | Ódor Kristóf |
| A Föld-838-on a Fantasztikus Négyes és az Illuminátusok tagja, akit társai a "legokosabb élő embernek" neveznek. Wanda Maximoff megöli. | | |
| Szerepei: | Doctor Strange az őrület multiverzumában | Doctor Strange az őrület multiverzumában |
| | | |
| Bestia (Hank McCoy) | Steve Bacic (X-Men 2.), Kelsey Grammer (további filmek), Nicholas Hoult (fiatalon) | Gesztesi Károly (X-Men: Az ellenállás vége), Csankó Zoltán (további filmek), Előd Botond (fiatalon) |
| Mutáns és az X-Men tagja. | | |
| Szerepei: | X-Men 2. (n), X-Men: Az ellenállás vége (n), X-Men: Az elsők (n), X-Men: Az eljövendő múlt napjai (n), X-Men: Apokalipszis (n), Deadpool 2. (c)(n), X-Men: Sötét Főnix (n), Marvelek (s), Bosszúállók: Ítéletnap | X-Men 2. (n), X-Men: Az ellenállás vége (n), X-Men: Az elsők (n), X-Men: Az eljövendő múlt napjai (n), X-Men: Apokalipszis (n), Deadpool 2. (c)(n), X-Men: Sötét Főnix (n), Marvelek (s), Bosszúállók: Ítéletnap |
| | | |
| Deadpool (Wade Wilson) | Ryan Reynolds Scott Adkins (X Fegyver teste) | Czvetkó Sándor (X-Men kezdetek: Farkas) Nagy Ervin (Deadpool-filmek, MCU) |
| Okoskodó zsoldos, aki gyorsan gyógyul, de csúnya hegek vannak a testén, miután egy kísérleti regeneratív mutáción esett át a halálos rák kezelése érdekében. | | |
| Szerepei: | X-Men kezdetek: Farkas, Deadpool (n), No Good Deed (n), Deadpool 2. (n), Volt egyszer egy Deadpool (n), Deadpool and Korg React (n), What If...? – An Immersive Story (c), Deadpool & Rozsomák, Bosszúállók: Ítéletnap | X-Men kezdetek: Farkas, Deadpool (n), No Good Deed (n), Deadpool 2. (n), Volt egyszer egy Deadpool (n), Deadpool and Korg React (n), What If...? – An Immersive Story (c), Deadpool & Rozsomák, Bosszúállók: Ítéletnap |
| | | |
| Farkas / Rozsomák (James "Logan" Howlett) | Hugh Jackman, Troye Sivan (gyerekként) | Sinkovits-Vitay András (Foxos filmek), Weil Róbert (Disney-s filmek), Czető Ádám (gyerekként) |
| Mutáns, aki gyógyító képességgel, behúzható karmokkal rendelkezik és adamantiummal van átitatva a csontváza. X-Men tag, a Föld-10005 horgonylénye, aki feláldozta magát, hogy megmentse a lányát.Ez a változata a legrosszabb Rozsomák, mivel az a Földjén minden X-Men tag meghalt az ő hibájából. | | |
| Szerepei: | X-Men – A kívülállók (n), X-Men 2. (n), X-Men kezdetek: Farkas (n), X-Men: Az elsők (n), Fantasztikus Négyes (t)(c)(al)(n), X-Men: Az ellenállás vége (n), Farkas (n), X-Men: Az eljövendő múlt napjai (n), X-Men: Apokalipszis (n), Logan – Farkas (n), Deadpool 2. (s)(c)(n), Deadpool & Rozsomák                                     | X-Men – A kívülállók (n), X-Men 2. (n), X-Men kezdetek: Farkas (n), X-Men: Az elsők (n), Fantasztikus Négyes (t)(c)(al)(n), X-Men: Az ellenállás vége (n), Farkas (n), X-Men: Az eljövendő múlt napjai (n), X-Men: Apokalipszis (n), Logan – Farkas (n), Deadpool 2. (s)(c)(n), Deadpool & Rozsomák                                     |
| | | |
| Penge (Eric Brooks) | Wesley Snipes (filmek), Sticky Fingaz (sorozat) | Galambos Péter |
| Vámpírokra vadászik. Kiválóan ért a harcművészetekhez, és mindig vámpírölő fegyverekkel szereli fel magát. Lenyesték a Verembe, de Deadpool a TVA segítségével kiszabadítja. | | |
| Szerepei: | Penge (n), Penge 2. (n), Penge – Szentháromság (n), Blade: The Series (n), Deadpool & Rozsomák | Penge (n), Penge 2. (n), Penge – Szentháromság (n), Blade: The Series (n), Deadpool & Rozsomák |
| | | |
| X-23 (Laura) | Dafne Keen | Vida Sára |
| Mutáns, akit Logan DNS-éből hoztak létre, és aki örökölte genetikai donorjának adamantium karmait és fejlett regenerációs képességeit. Ő is tagja a Cassandra Nova ellen az Veremben harcoló lázadóknak. | | |
| Szerepei: | Logan – Farkas (n), Az új mutánsok (v)(n), Deadpool & Rozsomák | Logan – Farkas (n), Az új mutánsok (v)(n), Deadpool & Rozsomák |
| | | |
| Gambit (Remy LeBeau) | Taylor Kitsch (X-Men kezdetek: Farkas), Channing Tatum (MCU) | Zöld Csaba (X-Men kezdetek: Farkas), Horváth-Töreki Gergely (MCU) |
| Mutáns, aki mentálisan képes tiszta mozgási energiát létrehozni, irányítani és manipulálni. A Cassandra Nova ellen a Veremben harcoló lázadók tagja. Nincs emléke az életéről. | | |
| Szerepei: | X-Men kezdetek: Farkas (n), Deadpool & Rozsomák, Bosszúállók: Ítéletnap | X-Men kezdetek: Farkas (n), Deadpool & Rozsomák, Bosszúállók: Ítéletnap |
| Elektra Natchios | Jennifer Garner, Laura Ward (fiatalon) | Németh Borbála (Daredevil), Kisfalvi Krisztina (további filmek) |
| Görög származású bérgyilkos, aki egy pár Sait használ. A Cassandra Nova elleni ellenállás csoport tagja. | | |
| Szerepei: | Daredevil – A fenegyerek (n), Elektra (n), Deadpool & Rozsomák | Daredevil – A fenegyerek (n), Elektra (n), Deadpool & Rozsomák |
| | | |
| Cassandra Nova | Emma Corrin | Sodró Eliza |
| Telekinetikus és telepatikus képességekkel rendelkező mutáns, aki Charles Xavier túlvilági eredetű ikertestvére, akit a Téridő Variancia Alapítvány (TVA) a Verembe száműzött. | | |
| Szerepei: | Deadpool & Rozsomák | Deadpool & Rozsomák |
| | | |
| Fáklya (Johnny Storm) | Chris Evans | Stohl András (Foxos filmek), Zámbori Soma (Disney-s filmek) |
| Szuperképességeit, akárcsak a Fantasztikus Négyes másik három alapító tagja, egy űrutazás során szerezte, mikor hajójukon kozmikus sugárzás hatolt át. A Cassandra Nova elleni ellenállás csoport tagja, akit Nova csúnyán megöl. | | |
| Szerepei: | Fantasztikus Négyes (n), A Fantasztikus Négyes és az Ezüst Utazó (n), Deadpool & Rozsomák | Fantasztikus Négyes (n), A Fantasztikus Négyes és az Ezüst Utazó (n), Deadpool & Rozsomák |
| | | |
| Peter Wisdom | Rob Delaney | Elek Ferenc |
| Autóeladó Wade Wilson mellett a Föld-10005-ön. Akkor bukkant fel, amikor Deadpool hirdetést adott fel X-Force-tagok számára, és azonnal beszervezték. Az összes többi X-Force taggal együtt meghalt, de Deadpool az időutazással megakadályozta a halálát. | | |
| Szerepei: | Deadpool 2. (n), Deadpool & Rozsomák | Deadpool 2. (n), Deadpool & Rozsomák |
| | | |
| Piró (John Allerdyce) | Aaron Stanford, Alexander Burton (fiatalon, X-Men – A kívülállók) | Moser Károly, Hamvas Dániel (fiatalon, X-Men - A kívülállók) |
| Az X-Menek egykori tagja és a Mutánsok Testvériségének tagja egy alternatív valóságból, aki a tüzet képes irányítani. Paradoxxal titokban együttműködik, valamint a Veremben Cassandra Novának is dolgozik. | | |
| Szerepei: | X-Men – A kívülállók (n), X-Men 2. (n), X-Men: Az ellenállás vége (n), Deadpool & Rozsomák | X-Men – A kívülállók (n), X-Men 2. (n), X-Men: Az ellenállás vége (n), Deadpool & Rozsomák |
| | | |
| Kardfogú (Victor Creed) | Tyler Mane, Liev Schreiber (fiatalon, X-Men kezdetek: Farkas), Michael-James Olsen (gyerekként) | Barbinek Péter, Barabás Kiss Zoltán (fiatalon, X-Men kezdetek: Farkas), Timon Barnabás (gyerekként) |
| Mutáns, aki kihúzható karmokkal és agyarakkal, valamint emberfeletti erővel rendelkezik. Rozsomák bátyja. Cassandrának dolgozik a Veremben. | | |
| Szerepei: | X-Men – A kívülállók (n), X-Men kezdetek: Farkas (n), Deadpool & Rozsomák | X-Men – A kívülállók (n), X-Men kezdetek: Farkas (n), Deadpool & Rozsomák |
| | | |
| Vanessa Carlysle | Morena Baccarin | Ónodi Eszter |
| Wade Wilson volt menyasszonya. Korábban prostituált és egzotikus táncosnő volt New Yorkban, a Föld-10005-ön. Wade egyik ellensége lelőtte, de az visszahozta szerelmét az időutazás segítségével. | | |
| Szerepei: | Deadpool (n), Deadpool 2. (n), Deadpool & Rozsomák | Deadpool (n), Deadpool 2. (n), Deadpool & Rozsomák |
| | | |
| Vak Al | Leslie Uggams | Tóth Judit |
| Wade Wilson vak, idős szobatársa a Föld-10005-ön. | | |
| Szerepei: | Deadpool (n), Deadpool 2. (n), Deadpool & Rozsomák | Deadpool (n), Deadpool 2. (n), Deadpool & Rozsomák |
| | | |
| Kolosszus (Piotr Rasputin) | Ismeretlen (X-Men – A kívülállók) Daniel Cudmore (X-Men-filmek) Stefan Kapičić (Deadpool-filmek) | Barbinek Péter (X-Men-filmek) Sarádi Zsolt (X-Men: Az eljövendő múlt napjai) Törköly Levente (Deadpool-filmek) |
| Az X-Men tagja, aki a Föld-10005-ön azzal a mutáns képességgel rendelkezik, hogy testét szerves acéllá alakítja át. | | |
| Szerepei: | X-Men – A kívülállók (n), X-Men 2. (n), X-Men: Az ellenállás vége (n), X-Men: Az eljövendő múlt napjai (n), Deadpool (n), Deadpool 2. (n), Deadpool & Rozsomák | X-Men – A kívülállók (n), X-Men 2. (n), X-Men: Az ellenállás vége (n), X-Men: Az eljövendő múlt napjai (n), Deadpool (n), Deadpool 2. (n), Deadpool & Rozsomák |
| | | |
| Csillagtörő (Ross) | Lewis Tan | Hajdu Tibor |
| Wade Wilson mutáns idegen barátja és az X-Force tagja a Föld-10005-ön. Az összes többi X-Force taggal együtt meghalt, de Deadpool az időutazással megakadályozta a halálát. | | |
| Szerepei: | Deadpool 2. (n), Deadpool & Rozsomák | Deadpool 2. (n), Deadpool & Rozsomák |
| | | |
| Vanessa Carlysle | Morena Baccarin | Ónodi Eszter |
| Wade Wilson volt menyasszonya. Korábban prostituált és egzotikus táncosnő volt New Yorkban, a Föld-10005-ben. | | |
| Szerepei: | Deadpool (n), Deadpool 2. (n), Deadpool & Rozsomák | Deadpool (n), Deadpool 2. (n), Deadpool & Rozsomák |
| | | |
| Negaszonikus Tini Torpedó | Brianna Hildebrand | Törőcsik Franciska |
| Tizenéves X-Men-tanonc, aki a Föld-10005-ön a testéből atomrobbanásokat képes robbantani. Yukio barátnője. | | |
| Szerepei: | Deadpool (n), Deadpool 2. (n), Deadpool & Rozsomák | Deadpool (n), Deadpool 2. (n), Deadpool & Rozsomák |
| | | |
| Yukio | Fukusima Rira (Farkas), Shioli Kutsuna (Deadpool-filmek) | Balsai Móni (Farkas), Hermann Lilla (Deadpool-filmek) |
| Negaszonikus Tini Torpedó barátnője és X-Men társa a Föld-10005-ön. | | |
| Szerepei: | Farkas (n), Deadpool 2. (n), Deadpool & Rozsomák | Farkas (n), Deadpool 2. (n), Deadpool & Rozsomák |
| | | |

## Stan Lee cameoszerepei
Stan Lee, a Marvel képregények atyja 2018. november 12-én bekövetkezett haláláig minden Marvel élőszereplős filmben szerepelt apró, ún. cameoszerepekben. 2017-ben Kevin Feige megerősítette, hogy Lee szerepeivel igazából egyazon karaktert formál meg, a Szemlélők nevű faj informátorát, aki más és más személynek kiadva magát figyelemmel követi a Föld, azon belül pedig a Bosszúállók csapatának történéseit. Az alábbi táblázat Stan Lee összes, a Marvel-moziuniverzumban látható szerepét felsorolja, a filmek megjelenési sorrendjében. Lee utolsó szerepe a Bosszúállók: Végjátékban volt látható.
| Film                                 | Szerep                                             |
| ------------------------------------ | -------------------------------------------------- |
| A Vasember                           | Hugh Hefnerrel összetévesztett férfi               |
| A hihetetlen Hulk                    | gammasugárzással fertőzött italt elfogyasztó férfi |
| Vasember 2.                          | Larry Kinggel összetévesztett férfi                |
| Thor                                 | kisteherautó sofőrje                               |
| Amerika Kapitány: Az első bosszúálló | idős amerikai tábornok                             |
| Bosszúállók                          | híradóban szereplő szkeptikus férfi                |
| Vasember 3.                          | idős zsűritag a szépségversenyen                   |
| Thor: Sötét világ                    | férfi az öregek otthonában                         |
| Amerika Kapitány: A tél katonája     | a Smithsonian Intézet teremőre                     |
| A galaxis őrzői                      | idős playboy a Xandaron                            |
| Bosszúállók: Ultron kora             | ittas veterán katona                               |
| A Hangya                             | csapos                                             |
| Amerika Kapitány: Polgárháború       | FedEx futár                                        |
| Doctor Strange                       | utas a buszon                                      |
| A galaxis őrzői vol. 2.              | űrhajós                                            |
| Pókember: Hazatérés                  | Gary, az idős szomszéd                             |
| Thor: Ragnarök                       | sakaari borbély                                    |
| Fekete Párduc                        | krupié a kaszinóban                                |
| Bosszúállók: Végtelen háború         | iskolabusz-sofőr                                   |
| A Hangya és a Darázs                 | autótulajdonos                                     |
| Marvel Kapitány                      | önmaga / idős férfi a metrón                       |
| Bosszúállók: Végjáték                | 70-es évekbeli autós                               |